# Grazer Maschinen- und Waggonbau-Aktiengesellschaft

Ehemaliges Logo der Firma

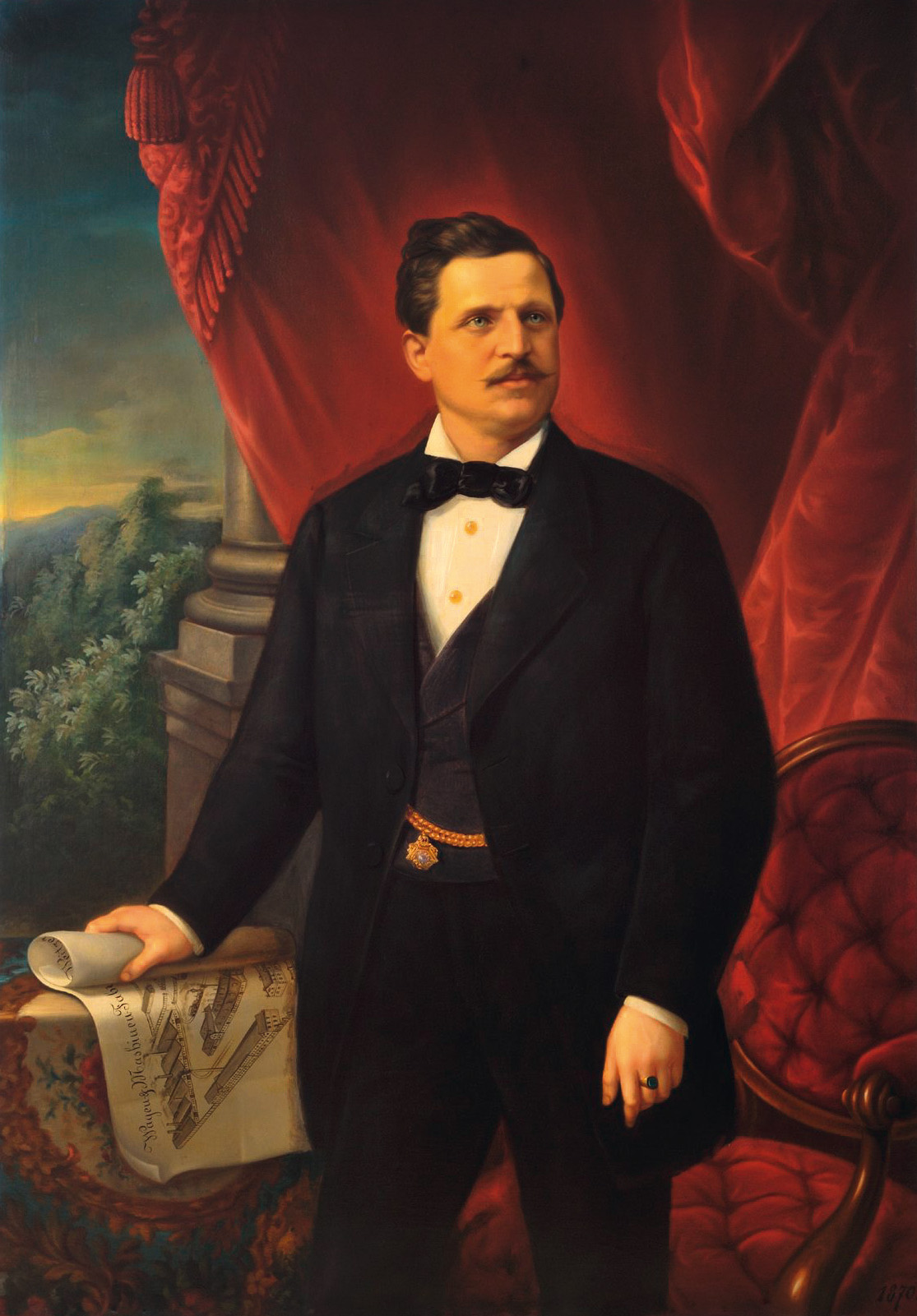
Der Firmengründer Johann Weitzer

Die Grazer Maschinen- und Waggonbau-Aktiengesellschaft vormals Johann Weitzer (oft schlicht als Graz bezeichnet) war ein einstmals bedeutendes österreichisches Maschinenbau- und Fahrzeugunternehmen aus Graz. Die Firma war vor allem auf Fahrzeuge für Schmalspurbahnen und Straßenbahnen spezialisiert.

## Geschichte

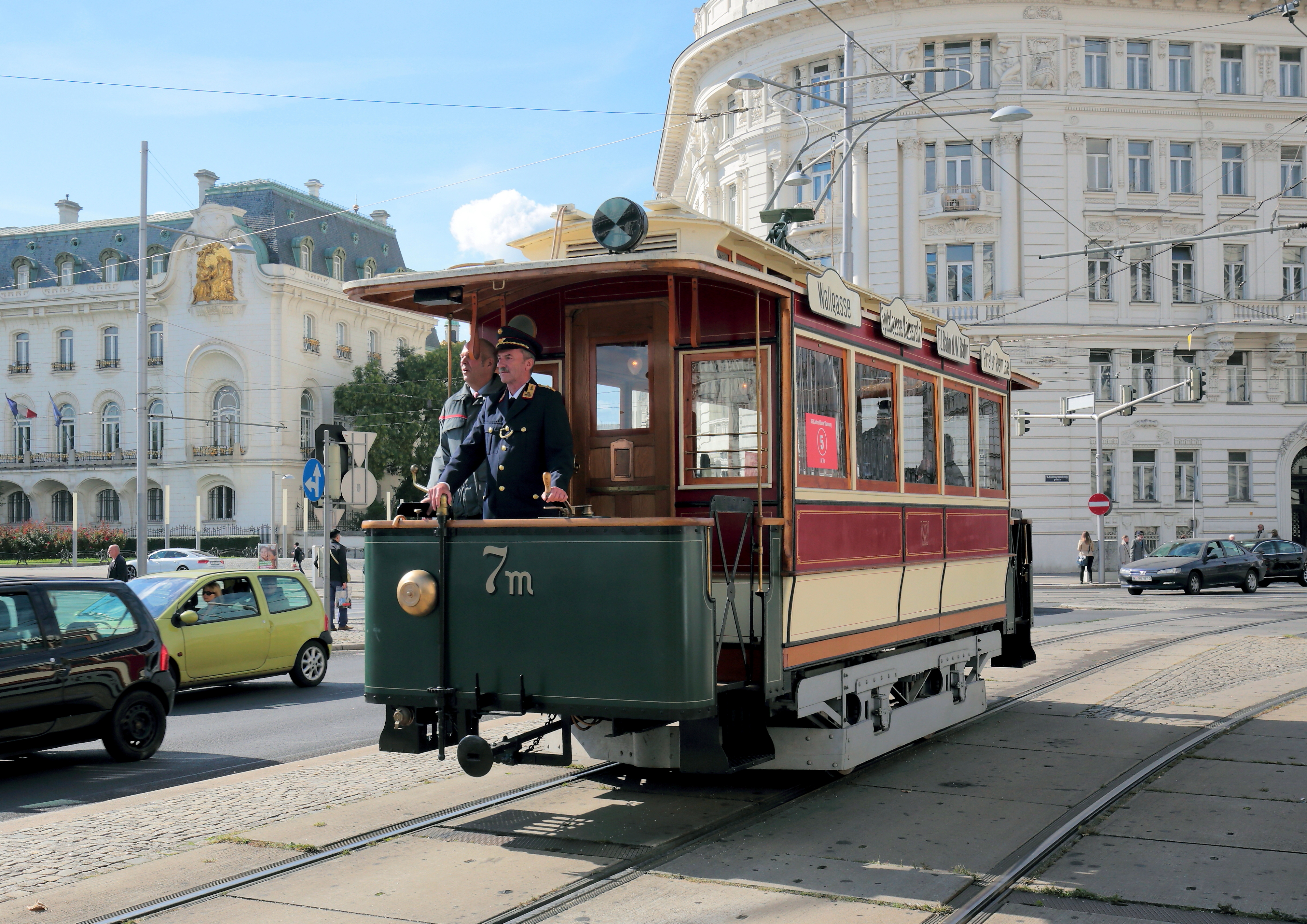
Der 1896 gefertigte Triebwagen Type A für die erste Wiener „elektrische“ Straßenbahn

### Anfänge und Aufstieg
1854 gründete der aus Friedberg stammende Sohn eines Webers Johann Weitzer (1832–1902), der bei einem Huf- und Wagenschmied in die Lehre gegangen war, in Graz zusammen mit drei Gesellen ein auf seinen Namen laufendes Unternehmen. Ab 1857 residierte diese Schmiede-, Schlosser-, Tischler- und Anstreicherwerkstätte zur Herstellung von Wagen in einer ehemaligen Kadettenschule. Im selben Jahr firmierte die Firma bereits als „k.k. priv. Wagenfabrik Johann Weitzer“. 1861 errichtet Weitzer unter dem Namen Wagen- und Waggonfabrik, Eisen- und Metallgießerei Joh. Weitzer eine neue Fabrik mit angeschlossener Gießerei. Der Bau von Güter- und Personenwagen für die neu eröffnete Graz-Köflacher-Eisenbahn sorgte für einen Aufschwung des jungen Unternehmens. Ebenso lieferte Weitzer bald auch Fahrzeuge für den Bau des Sueskanals. Im Kriegsjahr 1866 baute das Unternehmen in großem Umfang Fuhrwerke und Lafetten für die k.u.k Armee und lieferte auch 50.000 Remington-Gewehre. Damit war Weitzer der erste Lieferant von Hinterladergewehren in Österreich. Nach der Niederlage 1866 erzeugte das Unternehmen 100.000 Stück sog. Wänzl-Gewehre für die Armee. Ende der 1860er Jahre sind bereits 200 Arbeiter in der Fabrik beschäftigt.
1872 wird das Unternehmen als Grazer Waggon-, Maschinenbau- und Stahlwerksgesellschaft unter Mitwirkung der Allgemeinen Bodencreditanstalt in eine Aktiengesellschaft umgewandelt, das Kapital betrug vier Millionen Gulden. Neue Grundstücke wurden erworben und die Fabrik sukzessive vergrößert. Jährlich konnten nun 400 Personen- und 600 Güterwagen hergestellt werden, in den Gießereien wurde Roheisen aus der Steiermark, England und Schottland verarbeitet. Der Arbeiterstand erreichte zwischenzeitlich die Zahl von 1.500 Mann. Auch im Maschinenbau ist das Unternehmen in dieser Zeit verstärkt tätig gewesen: Auf der Wiener Weltausstellung 1873 wurden neben Waggons auch von Weitzer gefertigte Dampfkessel gezeigt, ferner lieferte man im selben Jahr eine Dampfmaschine an das Radwerk III in Vordernberg. Johann Weitzer erwarb 1872 unter dem Namen k.k. priv. Wagenfabrik von Johann Weitzer in Graz zusätzlich die Befugnis vom Bau von Kleinwagen (Kutschen, Fuhrwerke und andere Straßenfahrzeuge), welche von der Waggonfabrik nun nicht mehr produziert wurden. Der Sitz dieses neuen Unternehmens befand sich genau gegenüber der Waggonfabrik und wurde mit von dieser nicht mehr benötigten Maschinen ausgestattet.
In Folge des Wiener Börsenkrachs 1873 und des daraufhin erfolgten Ausbleibens an Aufträgen geriet auch die Grazer Waggonfabrik zunehmend in wirtschaftliche Schwierigkeiten, die 1879 zur Schließung der Fabrik führten. Weitzer erwarb den größten Teil der Maschinen, Werkzeuge, Rohstoffe und wohl auch Fabriksgebäude und erweiterte sein Unternehmen zur k.k. priv. Wagen und Waggonfabrik. In der Folgezeit entwickelte sich die Firma allmählich wieder zu einem Großbetrieb. Daneben wurden auch Straßenfuhrwerke sowie ärarische Feldwagen für die k.u.k Armee erzeugt.
Nachdem Weitzer bereits ab den 1880er Jahren ein Zweigwerk in Ödenburg in der ungarischen Landeshälfte besaß, schuf er sich 1891 mit der Weitzer János Gép,- Waggongyár és Vasöntöde Részvénytársaság (dt. Johann Weitzer Maschinen-, Waggonbau und Eisengießerei Aktiengesellschaft in Arad) im ebenfalls ungarischen Arad, das heute zu Rumänien gehört, ein weiteres Standbein. Das Arader Werk entwickelte sich in der Folgezeit weitgehend eigenständig. Es baute ebenfalls Dampflokomotiven, sammelte aber auch schon früh Erfahrung beim Bau von Verbrennungstriebwagen. So zum Beispiel bereits vor 1910 die mittlerweile bekannten benzin-elektrischen Weitzer-De Dion-Bouton-Triebwagen für ungarischen Bahnen. Auch dieses Unternehmen besteht unter dem Namen Astra Vagoane Călători noch heute.
1895 wurde das Weitzer´sche Unternehmen unter Beteiligung des Wiener Bankhauses Schoeller & Co. und des Lüdenscheider Großhändlers Karl Neufeldt (ein Schwager von Sir Paul Eduard von Schoeller) in Aktiengesellschaft umgewandelt und in Folge dem Schoeller-Konzern angegliedert. Das Aktienkapital betrug 1,5 Millionen Gulden. Der Firmensitz wurde nach Wien in die Zentrale von Schoeller & Co. (Wien I., Wildpretmarkt 10) verlegt. Die Bezeichnung änderte sich 1900 in Grazer Waggon- & Maschinen-Fabriks - Aktiengesellschaft vorm. Joh. Weitzer,
Im Jahr 1902 verstarb der Firmengründer Johann Weitzer in Graz, nachdem er sich schon einige Zeit vorher aus dem Unternehmen zurückgezogen hatte. Sein Nachfolger als Präsident wurde Karl Neufeldt, diesem folgten Richard von Schoeller und Alphonse Edler von Huze nach. In dieser Zeit gab es personelle Verbindungen mit den Schoeller-Stahlwerken in Ternitz.
In diesen Jahren spezialisierte sich die Fabrik unter ihrem technischen Leiter Ing. Hans Kranner zunehmend auf die Herstellung von Schmalspurfahrzeugen, Straßenbahnwagen sowie elektrischer Triebwagen für Schmal- und Normalspur. Ein Höhepunkt war der Exklusivvertrag zur Konstruktion und Lieferung von Waggons in Bosnischer Spurweite an die Bosnisch-Herzegowinischen Staatsbahnen. 1910 wurde binnen drei Monaten aus Anlass des Besuches Kaiser Franz Joseph I. in Bosnien-Herzegowina der Hofsalonwagen der BHStB von Graz geliefert.

### Technische Innovation durch Dieselmotoren
Graz war der erste und größte Erzeuger von Dieselmotoren im damaligen Österreich, schon 1899 wurde der Bau von Dieselmotoren nach den Patenten von Rudolf Diesel und der MAN aufgenommen. Die Lizenz wurde am 25. Februar 1899 erteilt. In der Folge wurde das Werksareal um 17.000 Quadratmeter vergrößert.
Die Motoren dienten vorwiegend zum Antrieb in Fabriken und als Stromerzeuger, im Ersten Weltkrieg wurden sogar zwei Dynamomaschinen an eine Funkstation der k.u.k Marine in Pola geliefert. 1926 konnte der 1000. Dieselmotor ausgeliefert werden. Im Frühjahr 1930 übernahm man die Dieselmotorsparte der durch die Weltwirtschaftskrise angeschlagenen traditionsreichen Leobersdorfer Maschinenfabrik. Laut einer Werbeanzeige lieferte das Unternehmen 1933 Motoren mit Leistungen zwischen 8 und 3000 PS. So stammen die noch heute existierenden Notstromaggregate des ehemaligen Senders Bisamberg (1933) von der Grazer Maschinen- und Waggonbau-Aktiengesellschaft. Schon 1908 wurde das weltweit erste von einem Dieselmotor angetriebene Passagierschiff, die MS Brioni, mit einem Grazer Motor ausgerüstet. Auch fuhr das erste Motorschiff am Bodensee, die MS Oesterreich von ihrem Stapellauf 1928 an bis in die 1960er Jahre mit Grazer Dieselmotoren.
Einer der bekanntesten Mitarbeiter der Diesel-Konstruktionsabteilung von Graz war Hans List, der nach Abschluss seines Studiums 1920 bei Graz eintrat und hier u. a. an der Umstellung auf Direkteinspritzung arbeitete.
Nachdem bereits ab den 1910er Jahren in kleineren Stückzahlen auch Elektrolokomotiven gebaut wurden, versuchte man sich Ende der 1920er Jahre im Bau von Diesellokomotiven und benzin-mechanischen Triebwagen nach eigenen Konstruktionen und Lizenzen der DWK.

### Aufschwung trotz Krise
Vor und im Ersten Weltkrieg war das Unternehmen hochprofitabel, 808.660 Kronen Reingewinn erwirtschaftete man allein im Jahre 1912, es wurde daraufhin eine Dividende von elf Prozent (1911 waren es noch zehn Prozent) ausgeschüttet. Der Erste Weltkrieg war für die Grazer Waggon- und Maschinenfabrik ein hervorragendes Geschäft: 1916 beispielsweise erwirtschaftete man 1.256.049 Kronen und 1917 bereits 1.561.244 Kronen Reingewinn, es wurde eine Dividende von 12 % (48 Kronen) ausgeschüttet. Man beschloss eine Kapitalaufstockung von einer Million auf ein Aktienkapital von fünf Millionen Kronen. Der Beschäftigtenstand erreichte in dieser Zeit mit 300 Angestellten und über 4000 Arbeitern (1914 waren es „nur“ 1300) einen neuen Höhepunkt. Auch der Rüstungsindustrie diente die Firma, sie stellte im Auftrag der Heeresverwaltung rund 60.000 Schrapnellhülsen monatlich her und fertigte auch Minenwerferrohre und Achsen für Feldhaubitzen in großen Stückzahlen. Für die k.u.k Marine fertigte man Dieselmotoren für die dieselelektrischen Antriebe der S.M. Unterseeboote. Unter anderem stattete Graz das von Österreich erbeutete S.M. U 14, die ehemals französische Curie, mit eigens neu konstruierten Sechszylinder-Motoren mit je 420 PS aus.
Den Zerfall der österreichisch-ungarischen Monarchie und damit den Wegfall ihrer traditionellen Absatzgebiete verkraftete die Gesellschaft durch ihre arrivierte Stellung relativ gut. Behalf man sich anfangs mit der Reparatur von Eisenbahnwaggons für die Südbahngesellschaft und die neu entstandenen Jugoslawischen Staatsbahnen, konnten schon bald Aufträge aus Bulgarien und der Türkei gewonnen werden. 1927 lief sogar ein Dokumentarfilm in den Grazer Kinos, welcher dem bis dato meist unwissenden Zuschauer das Werk und dessen hochwertige Erzeugnisse detailliert zeigte.

### Das Werk
Die Fabrik in Graz umfasste 1931 ein Areal von 130.000 m2, davon waren circa 53.000 m2 verbaute Fläche. Der Holzlagerplatz allein war circa 50.000 m2 groß, hier lagerten und trockneten die für den damaligen Waggonbau benötigten Hölzer, wie z. B. heimische Hart- und Weichhölzer, Mahagoni, Pitchpine oder Zeder. Das Werk umfasste eine Holztrockenanlage, die Holzbearbeitung (damals die größte und modernste in Österreich, schon auf Fließbandarbeit umgestellt), weiters die Schmiede, Kesselschmiede (für Kesselwagen u. Ä.), Hallen für Untergestell- und Kastenbau, die Schlosserei, schließlich die Montagehalle und Lackierungsabteilung. Hier wurden die fertigen Wagenkästen mit den Außenblechen, Dach, Böden und Innenausbau versehen, man lackierte bereits mit der Spritzpistole. Der Dampf mit 10 Atü Druck für den Betrieb der Schmiedehämmer kam aus einer automatisch befeuerten Kesselanlage mit 1150 m2 Rostfläche. Der Strom wurde in einer eigenen Kraftanlage mit Dieselmotoren von zusammen 2500 PS erzeugt, zusätzlich wurde Strom aus dem öffentlichen Netz bezogen. Eine große Kompressoranlage erzeugte die für Nietmaschinen und die Lackierung erforderliche Druckluft. Die Hallen für den Bau von Untergestellen und Wagenkästen wurden erst Ende der 1920er Jahre neu errichtet. Bei voller Auslastung konnten bis zu 4000 Waggons jährlich erzeugt werden.

### Höhepunkt und Krise, Niedergang und Wiederauferstehung
1928 und 1929 erreichte der Beschäftigtenstand einen neuen Höhepunkt, dennoch konnte 1928 keine Dividende ausgezahlt werden. Mitglied des Verwaltungsrates war bis 1930 Karl von Banhans, der zu dieser Zeit in die Strafella-Affäre verwickelt war. Durch die Wirtschaftskrise zu Beginn der 1930er Jahre und den dadurch bedingten Produktionsrückgang kam das Unternehmen in den Einflussbereich der Simmeringer Waggonfabrik, zu der bereits ab Anfang der 1920er Jahre engere Beziehungen bestanden: 1921 ging man eine Interessensgemeinschaft mit Simmeringer ein, die vor allem der quotenmäßigen Aufteilung der Lieferungen für den Export diente. Bereits vorher bildete man gemeinsam mit anderen Fabriken ein Waggonbau-Kartell. 1931 galt die Fabrik in Graz noch als „überraschend gut beschäftigt“. Danach schien es bergab zu gehen, die Aufträge wurden immer weniger. 1934 war ein schweres Jahr für die Firma: infolge der Sanierung des maroden Unternehmens übernimmt die Simmeringer Maschinen- und Waggonbau-Aktiengesellschaft die Aktienmehrheit. Die gesamte Produktion und die Dieselmotorfertigung wurden daraufhin nach Simmering verlegt, lediglich die Schmiede noch in Betrieb gehalten. Nur noch 250 Arbeiter verblieben in diesem Jahr. 1935 wurde die Gießerei geschlossen.
Im Zuge des Anschlusses Österreichs an das Deutsche Reich hielt Adolf Hitler am 3. April 1938 eine Rede in den leerstehenden Hallen der Grazer Waggonfabrik. Im Herbst dieses Jahres wurde der Betrieb im Werk wieder aufgenommen. Großaufträge der Deutschen Reichsbahn sorgten für einen Beschäftigtenstand von 600 Arbeitern.
Zuletzt firmierte die Gesellschaft ab 1939 unter Grazer Maschinen- und Waggonbau-Aktiengesellschaft, bevor sie 1941 mit der Paukerwerk Aktiengesellschaft und der Simmeringer Maschinen- und Waggonbau-Aktiengesellschaft, die beide in Wien ansässig waren, zur neuen Simmering-Graz-Pauker Aktiengesellschaft für Maschinen-, Kessel- und Waggonbau zusammengeschlossen wurde. Das neue Unternehmen stand im Besitz der Reichswerke Hermann Göring und diente wie viele andere Firmen dem Bau von Rüstungsgütern. Es wurden in Graz große Serien von Güter-, Kesselwagen und Tendern für die Reichsbahn gebaut, aber auch Geschütze, Minenwerfer, Munition und Torpedos für Wehrmacht und Marine wurden erzeugt. Während der Kriegsjahre waren bis zu 1600 Arbeiter im Grazer Werk beschäftigt. Zwischen November 1944 und April 1945 wurde die Grazer Waggonfabrik im Zuge von Bombardements fast vollkommen zerstört, an die 110 Volltreffer im Werksgelände wurden gezählt.
Nach Kriegsende wurde der Betrieb rasch wieder aufgebaut, von nun an war Graz Standort für E-Lok, Waggon und Triebwagenfertigung des 1946 verstaatlichten SGP-Konzerns. Hier wurden nun Lokomotiven wie die Reihen 1041 und 1010 der ÖBB gefertigt. Diesellokomotiven und -triebwagen sowie Straßenbahnen wurden fortan im Werk Simmering gefertigt. Der traditionsreiche Standort existiert als Teil der Siemens AG Österreich noch heute und fertigt Drehgestelle und Stromabnehmer für Lokomotiven, Triebwagen und Waggons.

## Produkte

### Elektrische Triebfahrzeuge

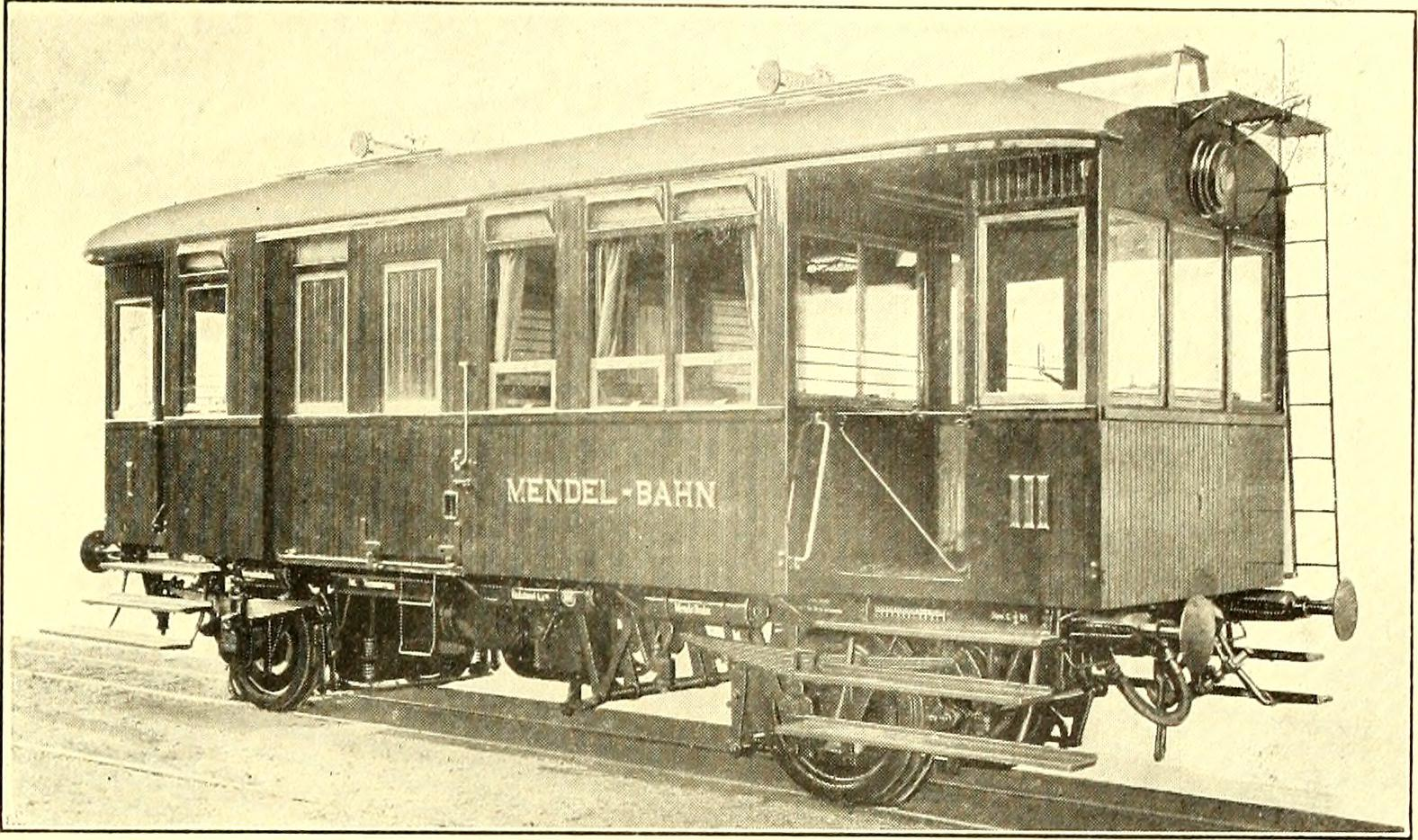
Triebwagen der Mendel-Adhäsionsbahn (1904)

Die Grazer Waggonfabrik war von Anfang an führend im Bau elektrischer Triebwagen und lieferte das Wagenmaterial für einen Großteil der Straßenbahnen auf dem Gebiet des heutigen Österreich, wie zum Beispiel der Betriebe in Wien, Graz, Linz, Innsbruck, Salzburg, Klagenfurt, St. Pölten und Gmunden. Elektrische Lokalbahnen wie die Linzer Lokalbahn, Florianerbahn, die Innsbrucker Mittelgebirgsbahn, die Übelbacher Bahn, die Stubaitalbahn, die Vorchdorferbahn, die Haager Lies, die Höllentalbahn Payerbach-Hirschwang und die Gleichenberger Bahn erhielten zur Betriebsaufnahme Fahrzeuge aus Graz. 1927 lieferte die Firma die elegant ausgestatteten „Schnellbahn-Triebwagen“ der Reihe 220 an die Wiener Lokalbahnen. Graz arbeitete meist als Subunternehmer der Elektrofirmen ÖSSW, AEG-Union, ELIN und der Österreichischen Brown, Boveri-Werke und fertigte den maschinellen Teil der Wagen. Mitunter – wie im Falle der Fahrzeuge für die 1907 eröffnete Rittnerbahn in Bozen – vergab Graz die Aufträge an andere Firmen als billige Subunternehmer weiter. Diese von der Brünn-Königsfelder Maschinenfabrik gebauten Triebwagen besaßen jedoch so ungünstige Bremswerte, dass sie erst recht in Graz umgebaut werden mussten.
Während bereits in frühen Jahren kleinere und technisch auf Triebwagen basierende Elektrolokomotiven gebaut wurden, wurde mit der E 14 der Mariazellerbahn 1911 die erste Lokomotive nach noch heute gültigen Bauprinzipien geschaffen. Hierbei fertigte Graz lediglich eine einzige Maschine dieser ansonsten von Krauss in Linz gebauten, fünfzehn Stück umfassenden Reihe. Die E 14 ist noch heute vor Nostalgiezügen im Einsatz und zählt zu den dienstältesten Elektrolokomotiven der Welt. Mit der Reihe Ewp der Pressburger Bahn (später Reihe 1072 der ÖBB) 1914 die ersten Vollbahnmaschinen in Graz gebaut. Auch zahlreiche elektrische Industriebahn- und Grubenlokomotiven lieferte die Firma, u. a. an die Österreichisch-Alpine Montangesellschaft. 1907 fertigte Graz den Wagenkasten der Zahnradloks der Rittnerbahn, die Antriebstechnik wurde jedoch von der SLM aus der Schweiz importiert und das Untergestell lieferte die Brünn-Königsfelder Maschinenfabrik.

### Verbrennungsmotoren und -triebwagen
Bereits 1899 wurde der Bau von Dieselmotoren aufgenommen, die Firma entwickelte sich rasch zum größten Dieselmotor-Produzenten in Österreich-Ungarn. Der erste Grazer Motor leistete 20 PS und lief noch bis in die 1930er Jahre. Durch ihre soliden Konstruktionen bekamen die Grazer Dieselmotoren einen hervorragenden Ruf. Aus der Frühzeit der Grazer Dieselmotor-Fertigung sind noch die vier Motoren der ehemaligen „Dieselzentrale“ (Elektrizitätswerk) der Brauerei Schwechat von 1906 erhalten und stehen unter Denkmalschutz.

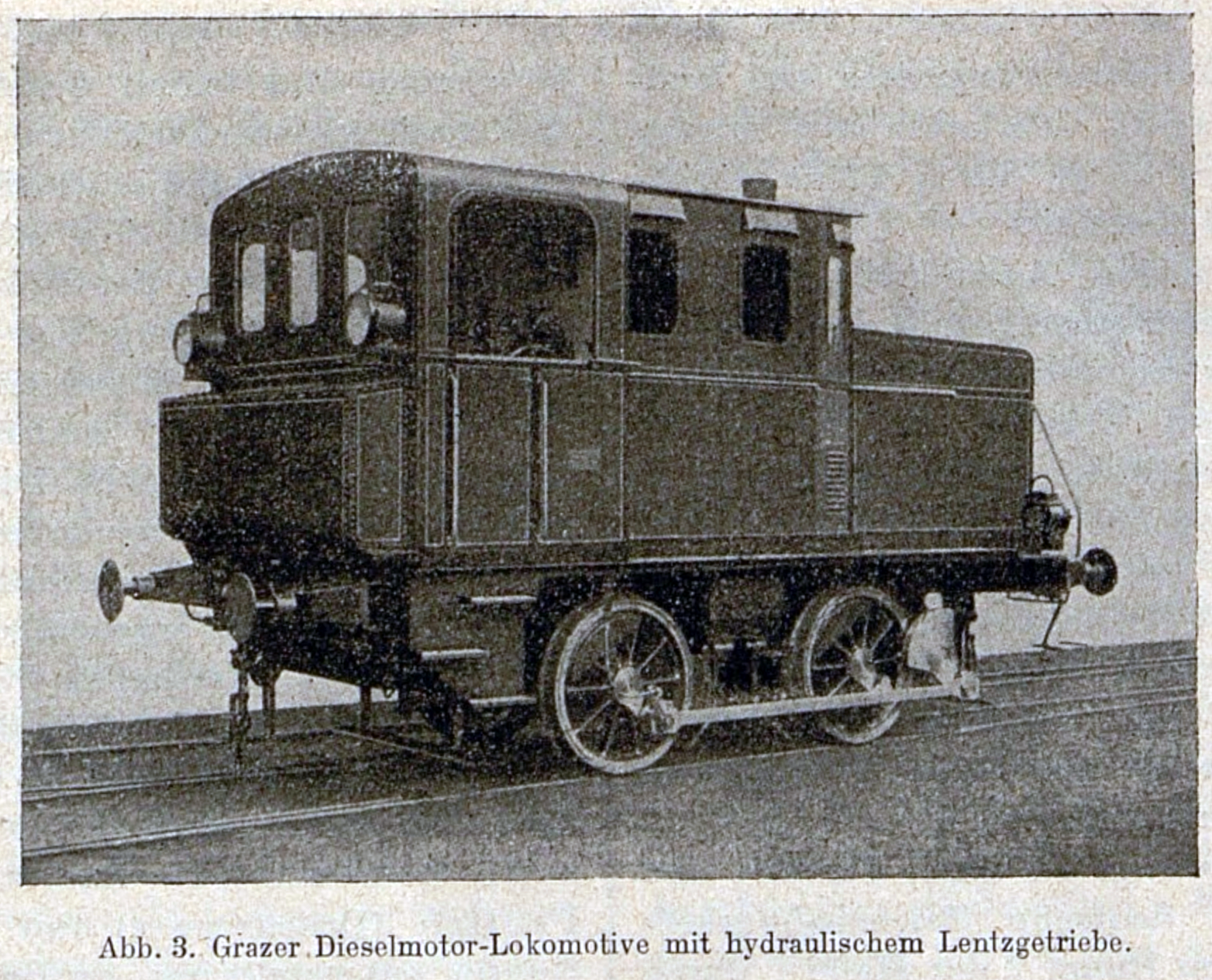
Die erste Diesellok Österreichs von Graz

1922/23 baute die Grazer Waggonfabrik 1922/23 die erste Diesellokomotive Österreichs. Die Maschine ähnelte vom Aufbau her noch einer Dampflokomotive, der Antrieb erfolgte von einem 60-PS-Sechszylinder-Dieselmotor mit 300/min und über ein hydraulisches Lenzgetriebe und Blindwelle auf die Kuppelstangen. Die nur circa sieben Meter lange Lokomotive wurde von den BBÖ auf der Steirischen Ostbahn erprobt und fuhr im Probebetrieb auch in England, ein Weiterbau unterblieb allerdings. Sie wurde fortan als Werkslok der Grazer Waggonfabrik verwendet. Ab 1926 versuchte die Firma mit den unter der Leitung von Hugo Güldner erzeugten Dieselmotoren Bauart Hesselman den Bau von Diesellokomotiven mit elektrischer Kraftübertragung aufzunehmen. Die hart laufenden Motoren mit konstanten Drehzahlen erwiesen sich jedoch als wenig geeignet und hatten hohe Ausfallraten. Von den damals gebauten Maschinen der Reihen BBÖ 2020, VT 70 und BBÖ 2070/s existiert nur mehr die letztere, das mehrfach umgebaute Einzelstück 2093.01.
Im Frühjahr 1927 lieferte Graz je einen zwei- und vierachsigen Benzintriebwagen mit mechanischer Kraftübertragung an die BBÖ. Diese VT 23 und VT 22 genannten Fahrzeuge waren nach Mustern der DWK-Triebwagen gestaltet und übernahmen von diesen auch die komplette Antriebsanlage mit Benzinmotor und Vierganggetriebe.
Nach dem Werkskatalog von 1931 erzeugte die Grazer Maschinenfabrik weiters Viertakt-Schiffsdieselmotoren und Motorkompressoren nach eigenen Konstruktionen und in Lizenz von Burmeister & Wain. Um in der Zwischenkriegszeit die strikten Einfuhrbestimmungen in Italien zu umgehen, vergab man Lizenzen zum Bau der „Grazer Dieselmotoren“ an das Stabilimento Tecnico Triestino. Ebenso wurden Zweitakt-Rohöl-Niederdruckmotoren mit Leistungen von 40 bis 90 PS erzeugt. Das Unternehmen lieferte Dieselmotoren mit Stromgeneratoren an das bereits erwähnte Stabilimento Tecnico Triestino, an Elektrizitätswerke in Cluj (Siebenbürgen) und Tarnów (Galizien). Zweitakt-Schiffsdieselmotoren wurden nach Holland, Italien, Frankreich, Griechenland und Russland exportiert, wo sie besonders bei Fischtrawlern und kleinen Frachtern Verwendung fanden. Höhe- und Schlusspunkt der Dieselmotorfertigung in Graz düften die Aggregate für den Sender Bisamberg im Jahre 1932/33 gewesen sein, es sind dies kompressorlose Vier- und Fünfzylinder Hesselman-Dieselmotoren mit Leistungen von 400 resp. 500 PS, gekoppelt mit Generatoren der ÖSSW.

### Waggons
Die Grazer Maschinen- und Waggonbau-Aktiengesellschaft war seit den 1890er Jahren spezialisiert auf Schmalspurfahrzeuge in der in Österreich-Ungarn und seinen Nachfolgestaaten weit verbreiteten Bosnischen Spurweite. So stammen u. a. das Rollmaterial der namensgebenden Bosnischen Schmalspurbahnen sowie so gut wie aller österreichischen Schmalspurbahnen, wie u. a. der Mariazellerbahn, der Zillertalbahn, Salzkammergut Lokalbahn, sowie der Pinzgaubahn von Graz. Das Programm umfasste hierbei sämtliche Typen an Waggons, wie z. B. Personenwagen, Salonwagen, Speise- und Schlafwagen, Post- und Gepäckwagen, diverse Güterwagen, Spezialwagen und Rollwagen zum Transport normalspuriger Wagen.
In Normalspur lieferte die Grazer Waggonfabrik diverse Wagen in großen Stückzahlen an die kkStB, die BBÖ und die ÖBB, so beispielsweise um die Jahrhundertwende 244 Wiener Stadtbahnwagen. Für die Compagnie Internationale des Wagon-Lits fertigte man Anfang der 1930er Jahre Schlafwagen des Typs S für deren Luxuszüge. Auch am großzügigen Neubauprogramm der BBÖ in der Zwischenkriegszeit beteiligte man sich mit mehreren hundert Stück Güter-, Post- und Gepäckwagen, sowie zwei- und vierachsigen Personenwagen der Type N28.
Auch Wagen für Standseilbahnen wurden gebaut, darunter 1894 die beiden ersten Wagen der Grazer Schlossbergbahn.
Noch heute findet man bei Museumsbahnen in Österreich und den Nachfolgestaaten der ehemaligen Donaumonarchie sehr viele in Graz gebaute Fahrzeuge.

## Galerie

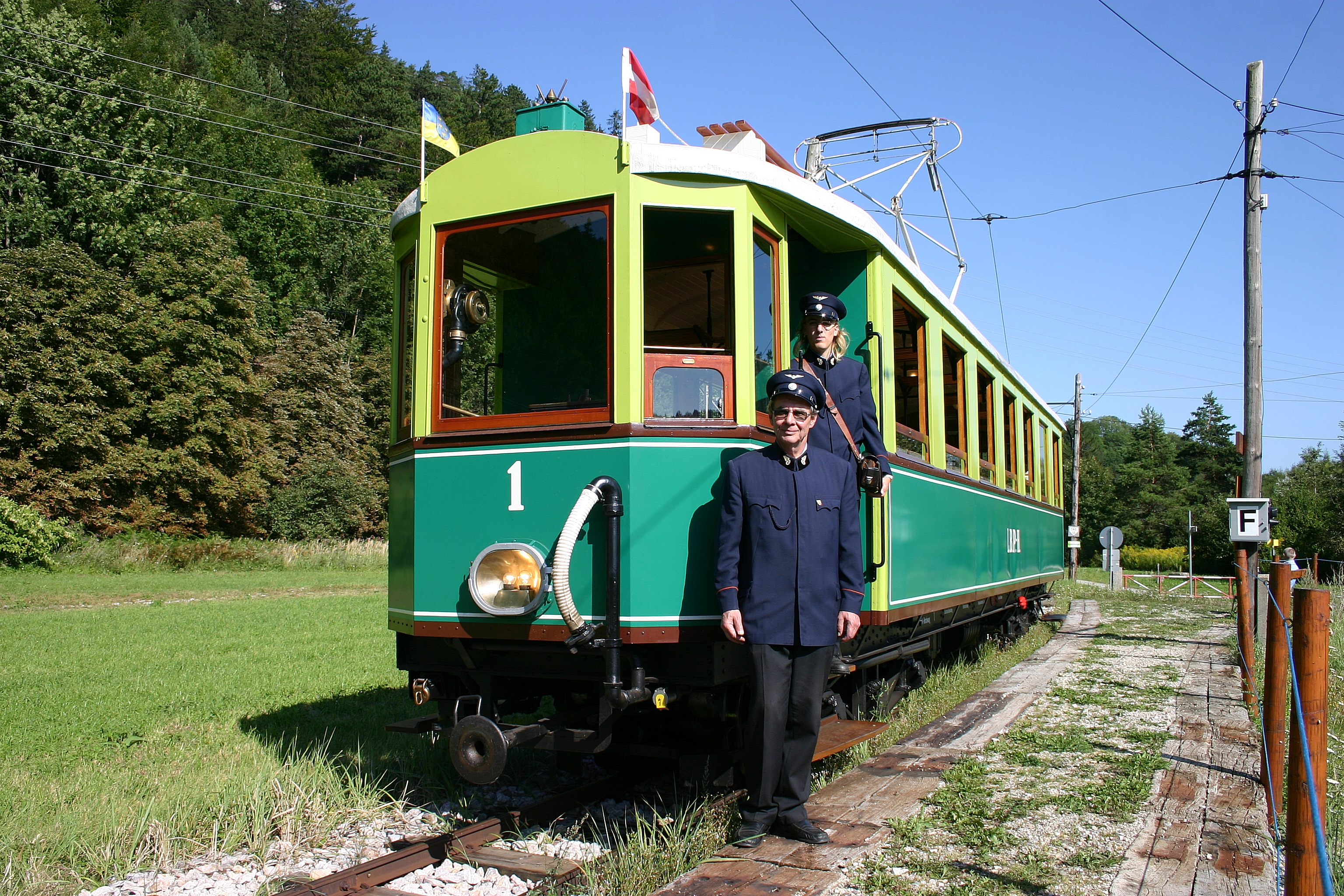
Der Triebwagen 1 der Höllentalbahn (1926)
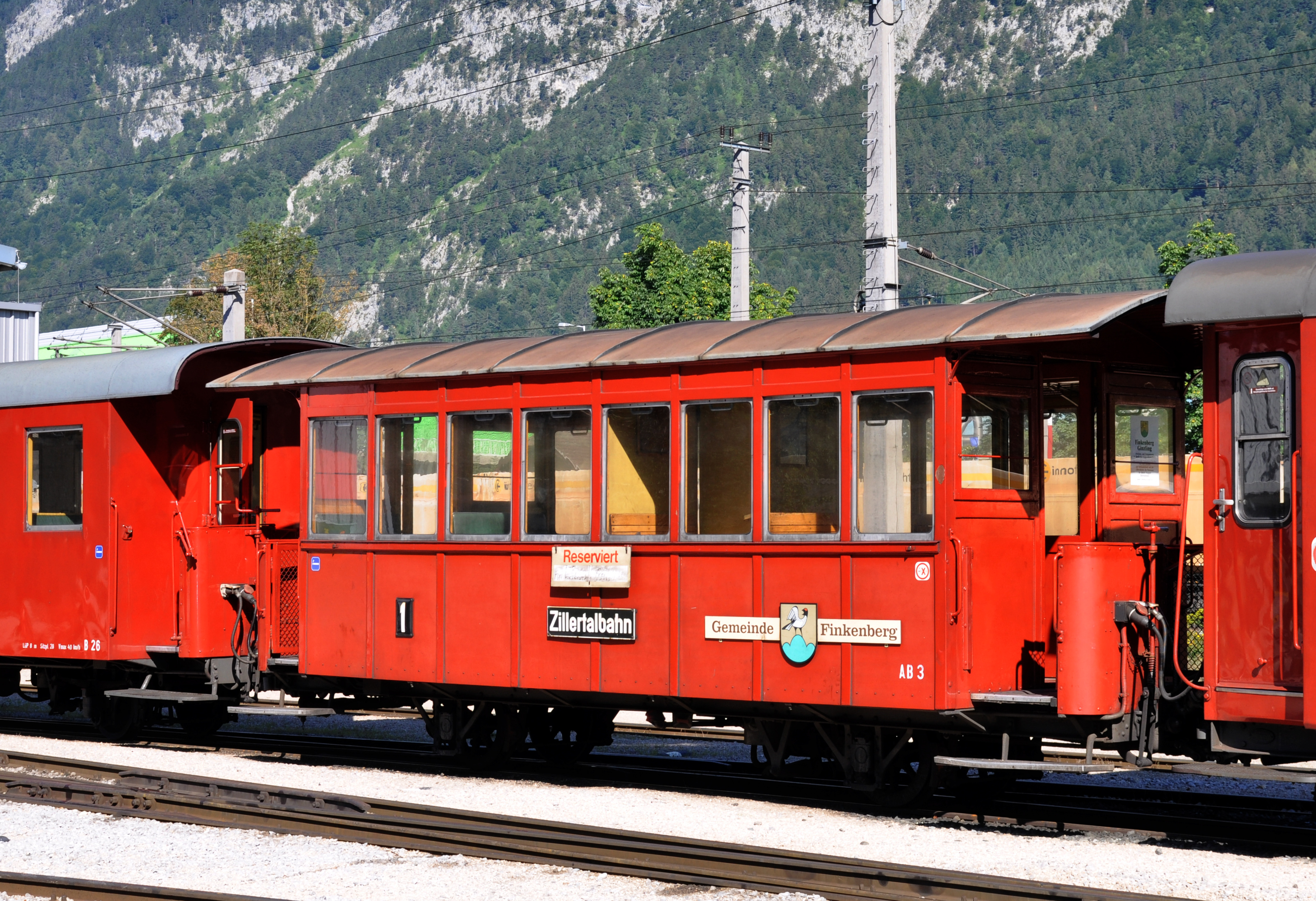
AB 3 der Zillertalbahn (1905), typischer Vertreter von Schmalspurwagen der Frühzeit
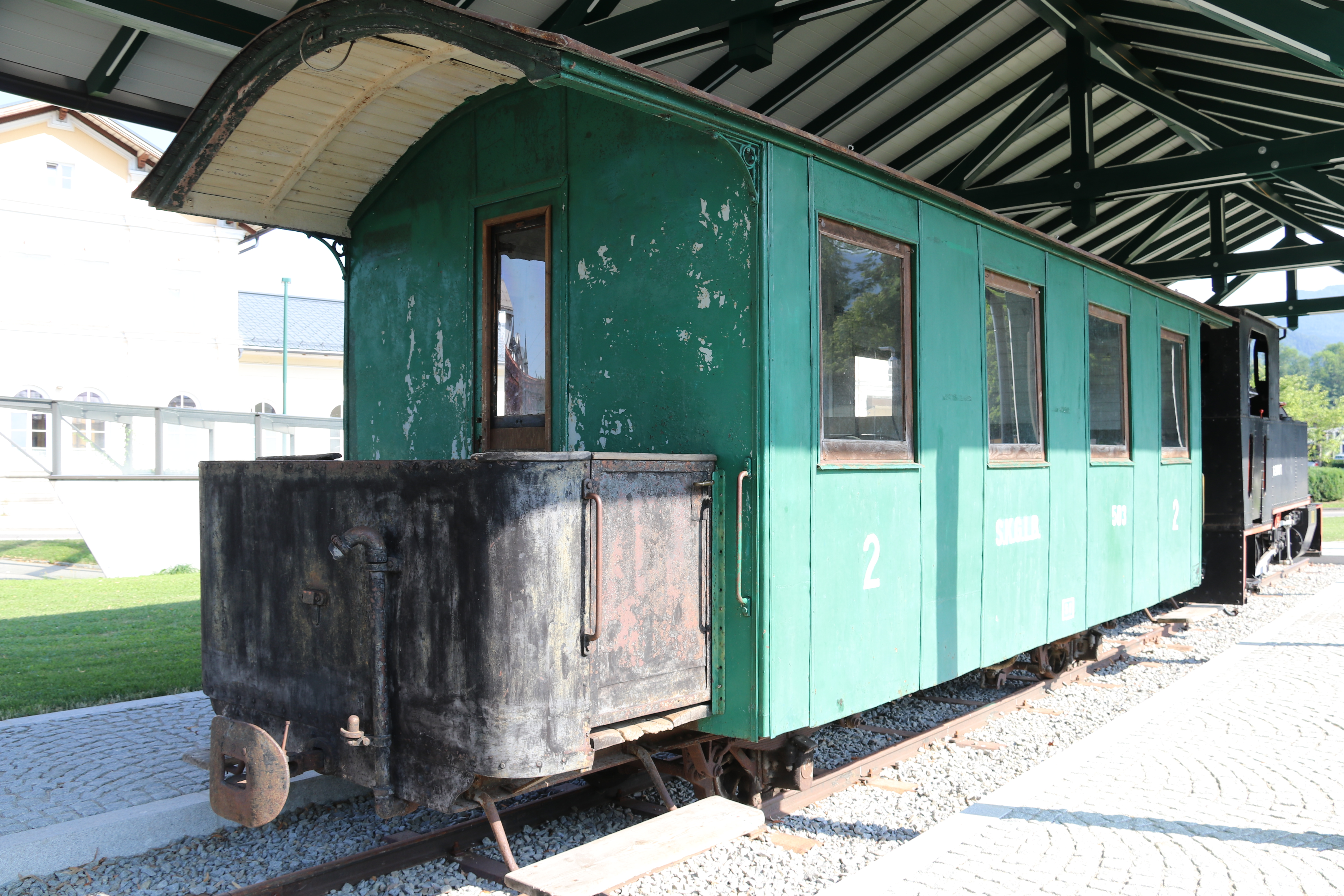
Personenwagen Salzkammergut-Lokalbahn (1893), mehrfach umgebaut
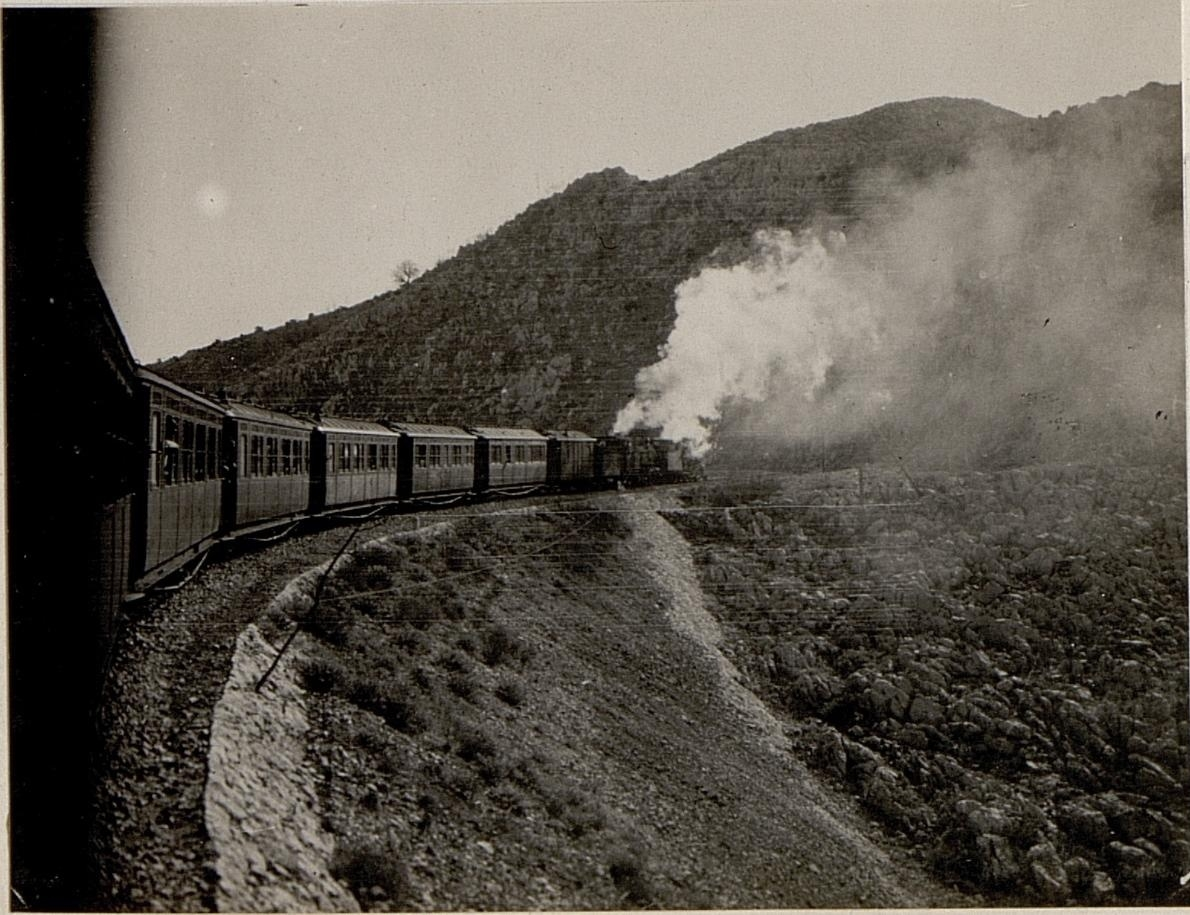
Vierachsige Personenwagen der Bosnisch-Herzegowinischen Staatsbahnen (beschafft ab 1894)
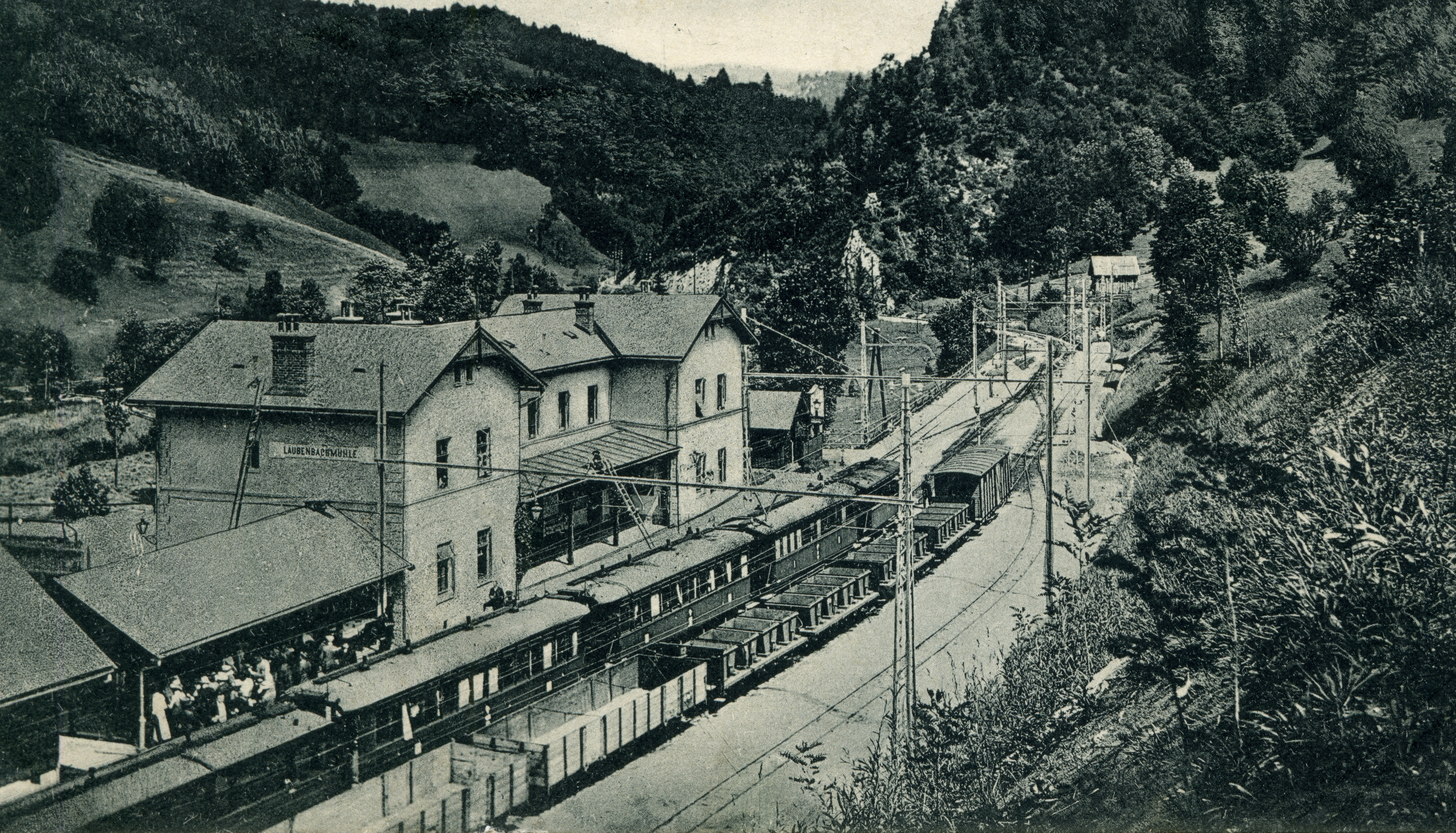
Güter- und Personenwagen der Mariazellerbahn (1. Lieferung 1908)
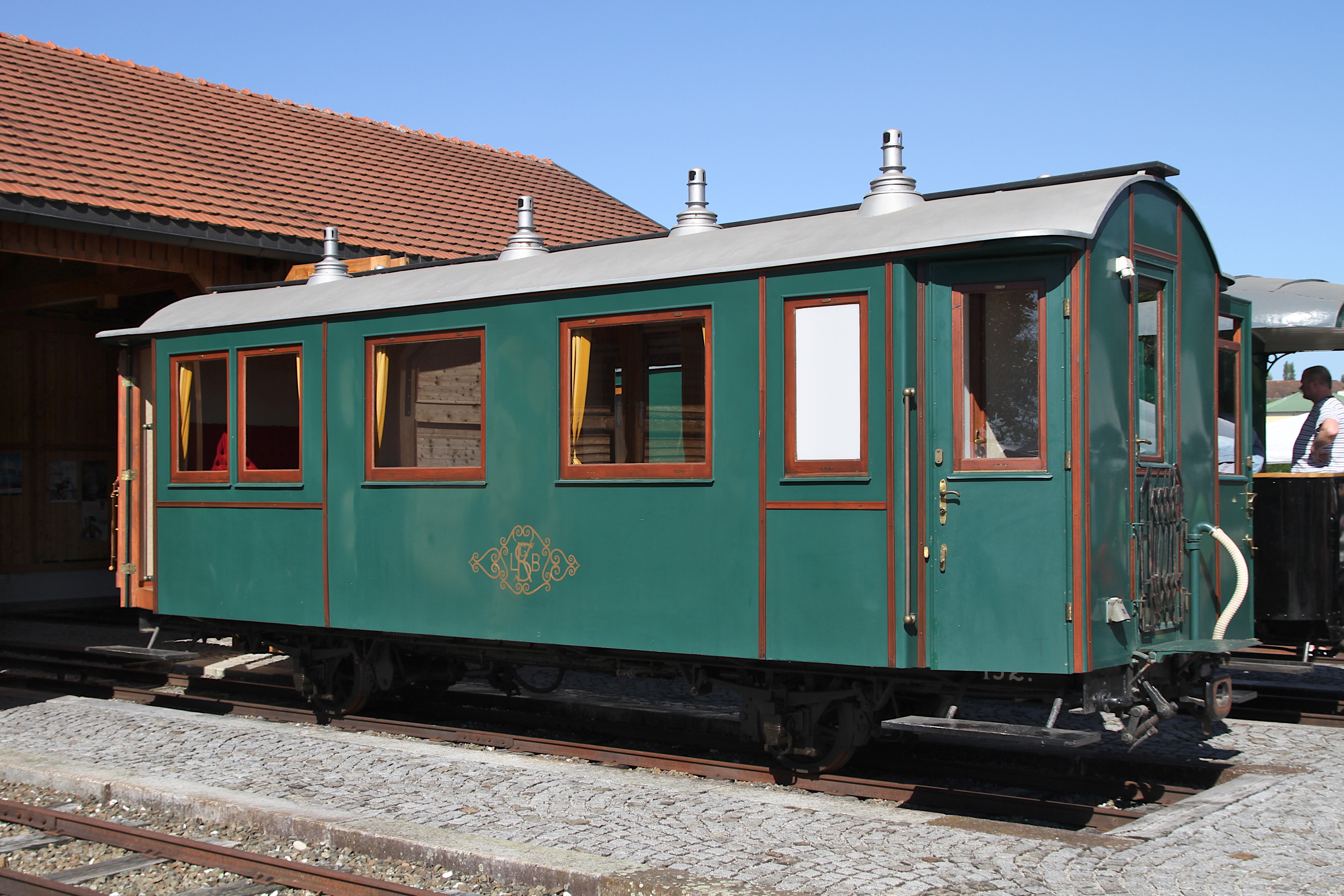
Hofsalonwagen der Salzkammergut-Lokalbahn (1908)
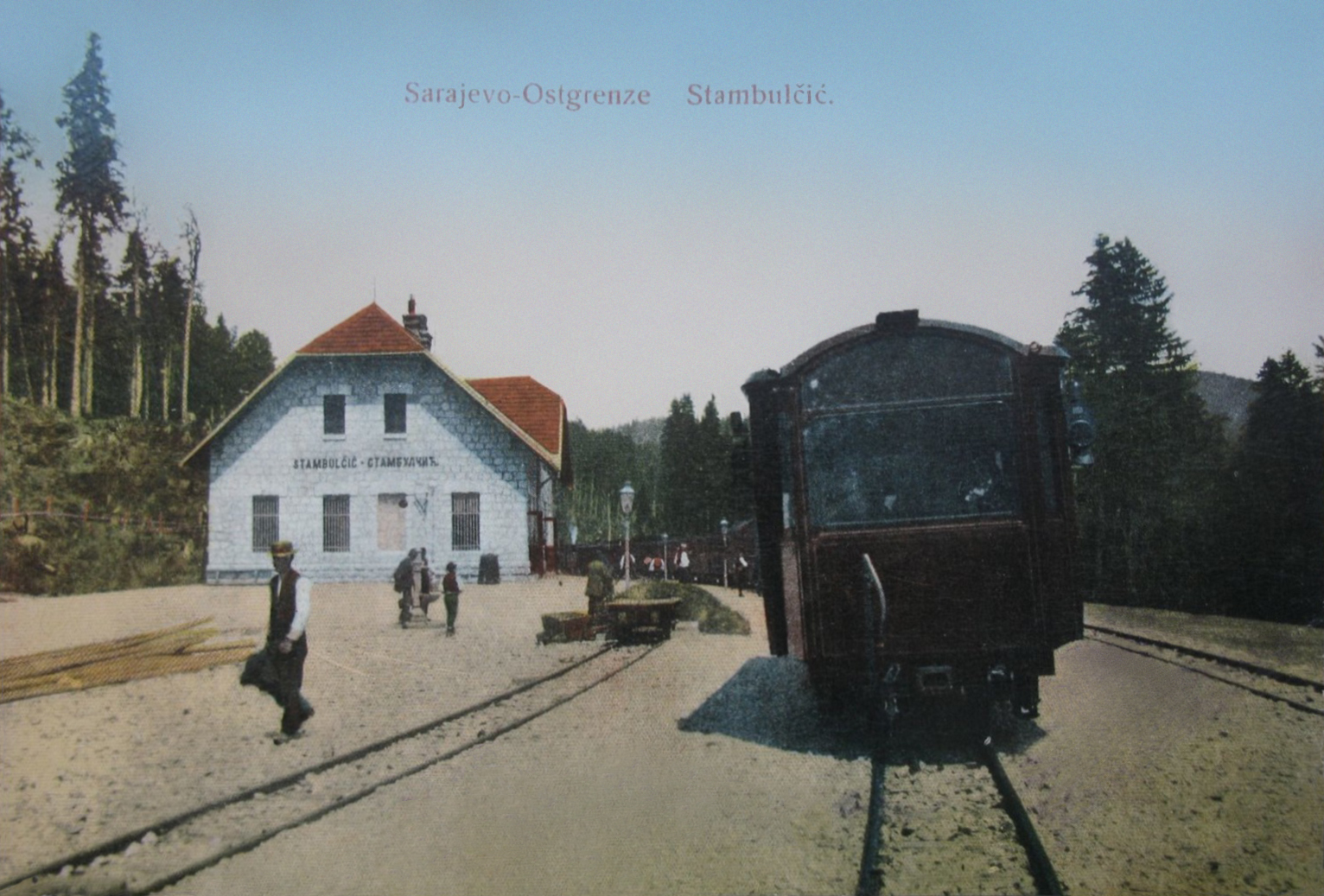
Salonwagen mit Panoramafenster der BHStB
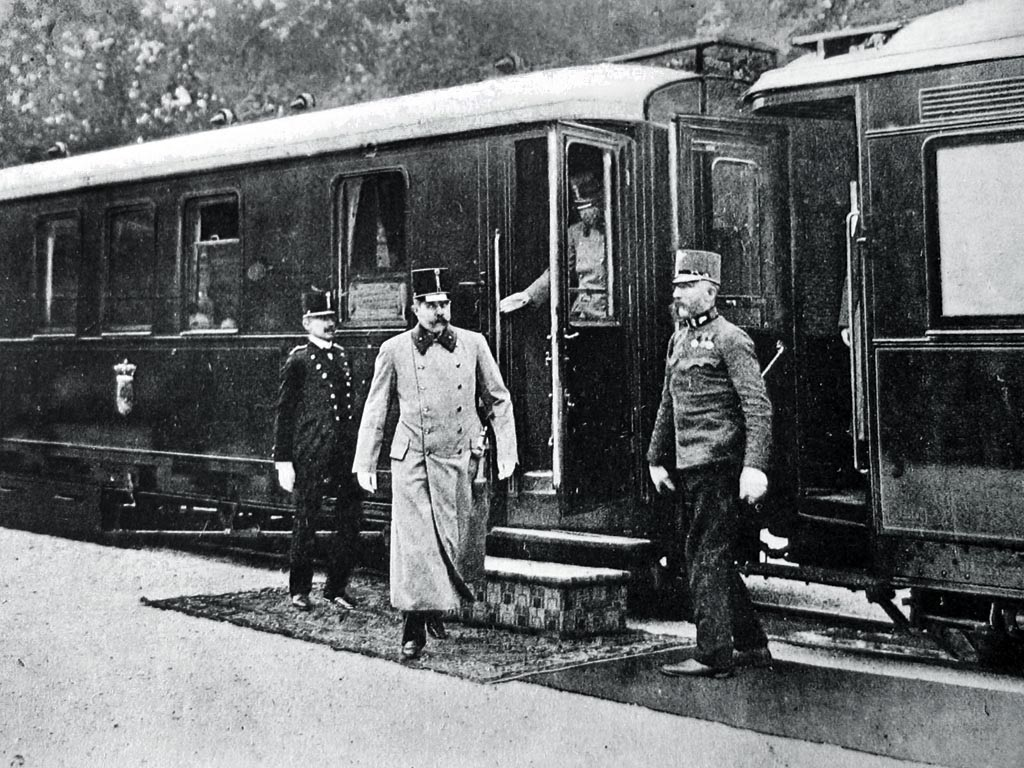
Erzherzog Franz Ferdinand entsteigt dem Hofsalonwagen der BHStB (1914)
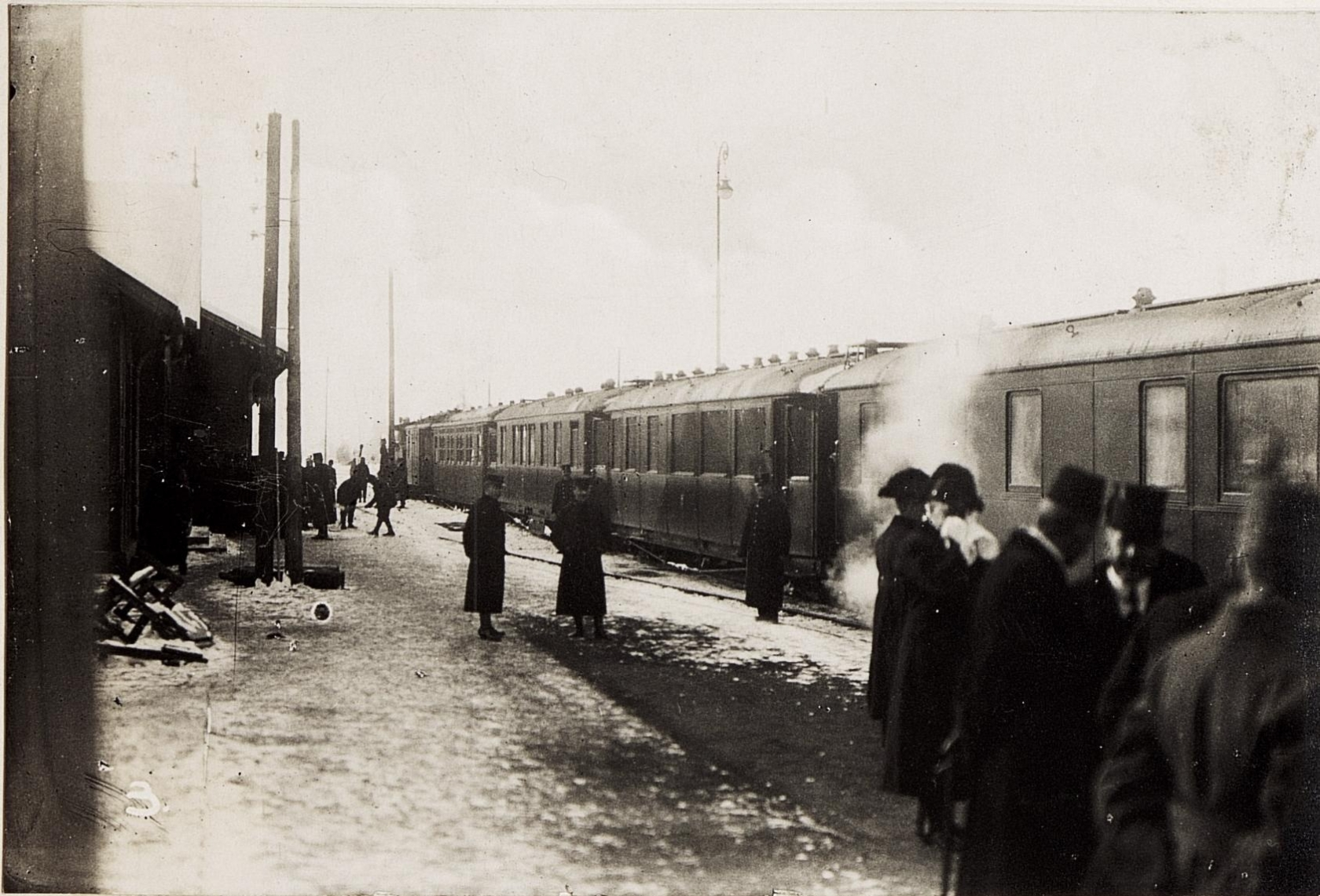
Salonwagen der BHStB
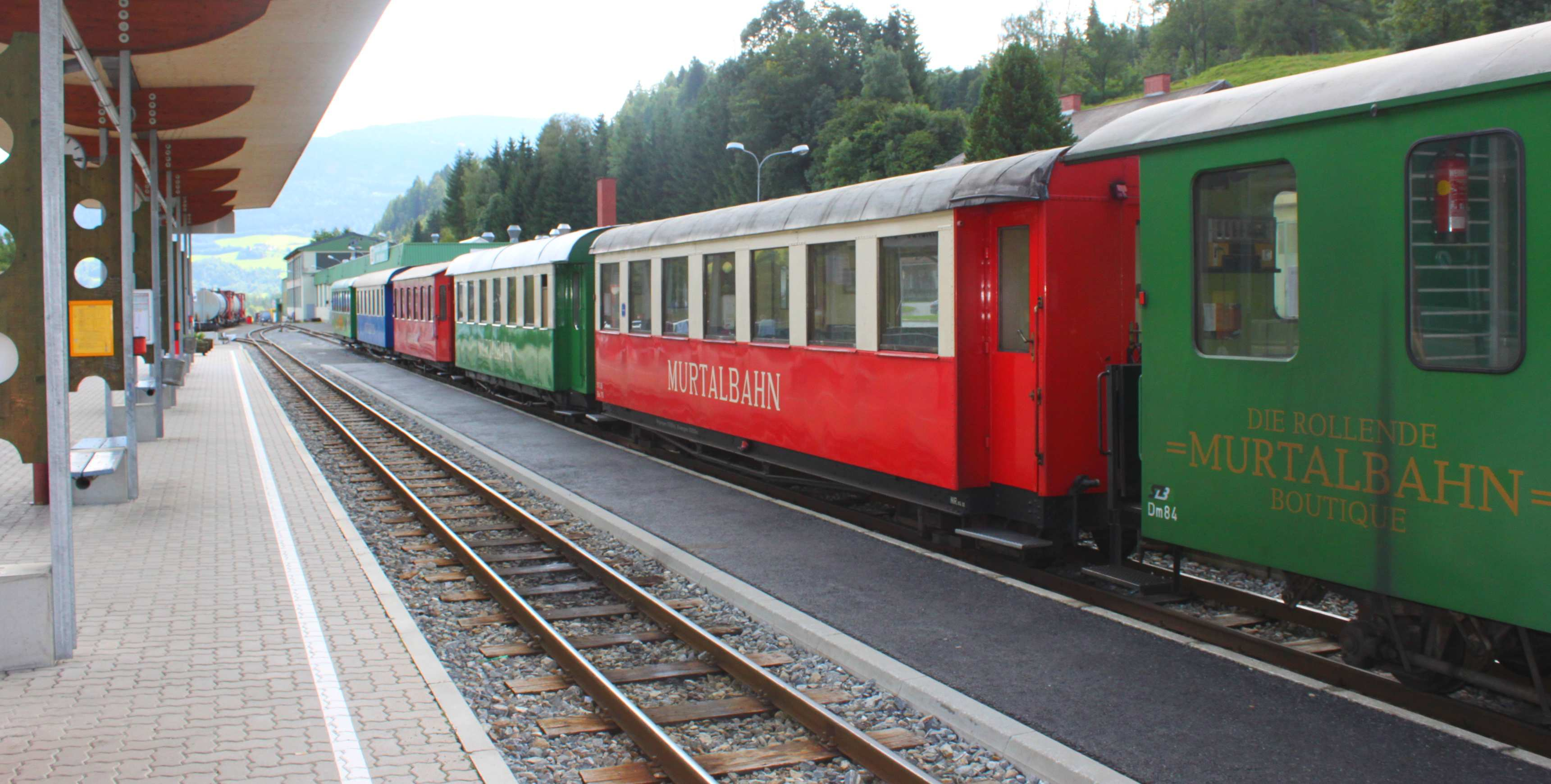
Vierachser der Salzkammergut-Lokalbahn (1928)
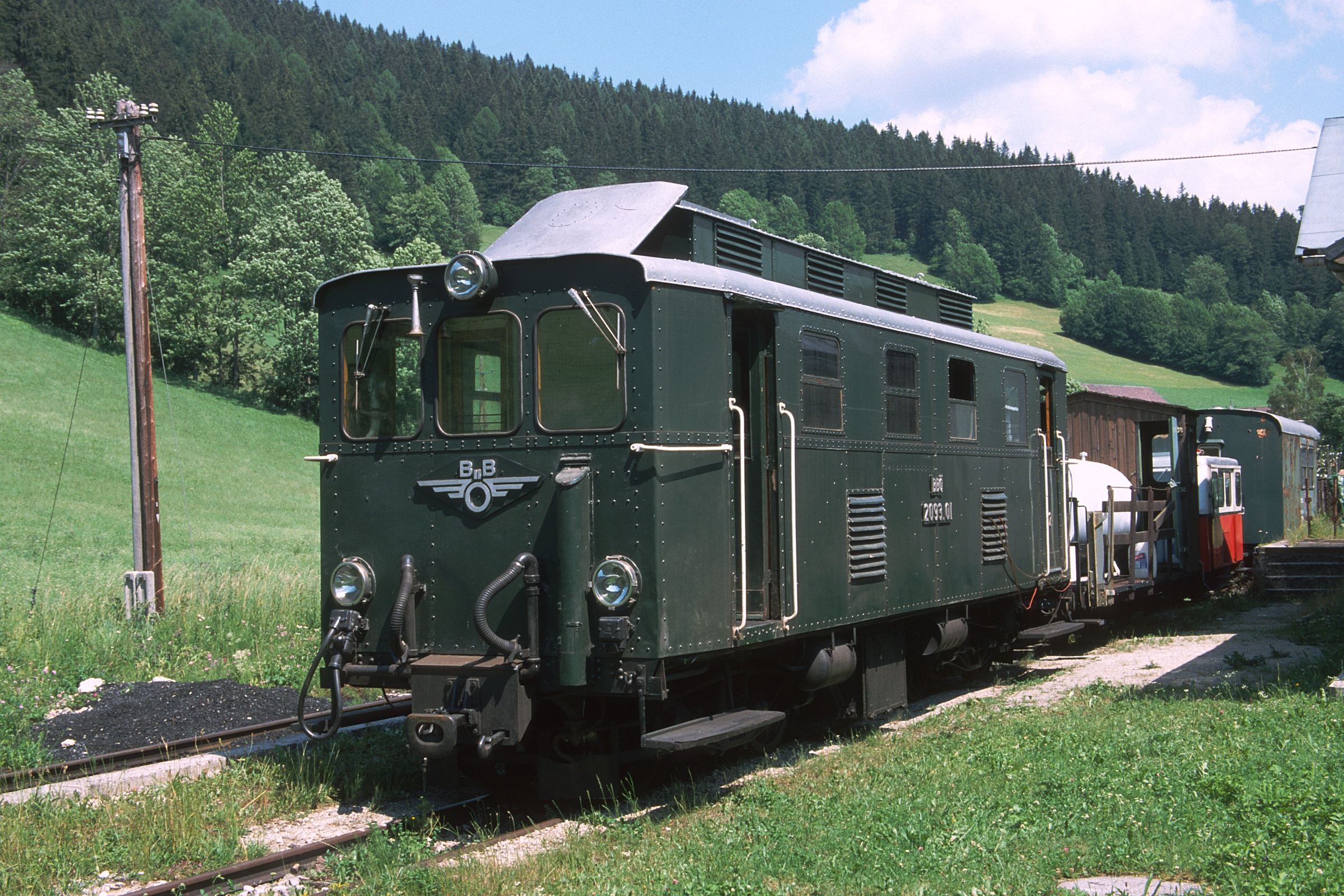
Das Einzelstück 2093.01 war eine der ersten Dieselloks Österreichs (1927)
Post- und Dienstwagen der Ybbstalbahn (1898)
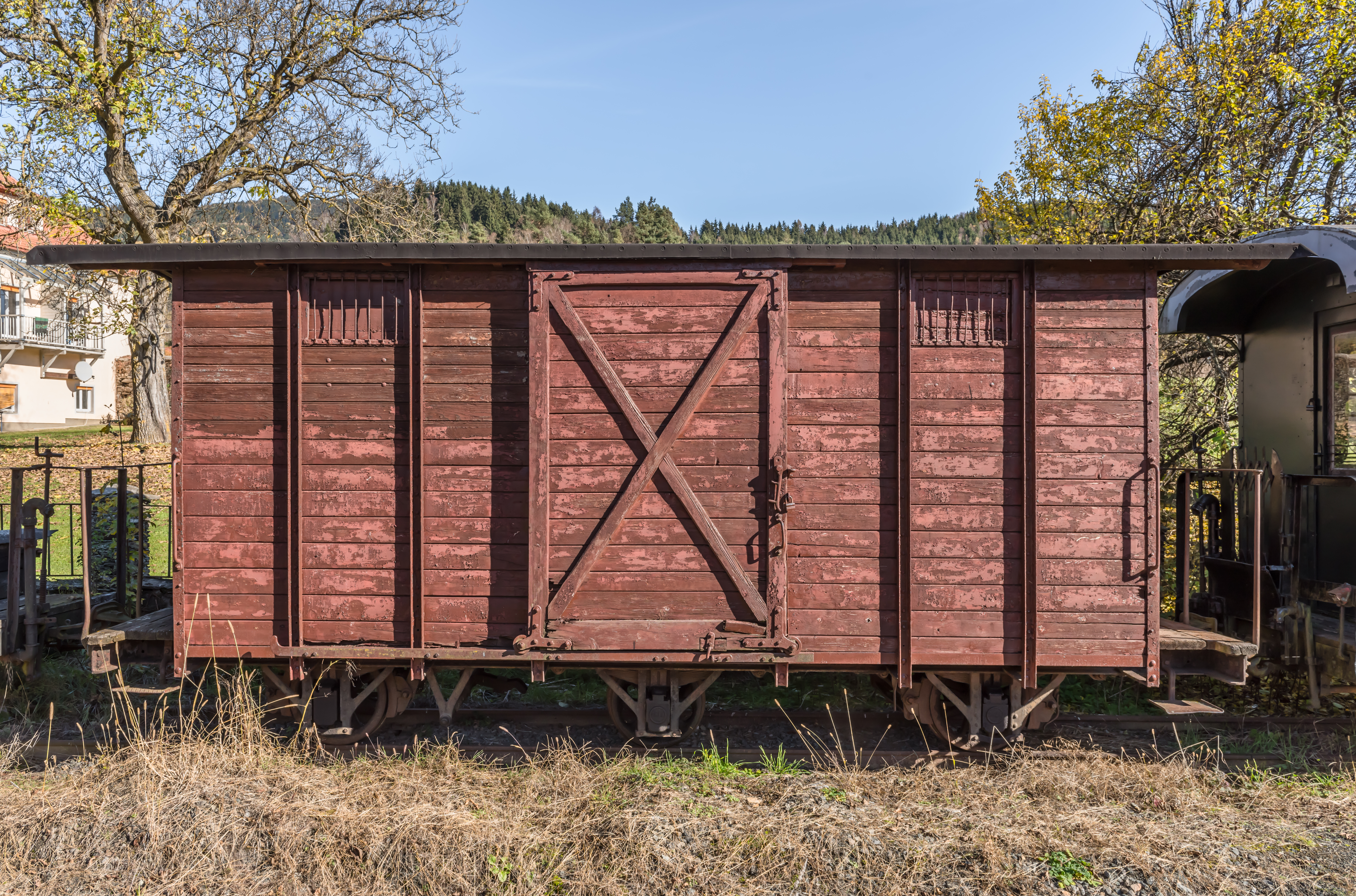
Dreichasiger Schmalspur-Güterwagen, hier bei der Gurktalbahn
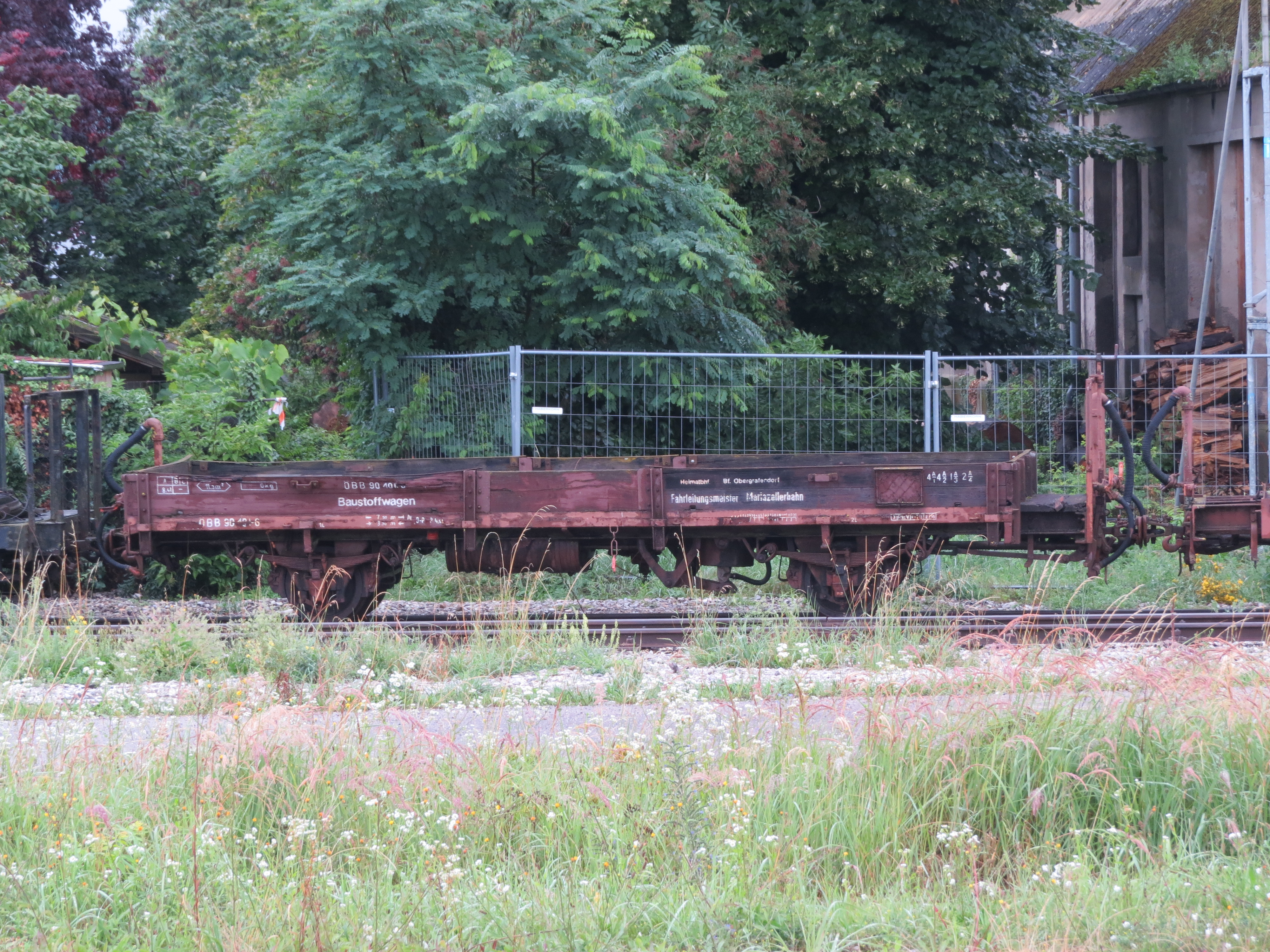
Flachwagen auf der Mariazellerbahn
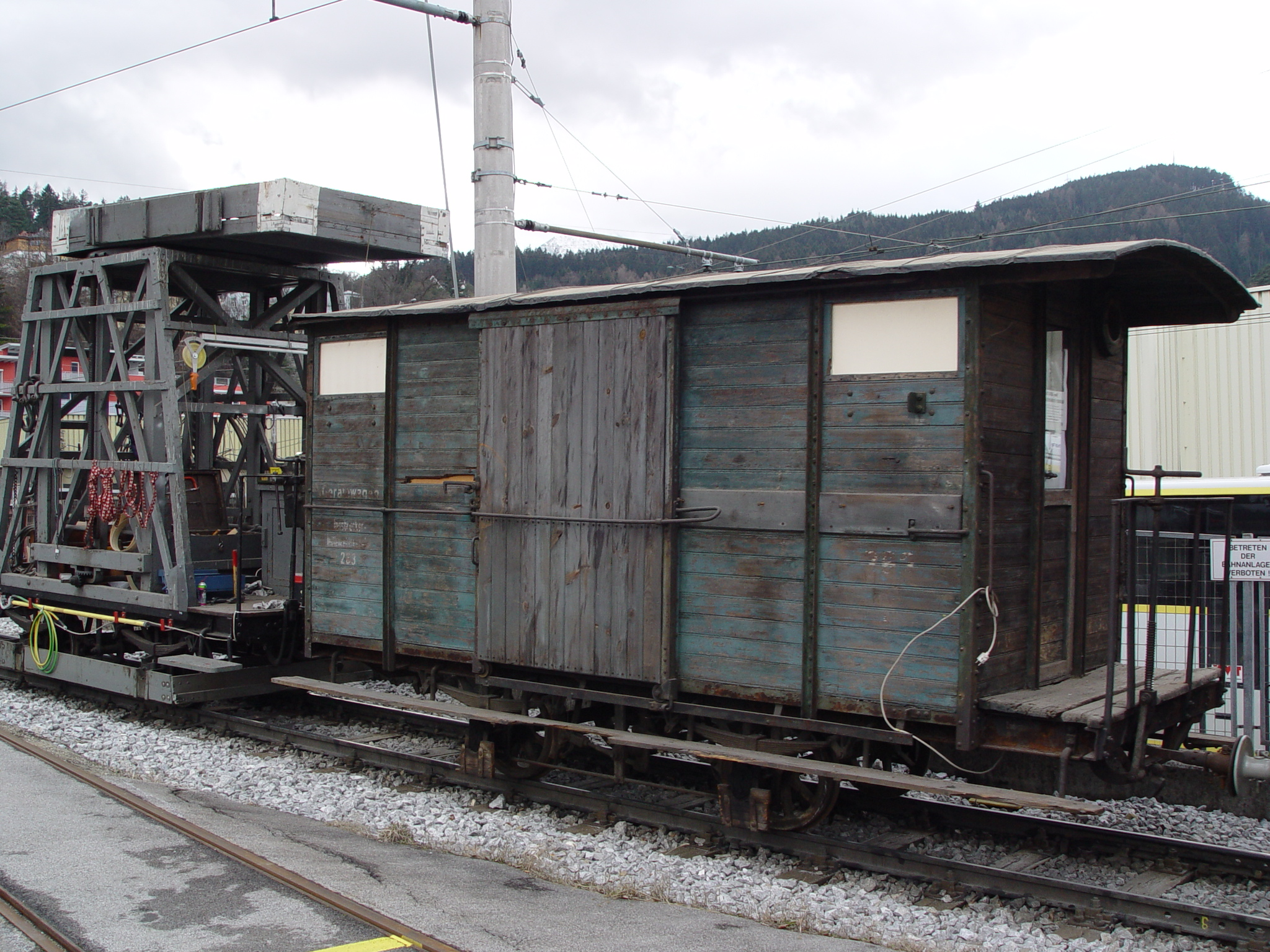
Güterwagen der Innsbrucker Mittelgebirgsbahn (1900)
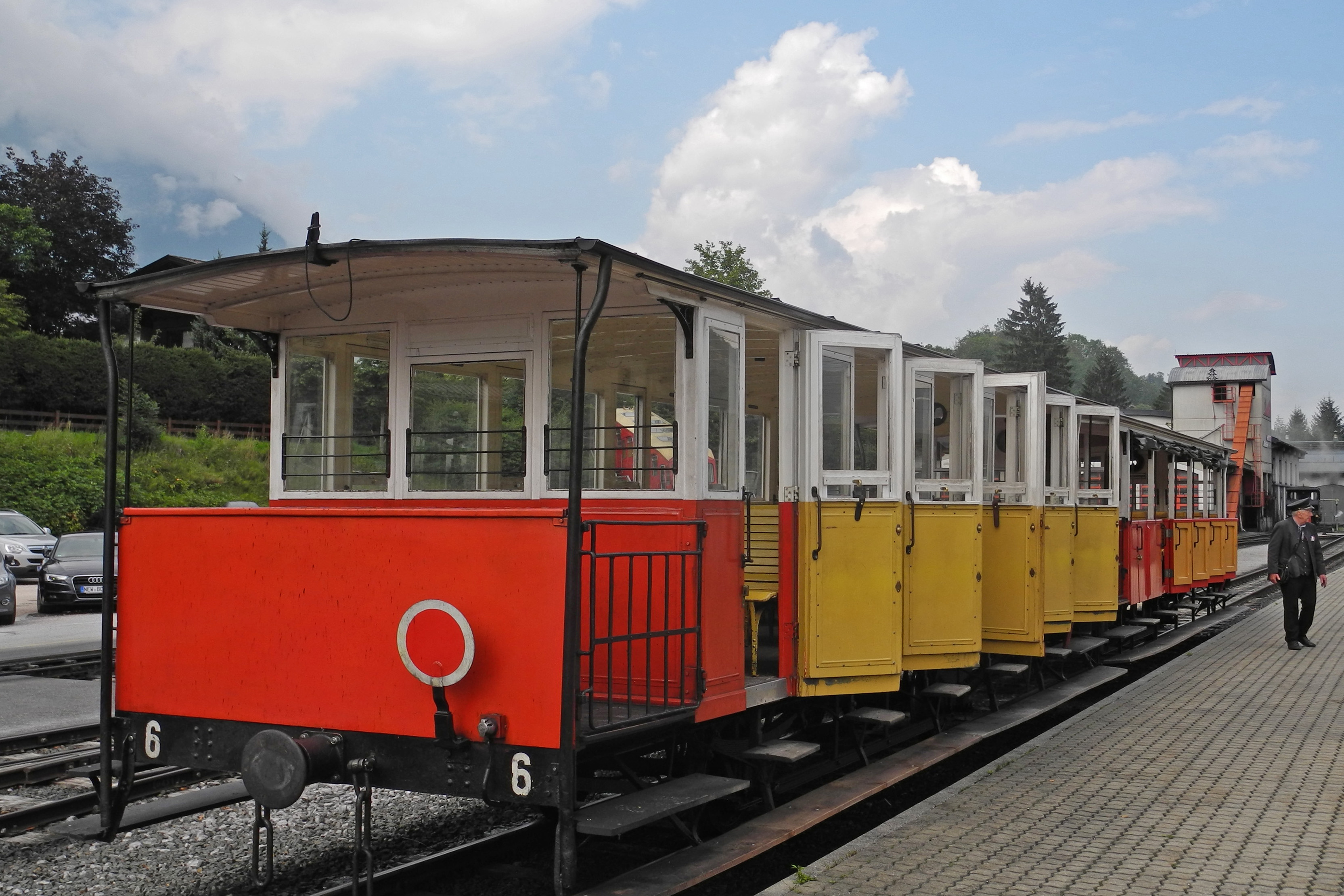
Vorstellwagen der Tiroler Achenseebahn (ab 1889)
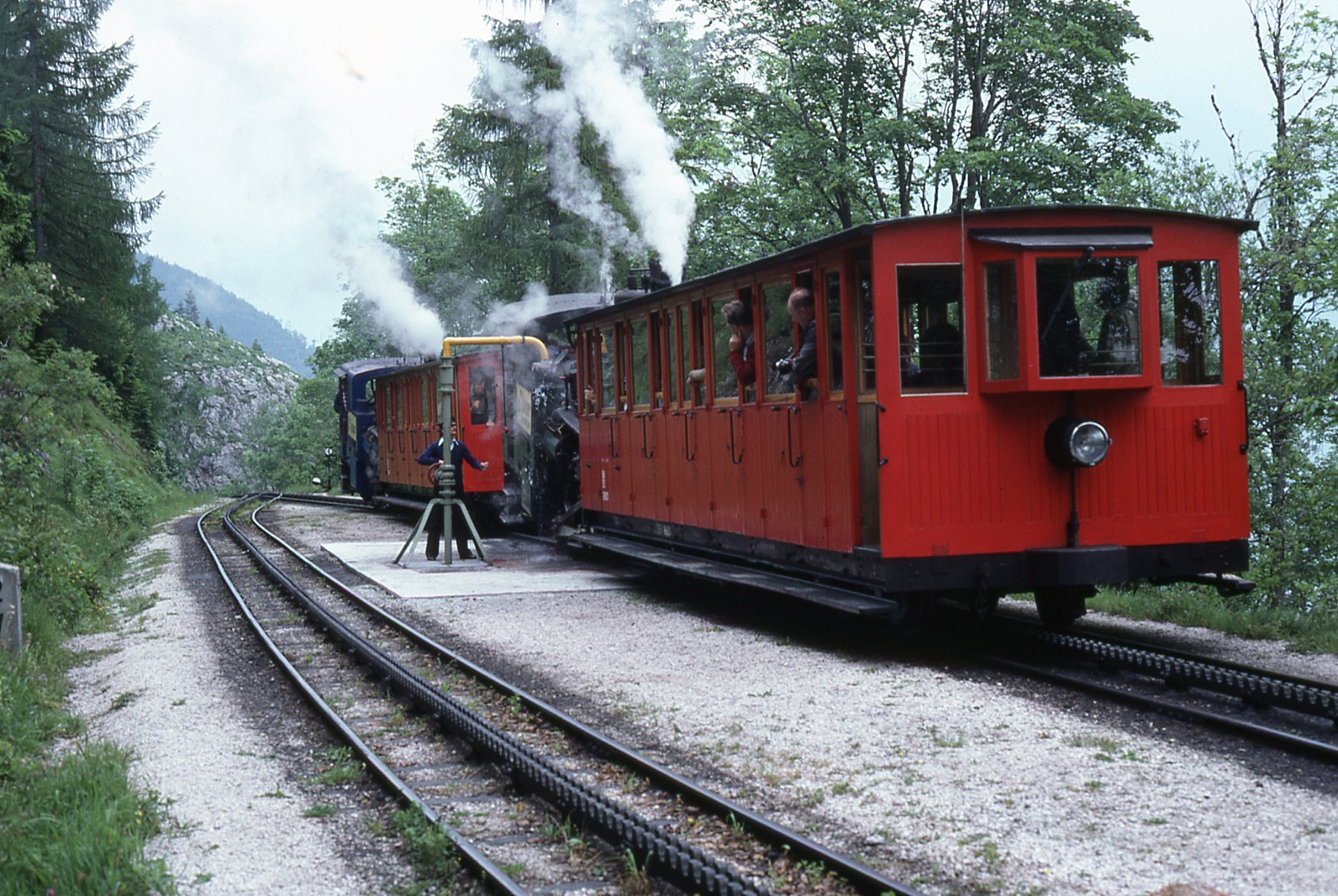
Vierachsige Vorstellwagen der Schafbergbahn (1893)
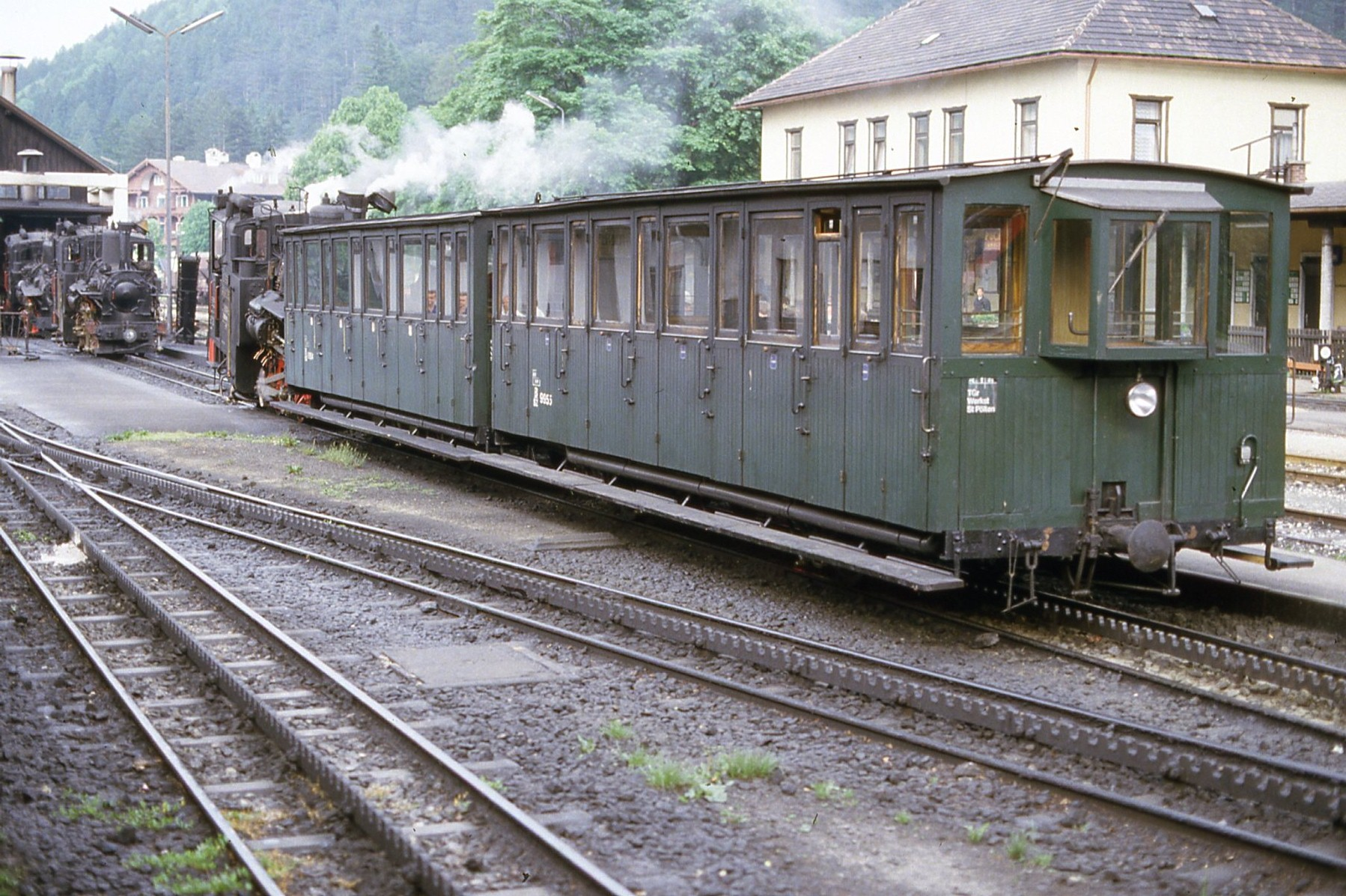
Vorstellwagen der Schneebergbahn (ab 1896)
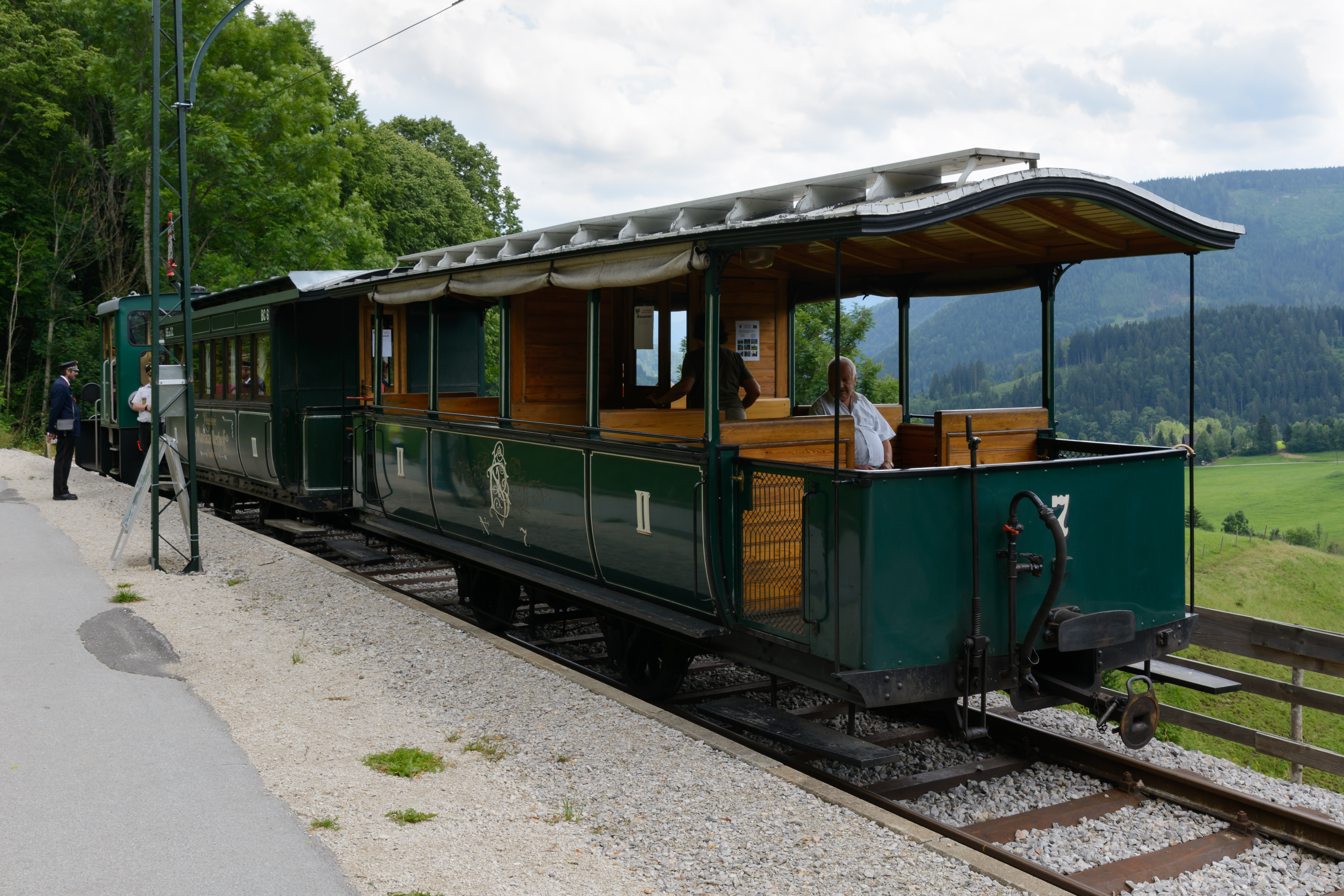
Sommerwagen der ehemaligen Salzburger Eisenbahn- und Tramwaygesellschaft (1886)
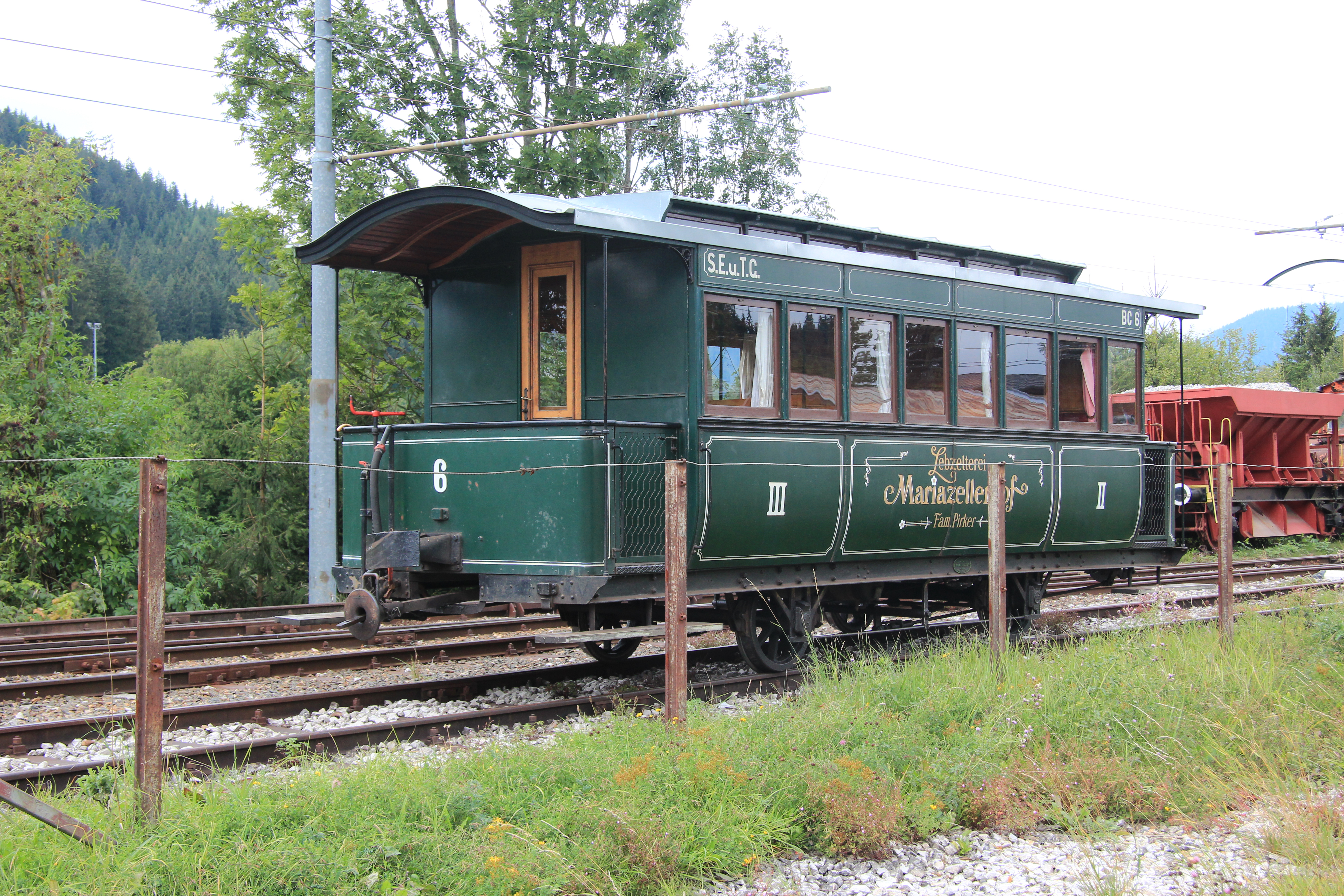
Dampftramway-Wagen SETG BC 6 (gebaut 1895)
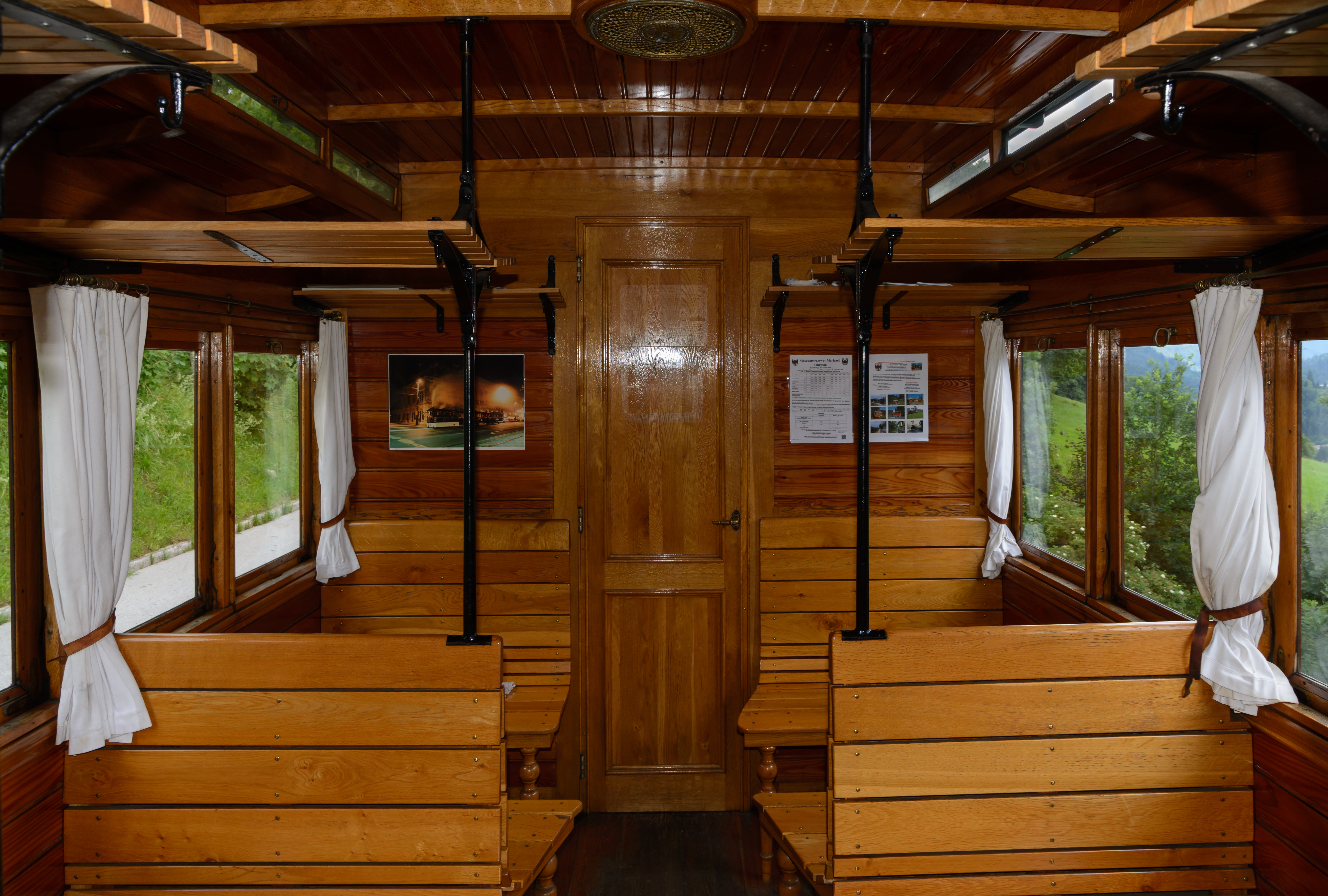
Innenraum des BC 6
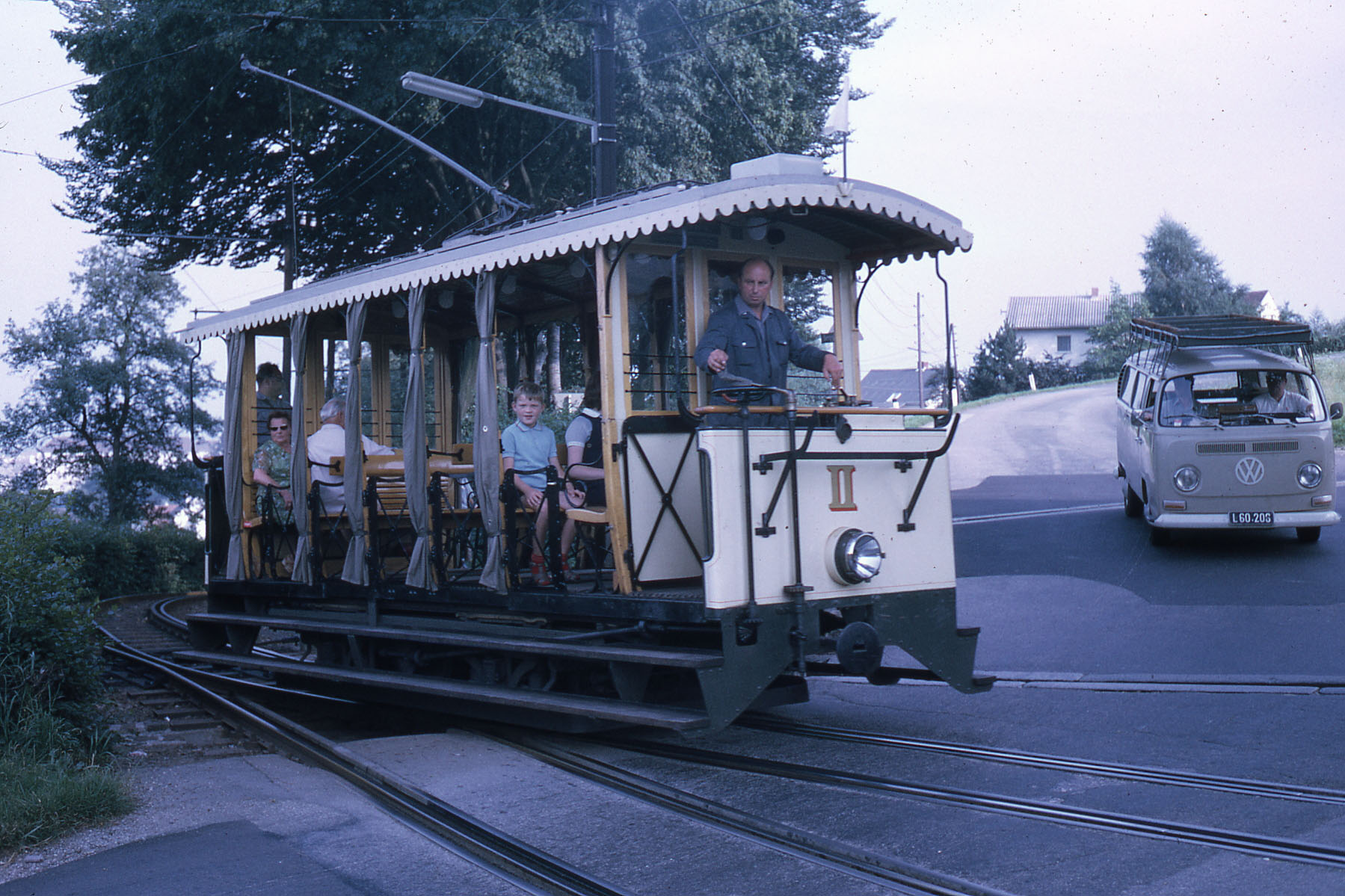
Sommerwagen der Pöstlingbergbahn (1898)
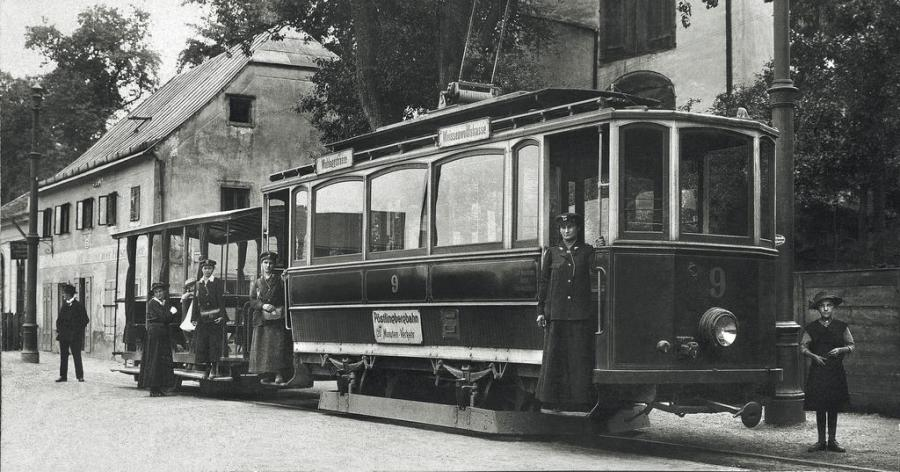
Wagenserie 1–9 der Linzer Straßenbahn (1905/06 geliefert)
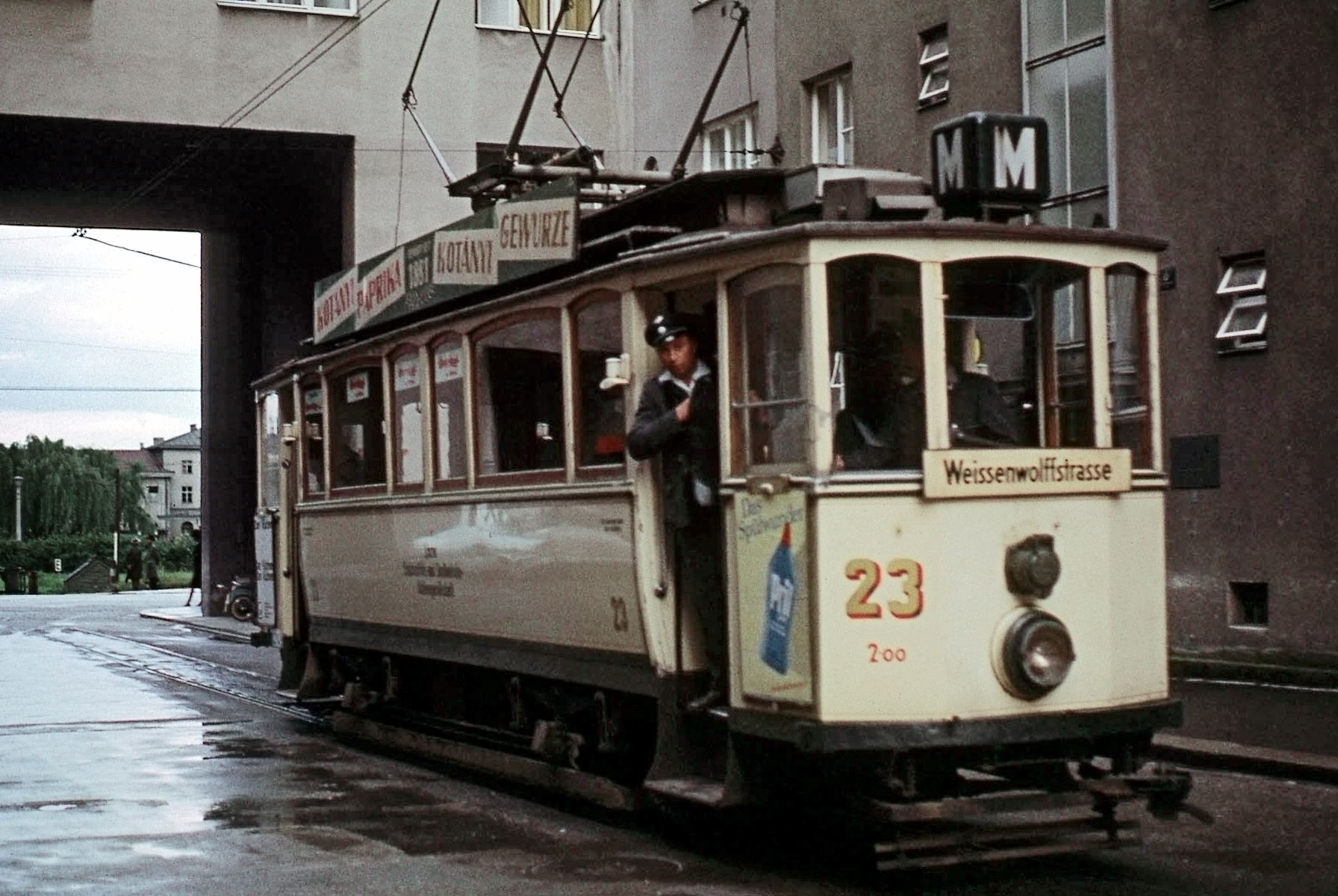
Triebwagen 23 der Straßenbahn in Linz (1902)
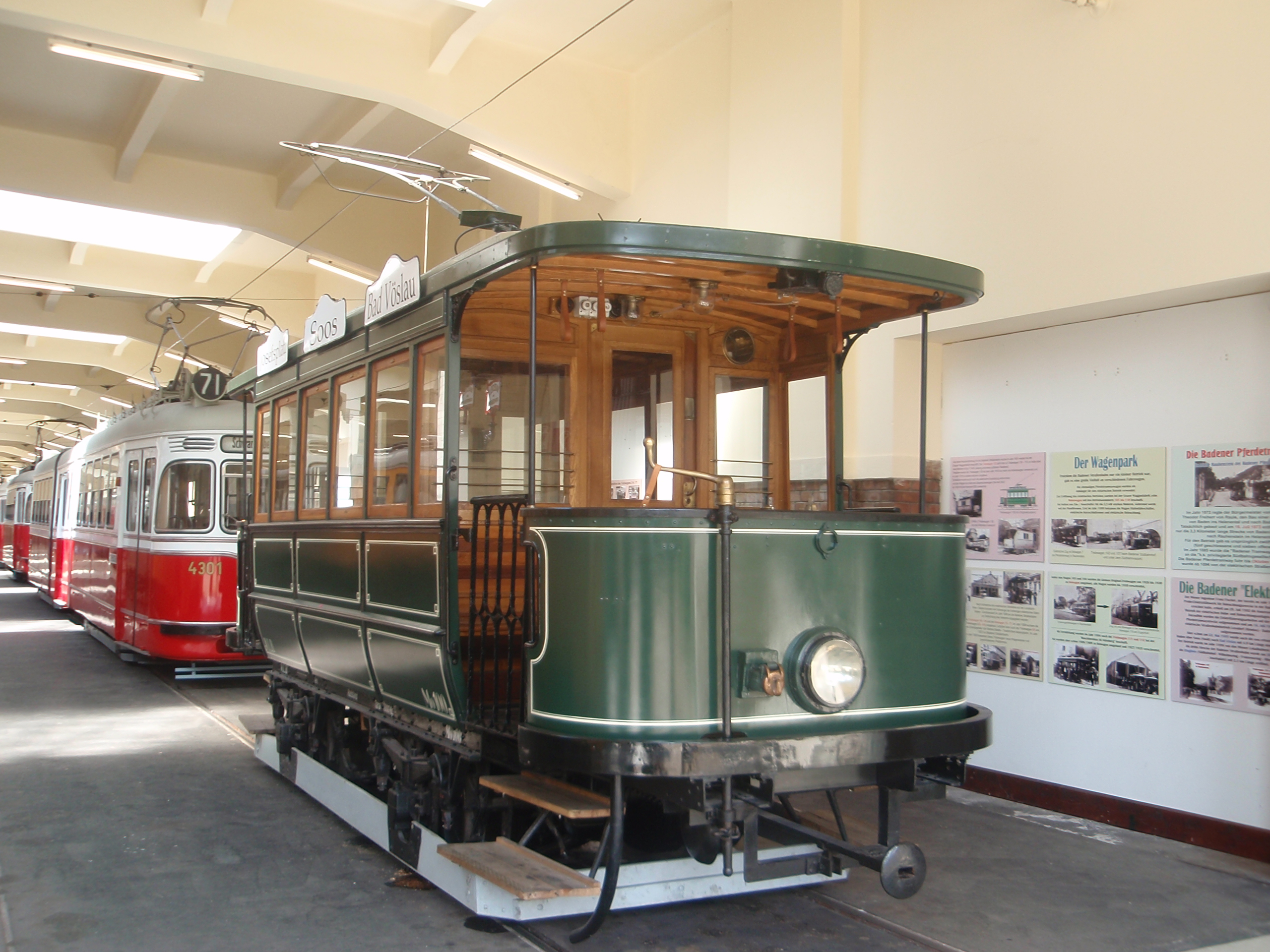
Der Triebwagen 100 der Badener Straßenbahn (1900)
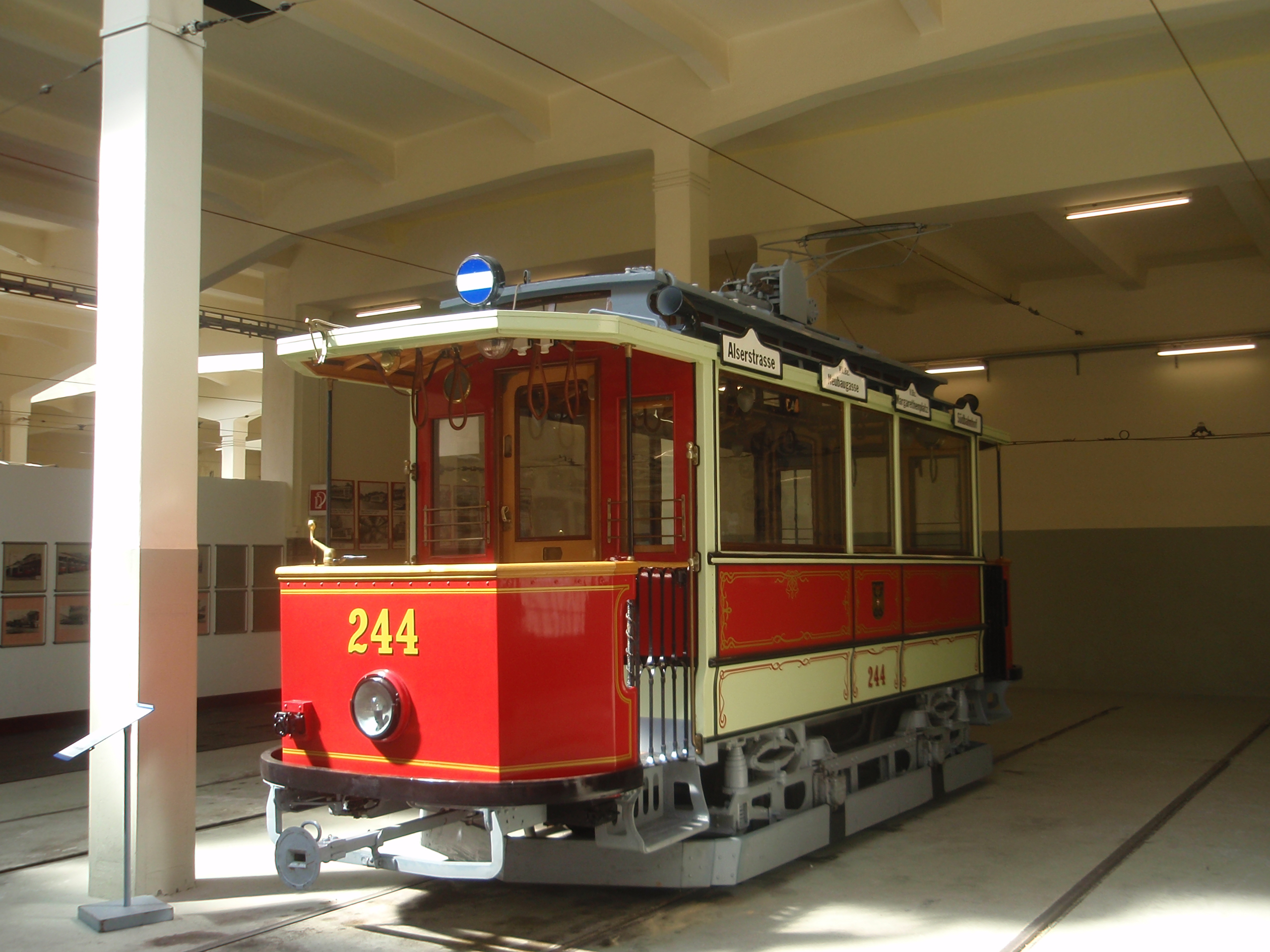
Wagen D 244 der Wiener Straßenbahn (1900)
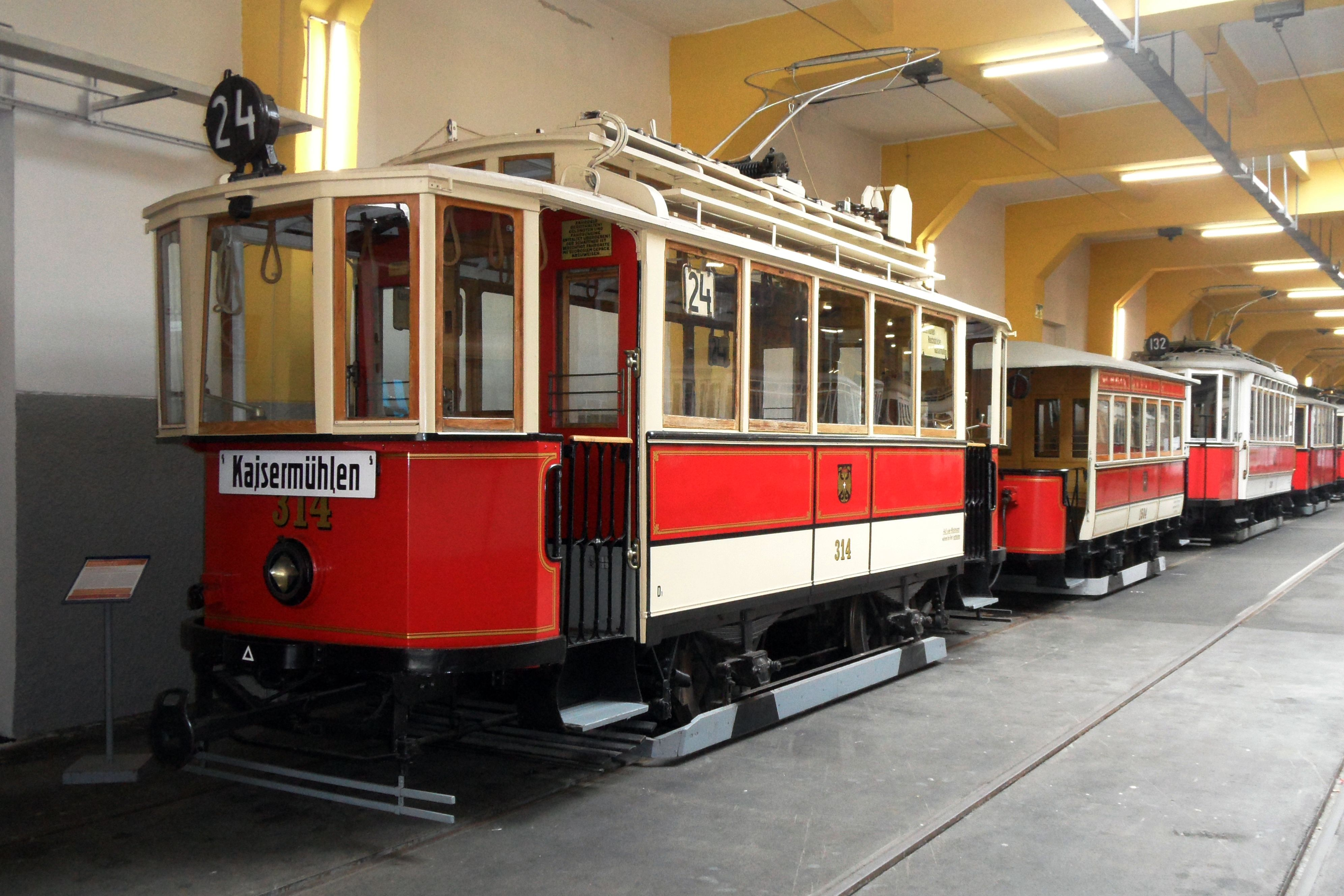
Wiener Straßenbahn Type D1 Nr. 314 (geb. 1900, Umbau 1925)
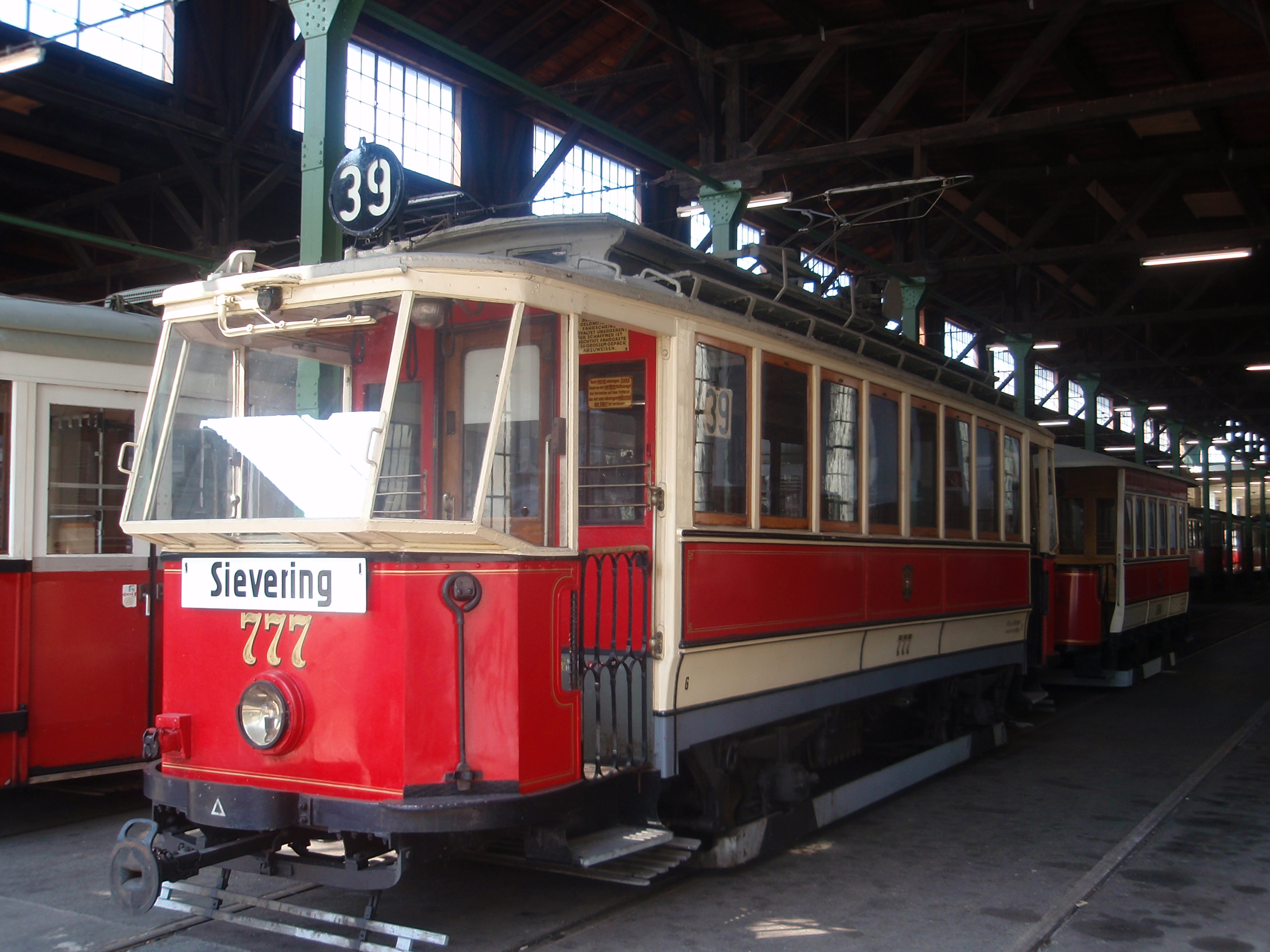
Wiener Straßenbahn Typ G Nr. 777 (1901)
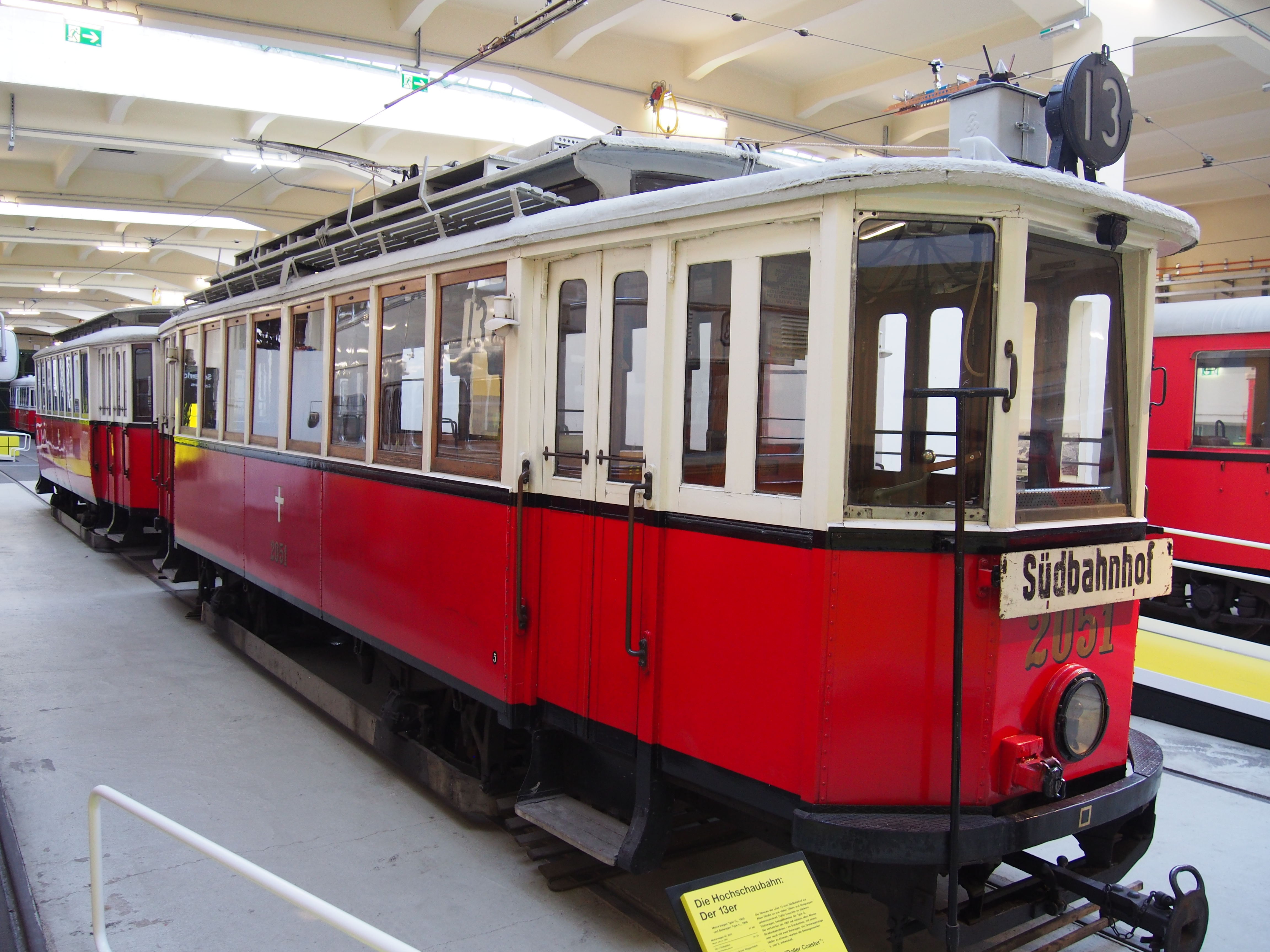
Triebwagen G2 2051 (1907)
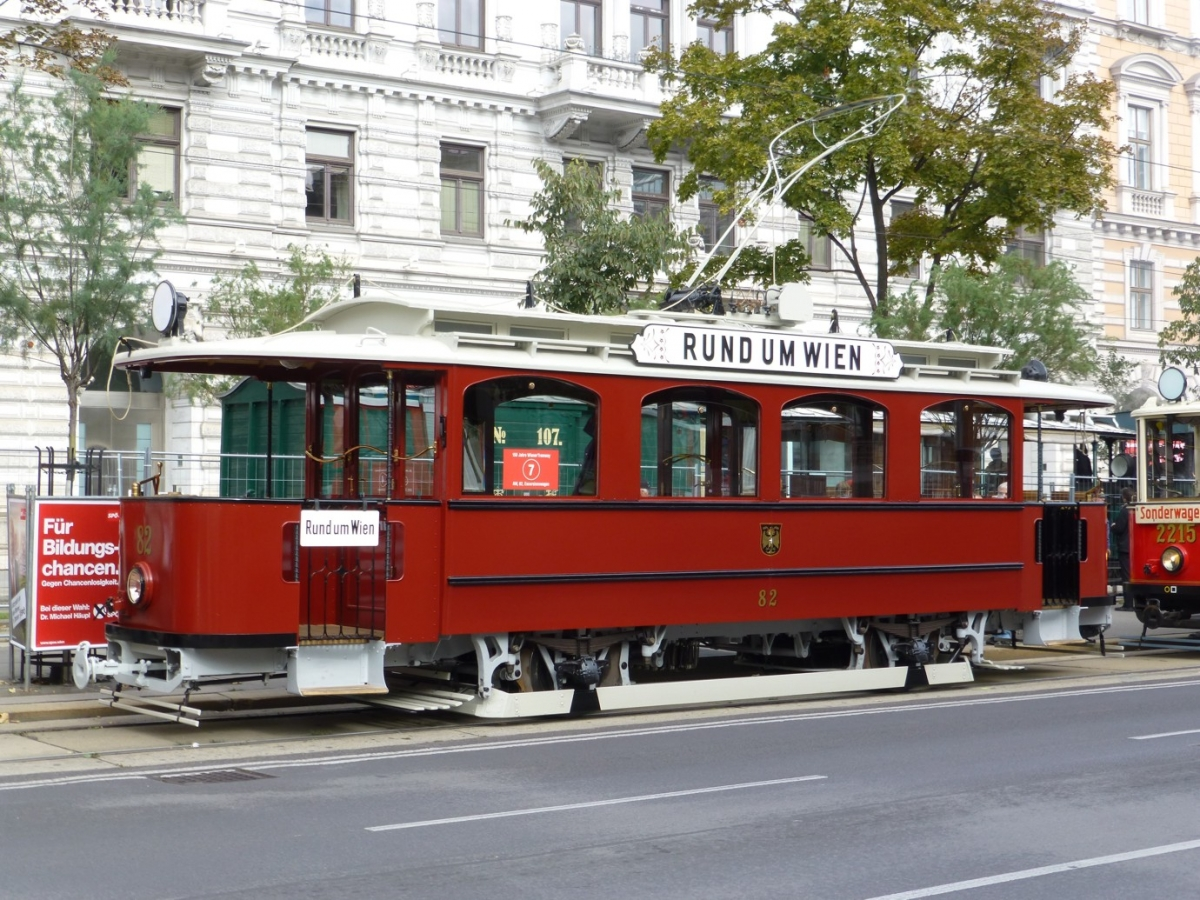
Salon- bzw. Exkursionstriebwagen (Galawagen) der Wiener Straßenbahn, Type AW Nr. 82 (1912)
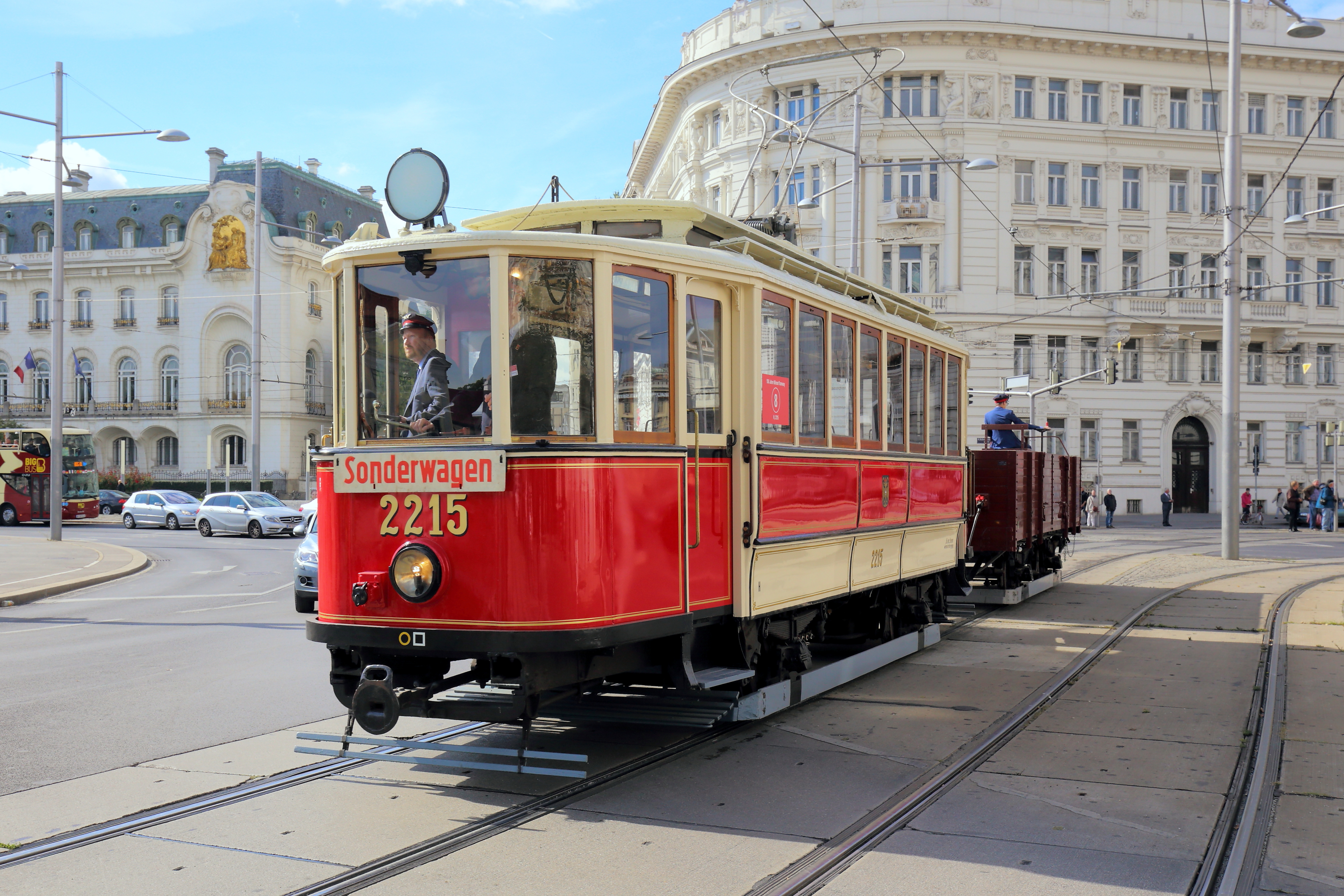
Die Triebwagen der Type H (1910)
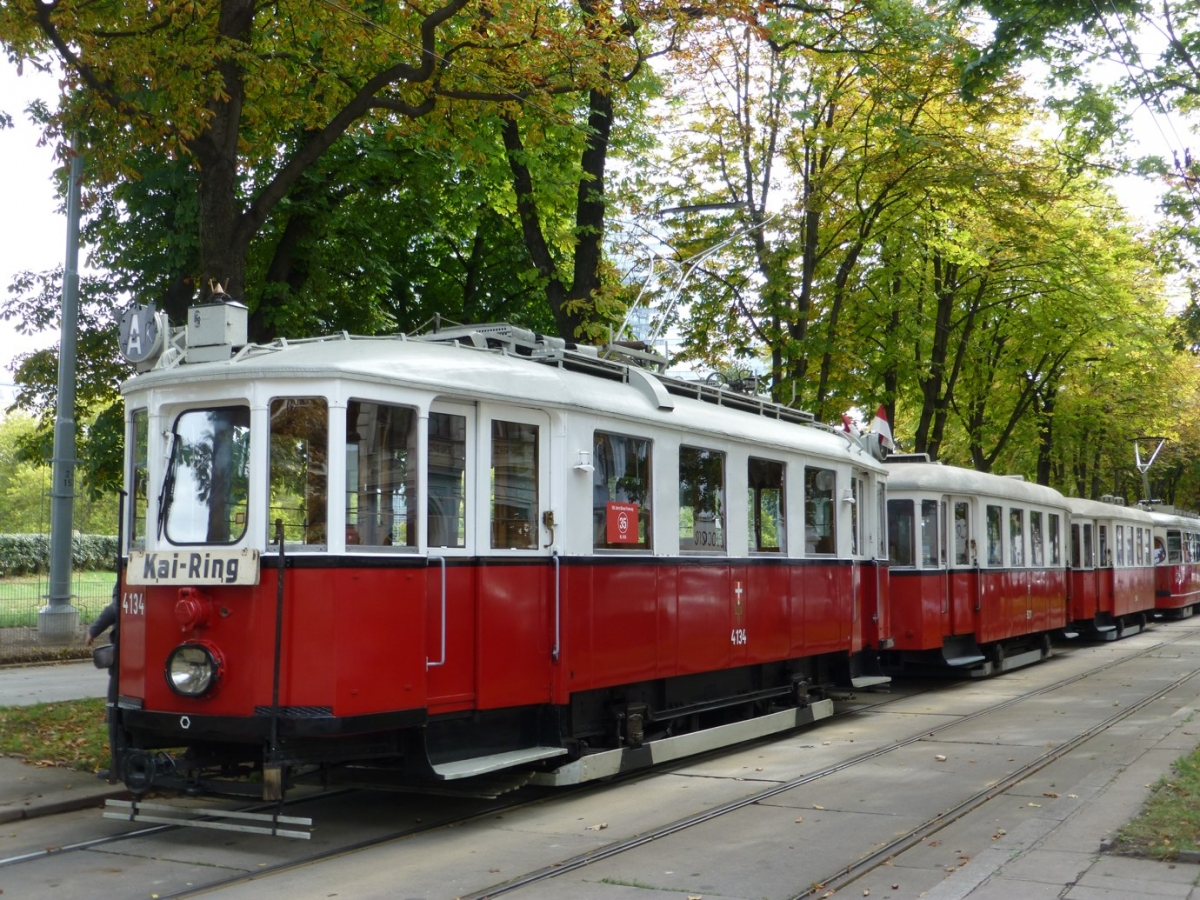
Die Type M der Wiener Straßenbahn, erste Tranche (1927)
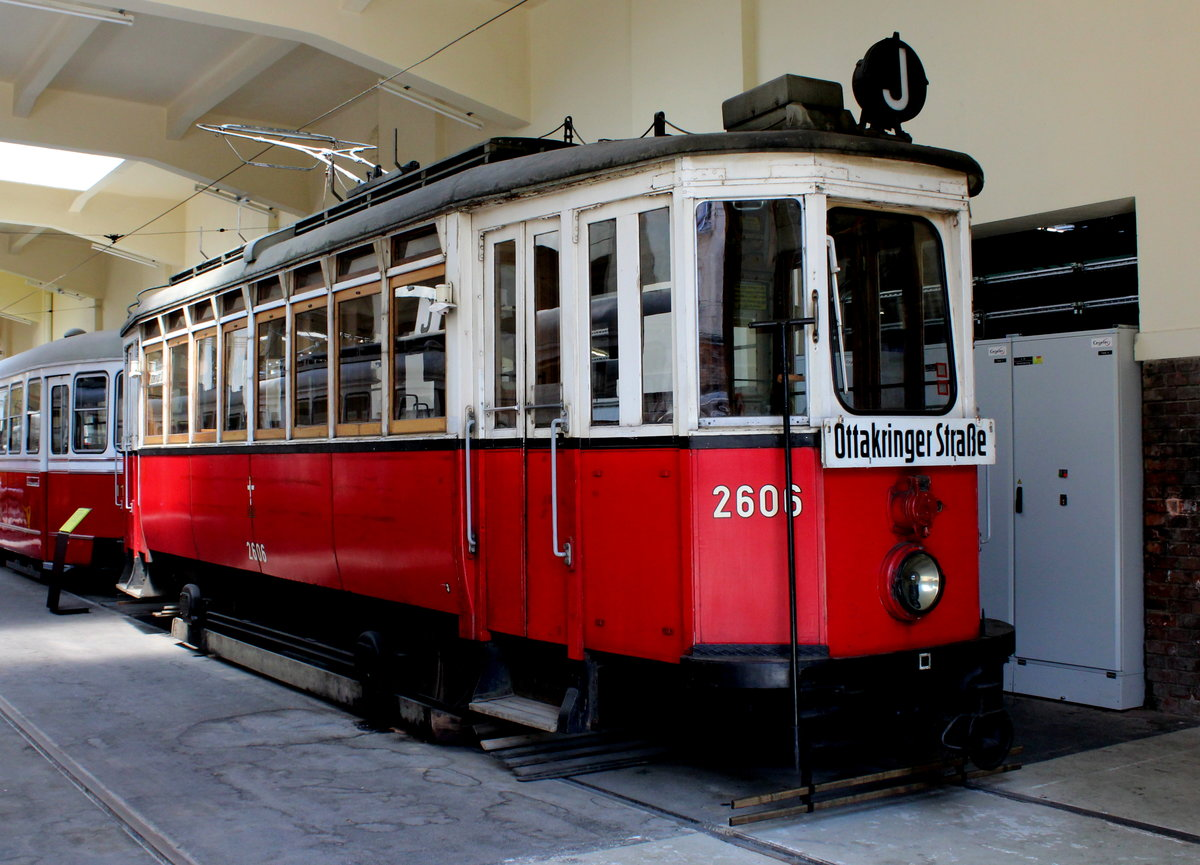
Die legendäre Type K der Wiener Straßenbahn
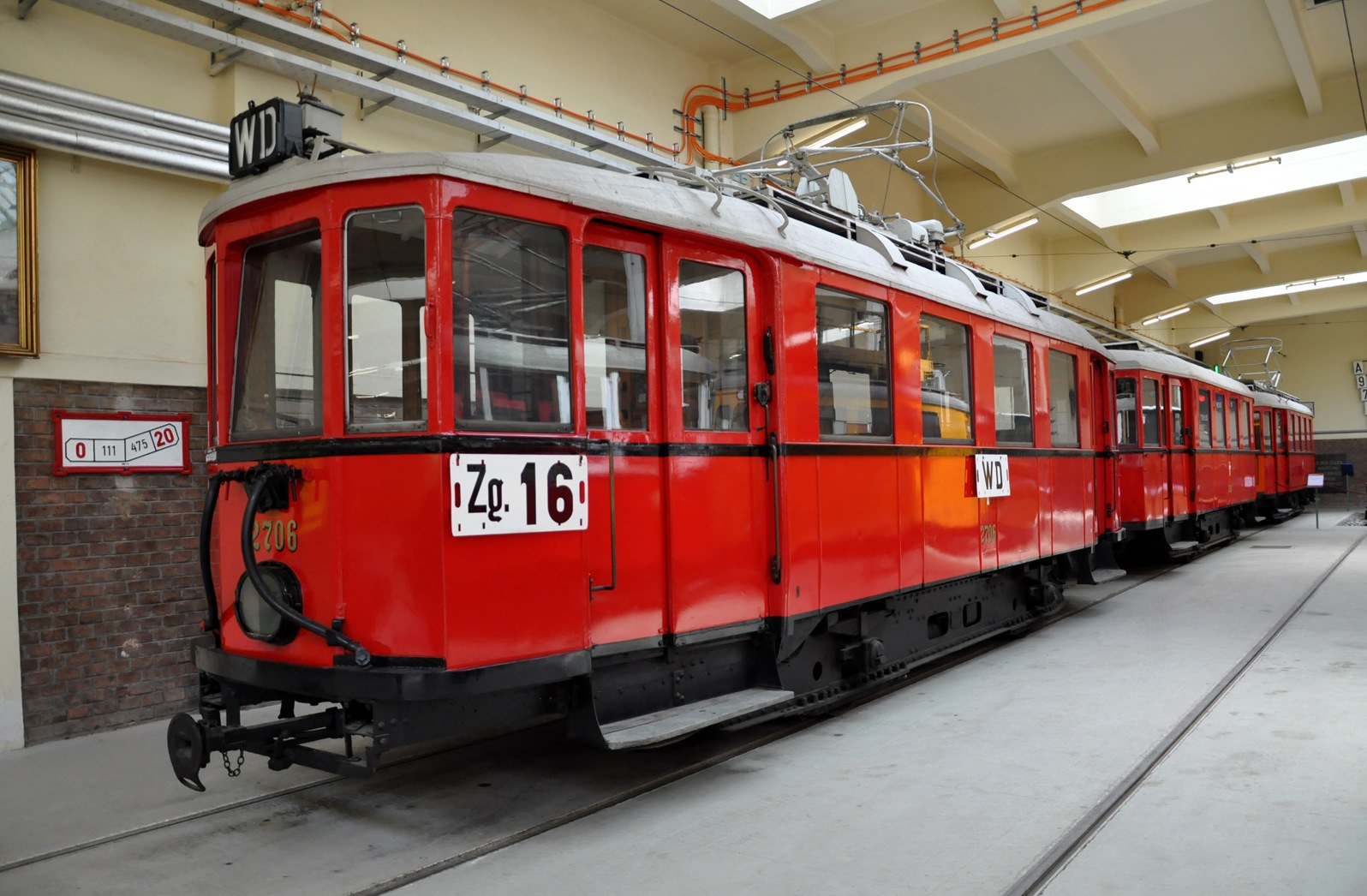
Type N/n der Wiener Elektrischen Stadtbahn (1925)
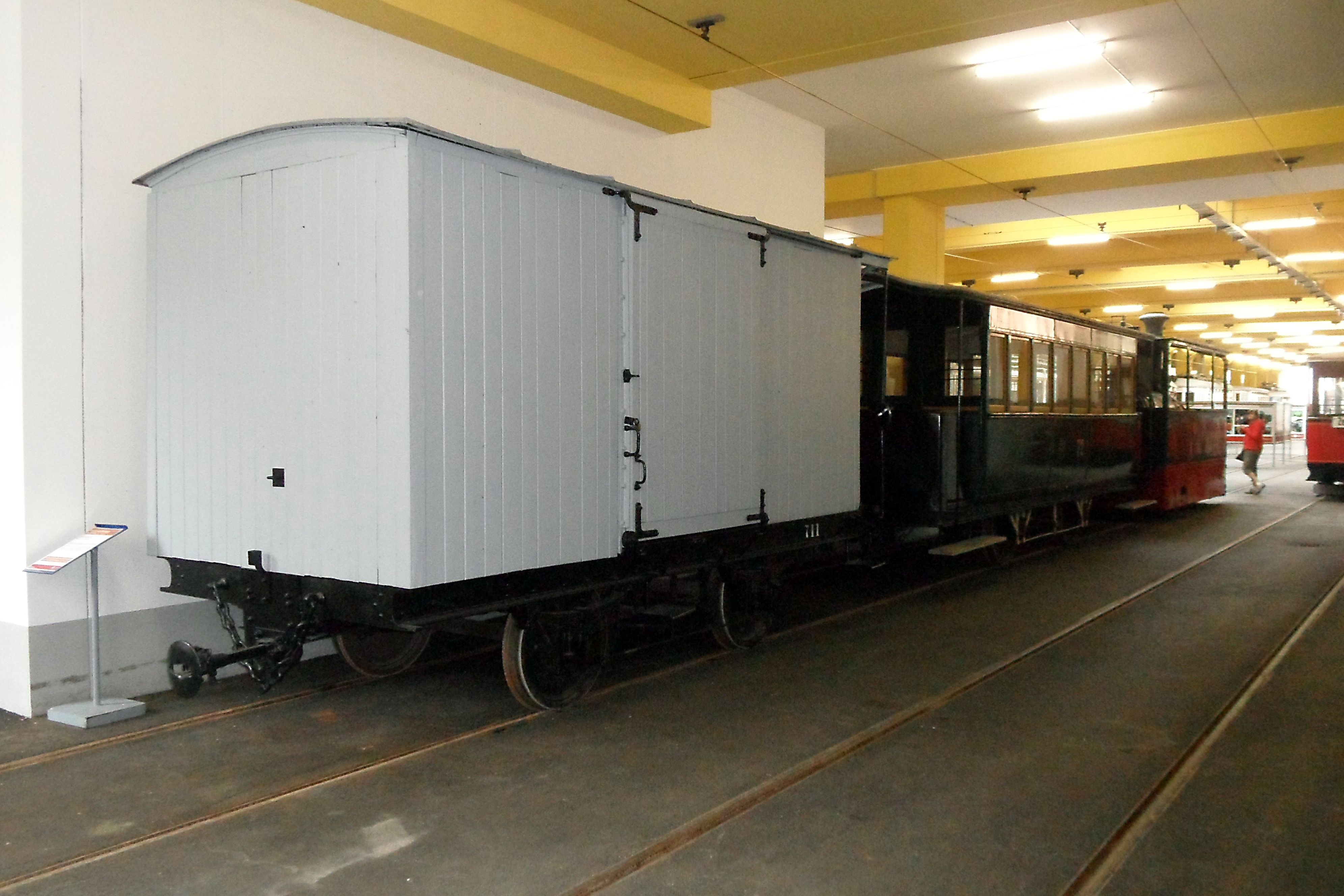
Dampfstraßenbahn-Güterwagen der Wiener Lokalbahnen (1886)
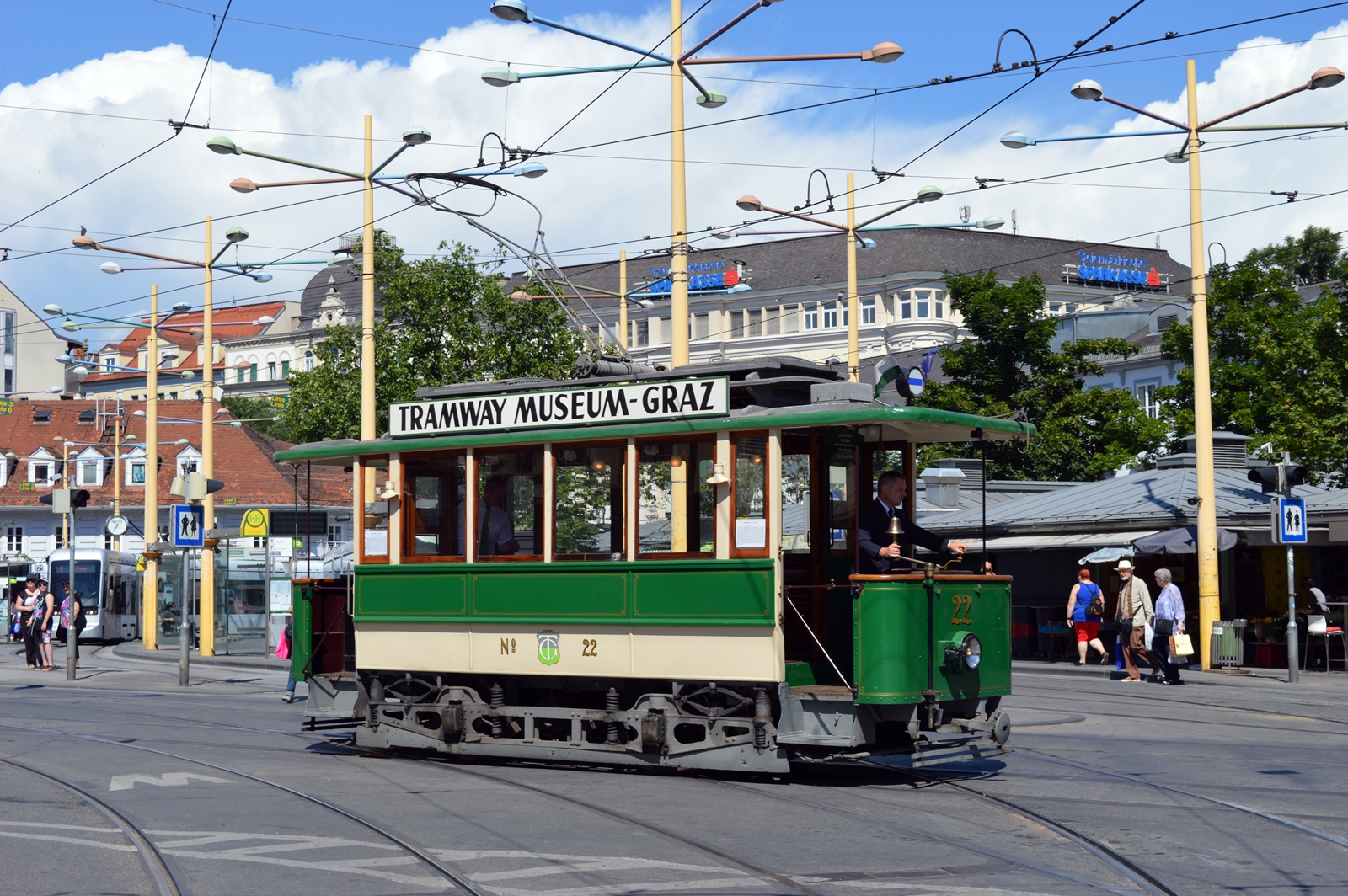
Grazer Straßenbahn Triebwagen 22 (1899)
Triebwagen 68 der Grazer Straßenbahn (1902)
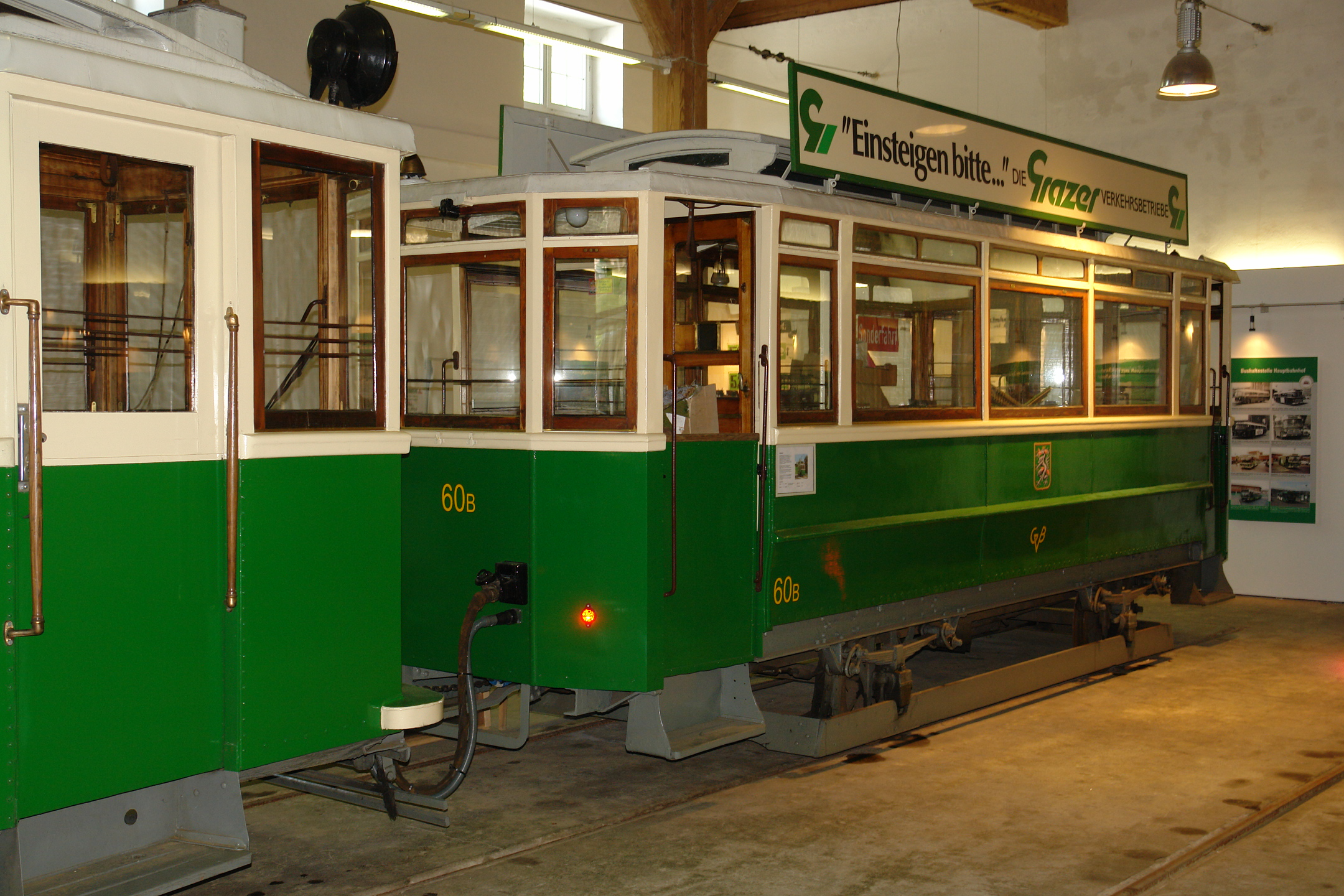
Beiwagen 60B (1907) der Grazer Straßenbahn. Sehr ähnliche Beiwagen beschafften auch andere Betriebe, z. B. die Straßenbahn Görz.
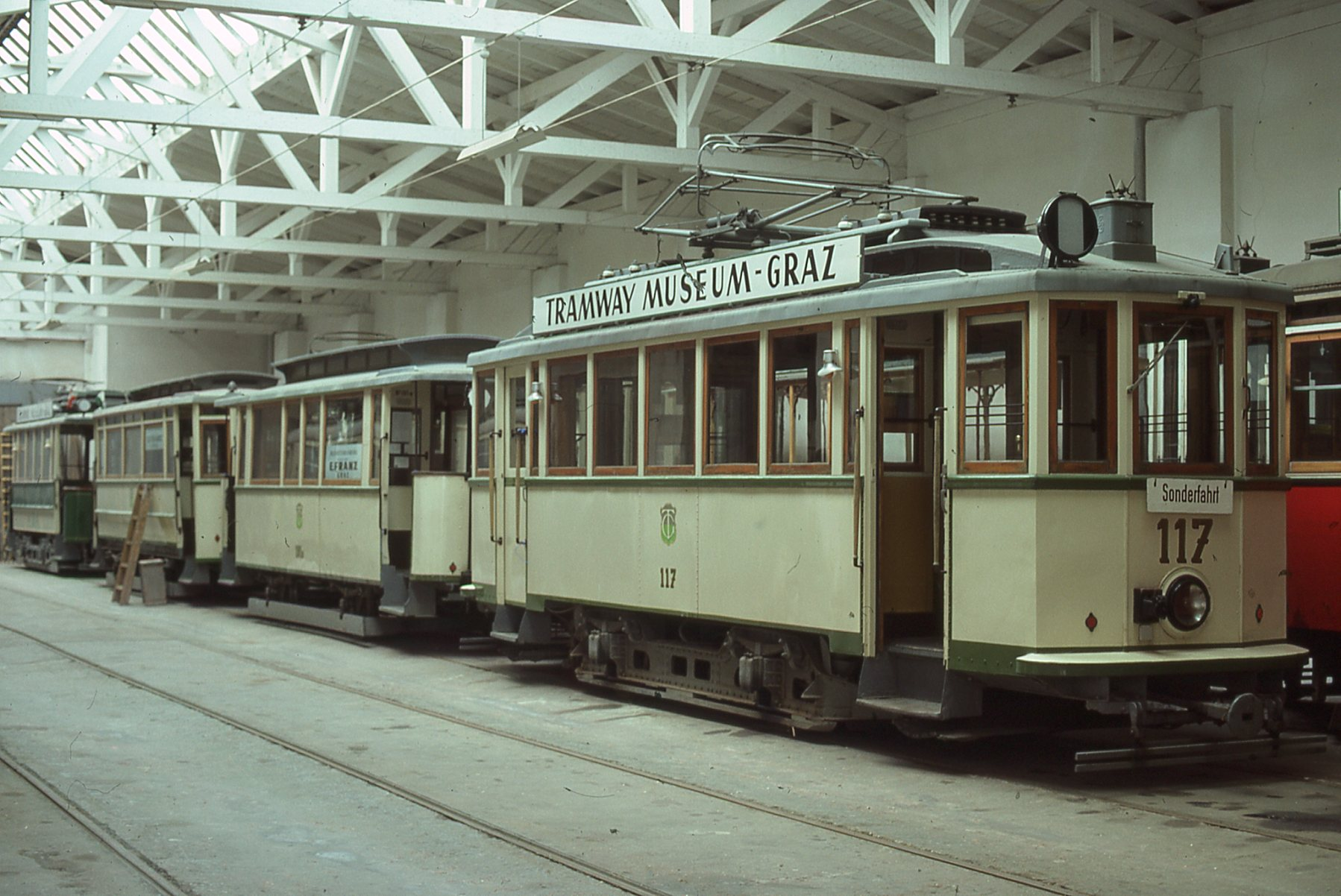
Triebwagen 117 (1909)
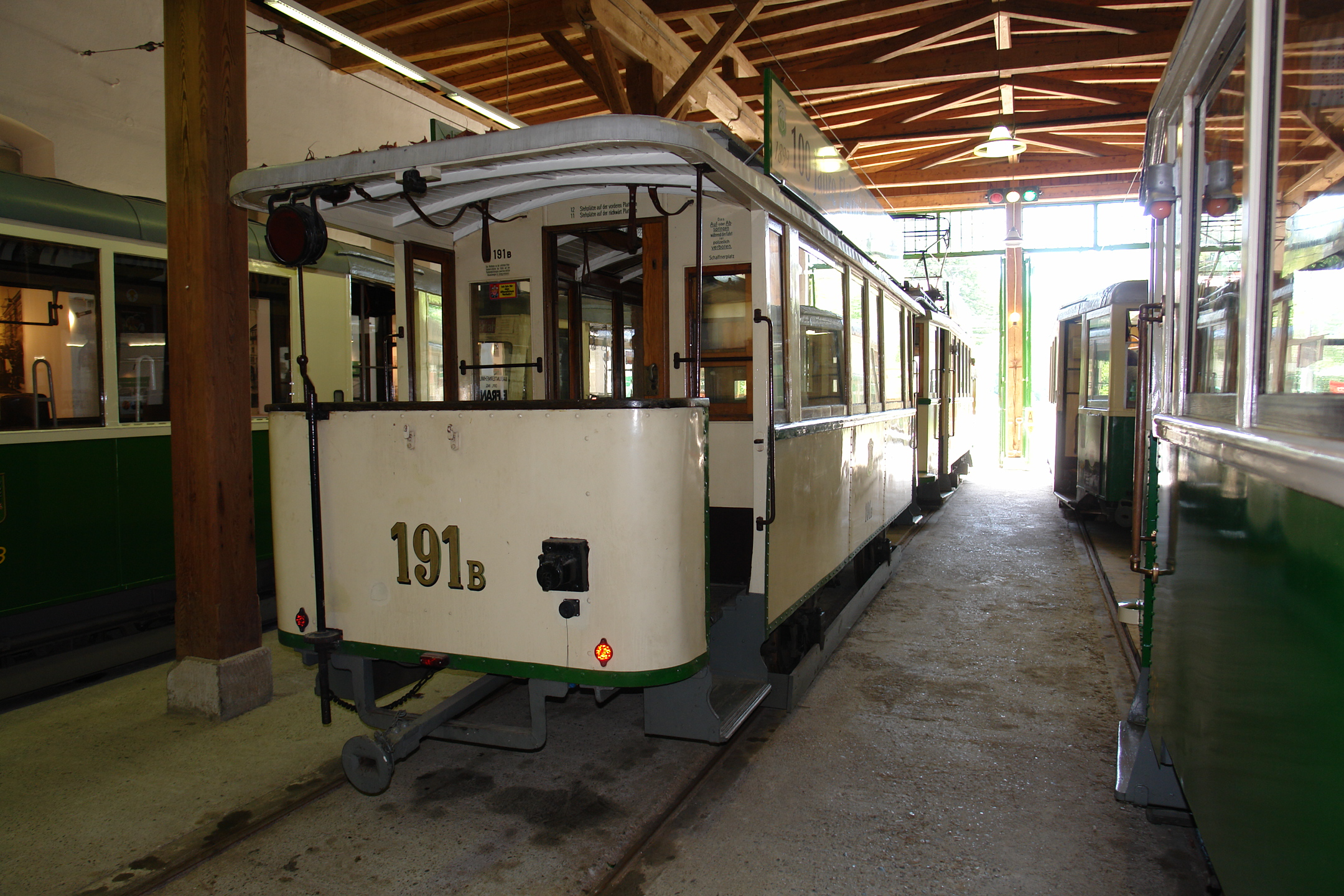
Beiwagen 191B (1873), ursprünglich Wiener Tramwaygesellschaft
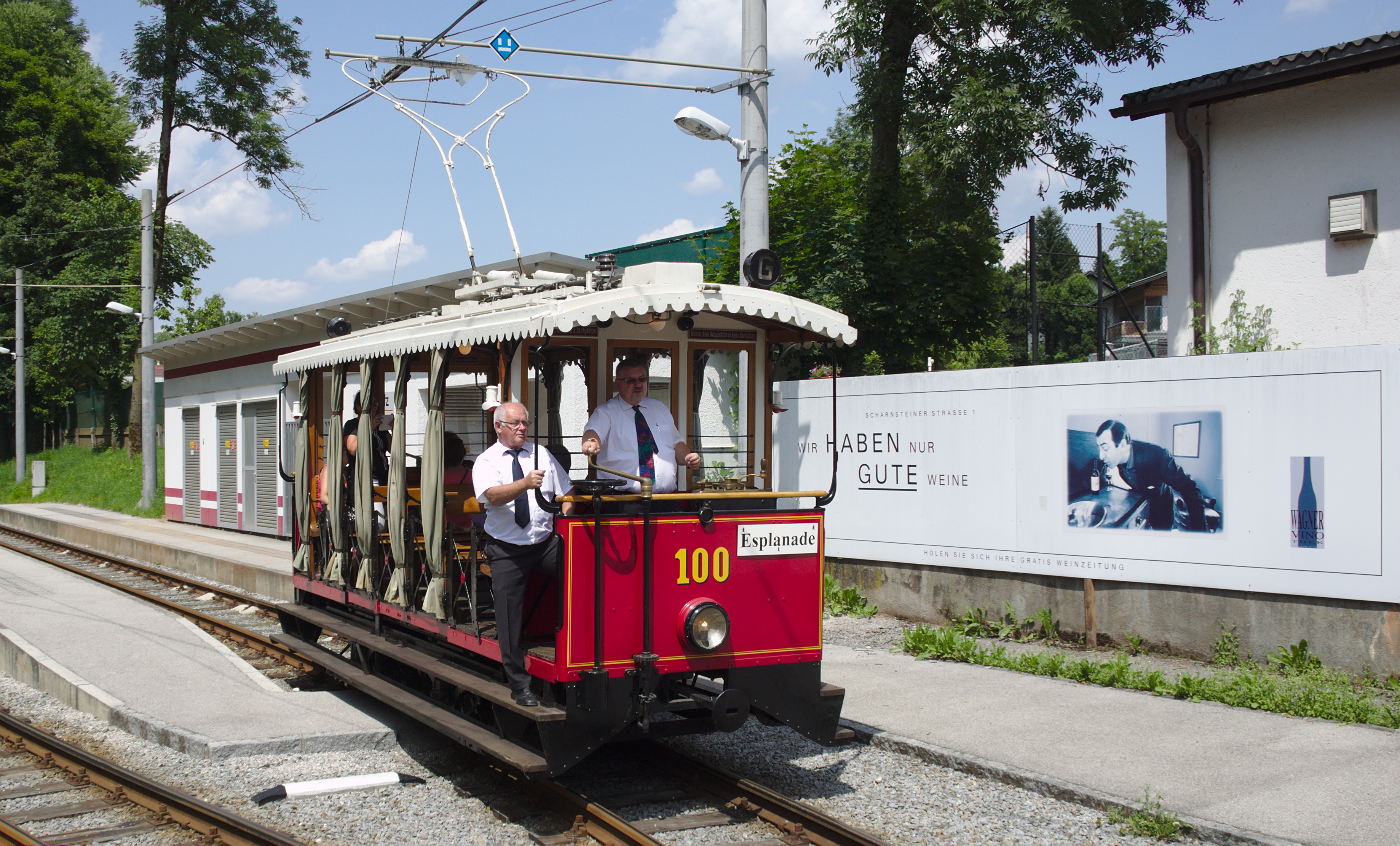
Sommerwagen 100 der Gmundner Straßenbahn (1898), ex Pöstlingbergbahn.
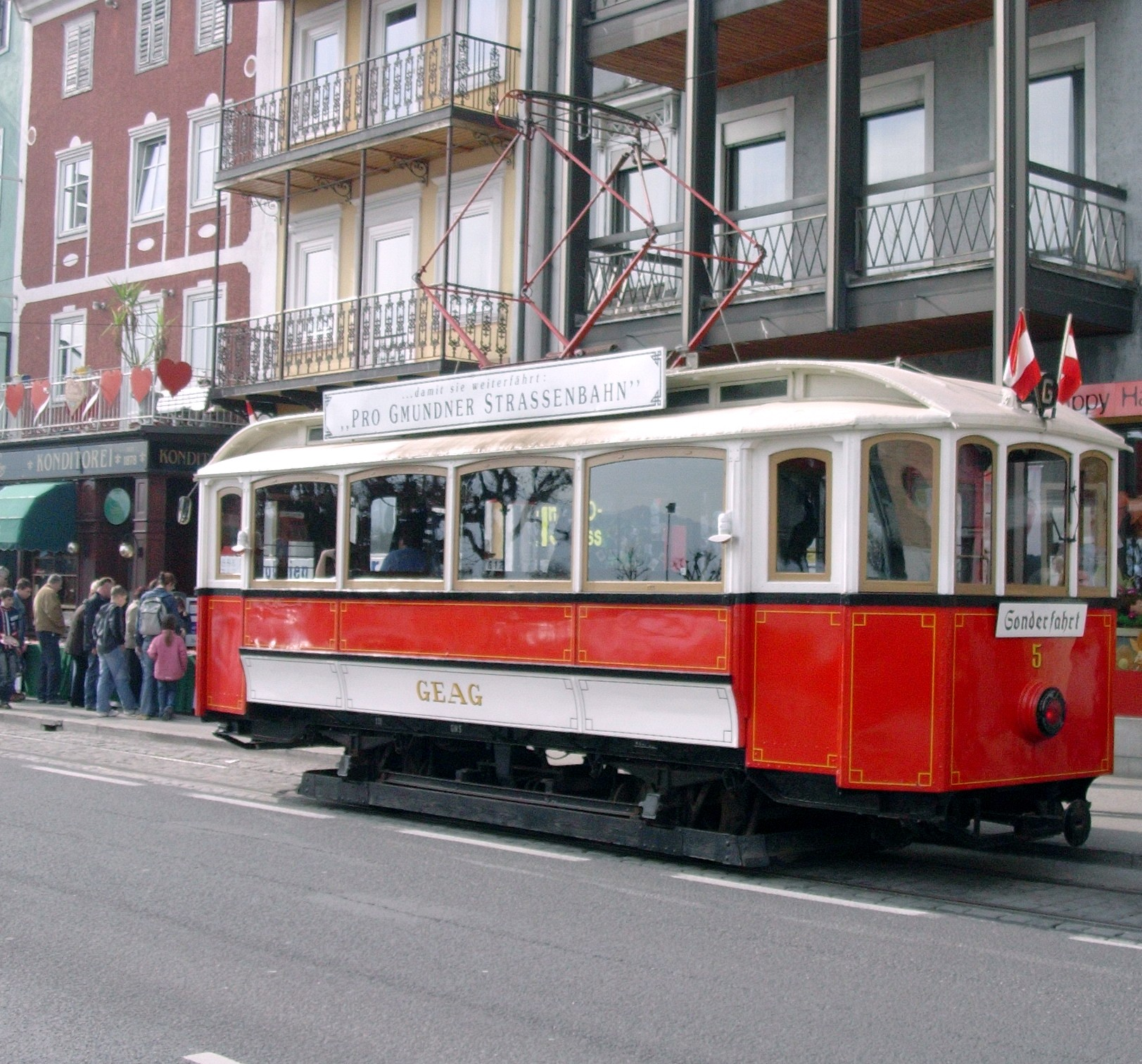
Gmundner Triebwagen 5 (1911)
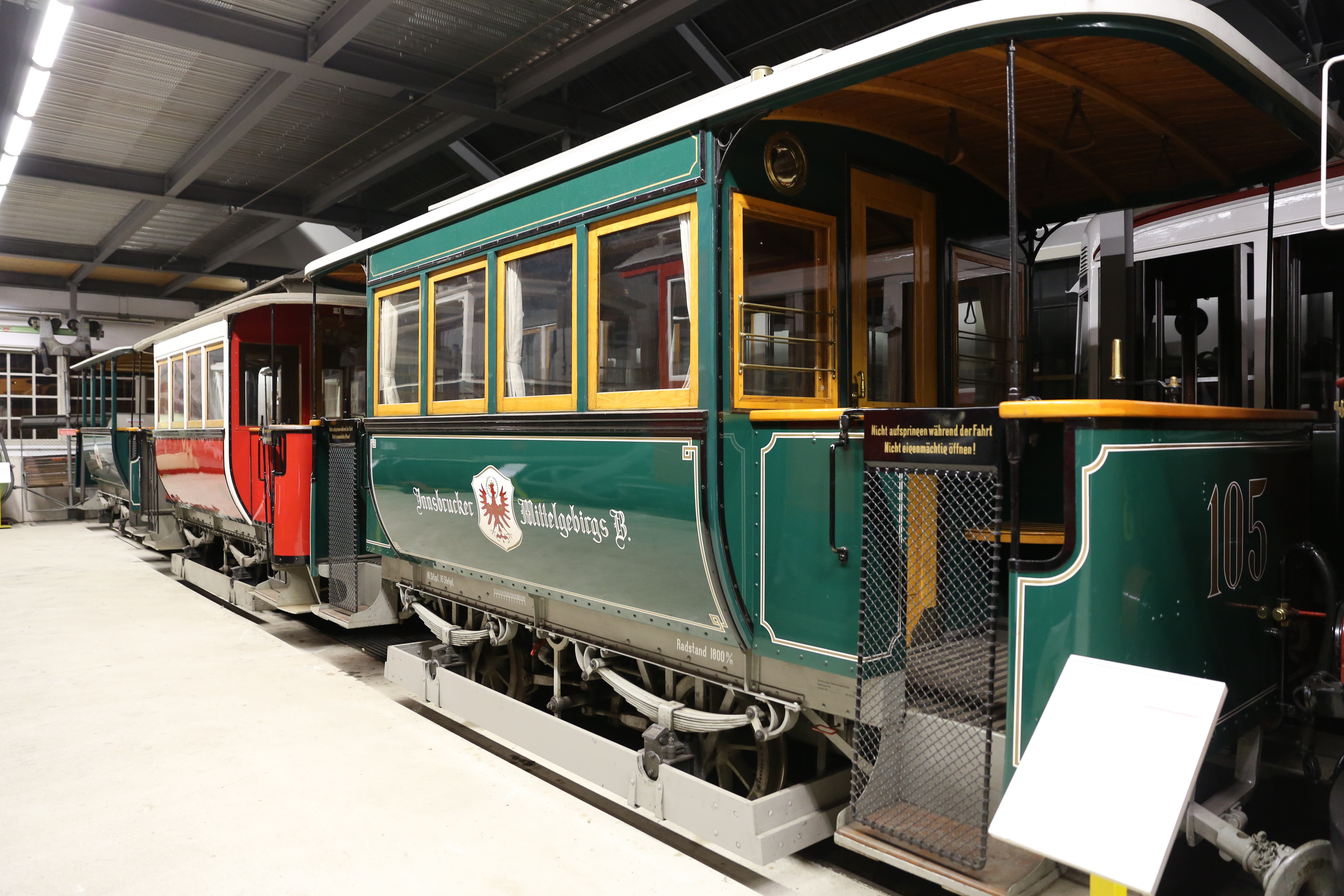
Beiwagen der Innsbrucker Mittelgebirgsbahn bzw. der Lokalbahn Innsbruck–Hall in Tirol (1891 bis 1900)
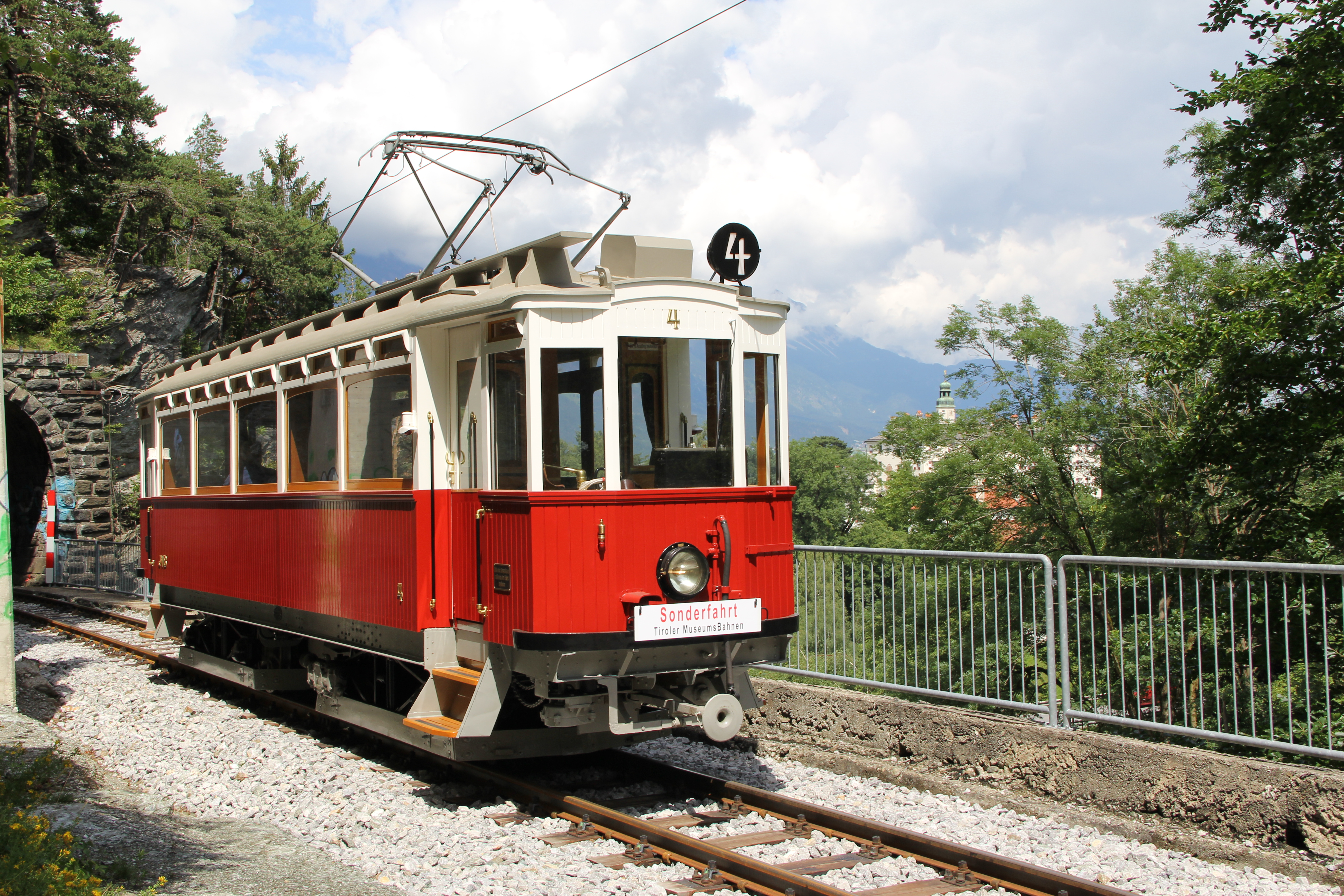
„Haller Triebwagen“ der IVB (1909)
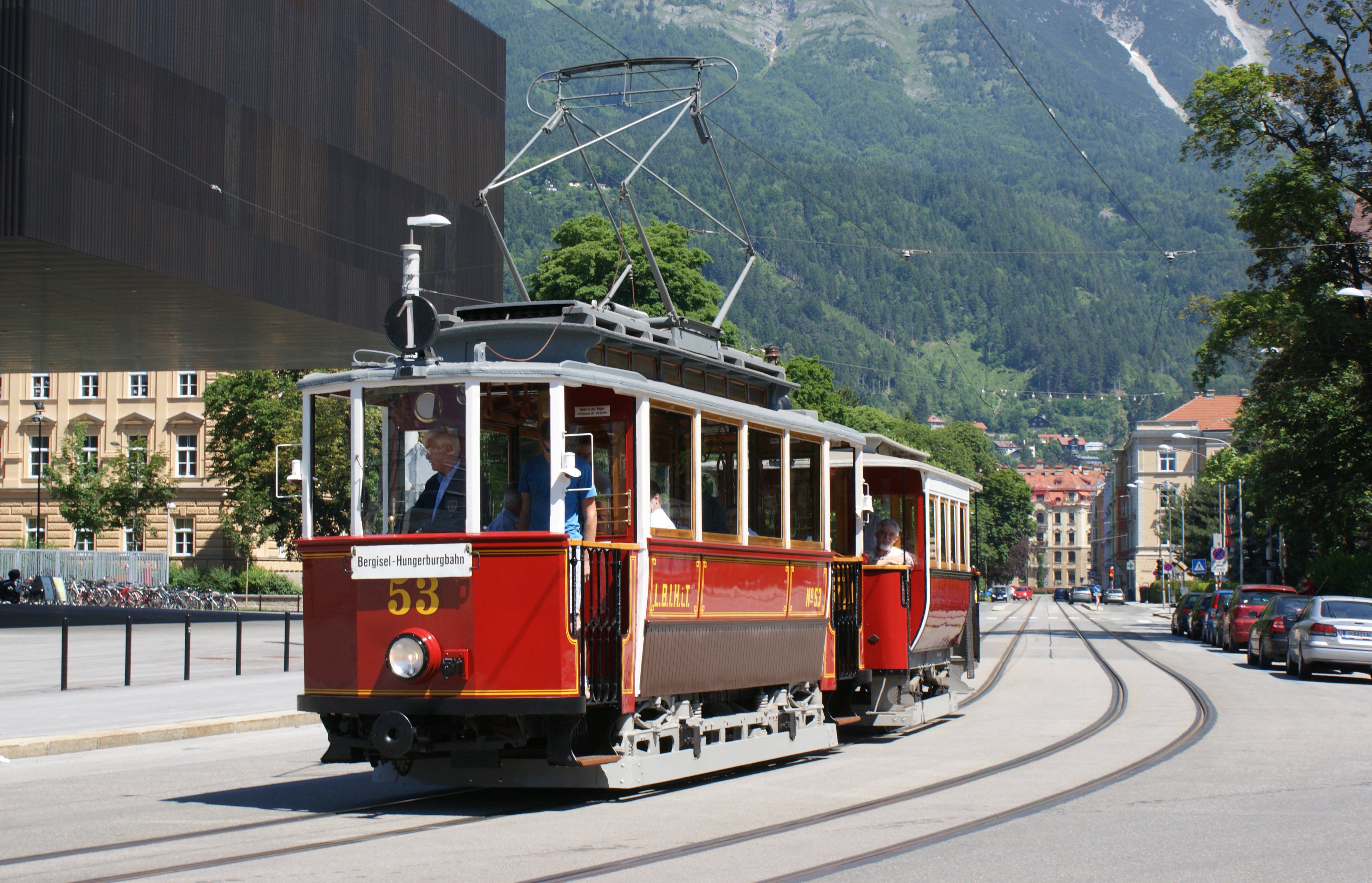
Triebwagen 53 der TMB (1905)
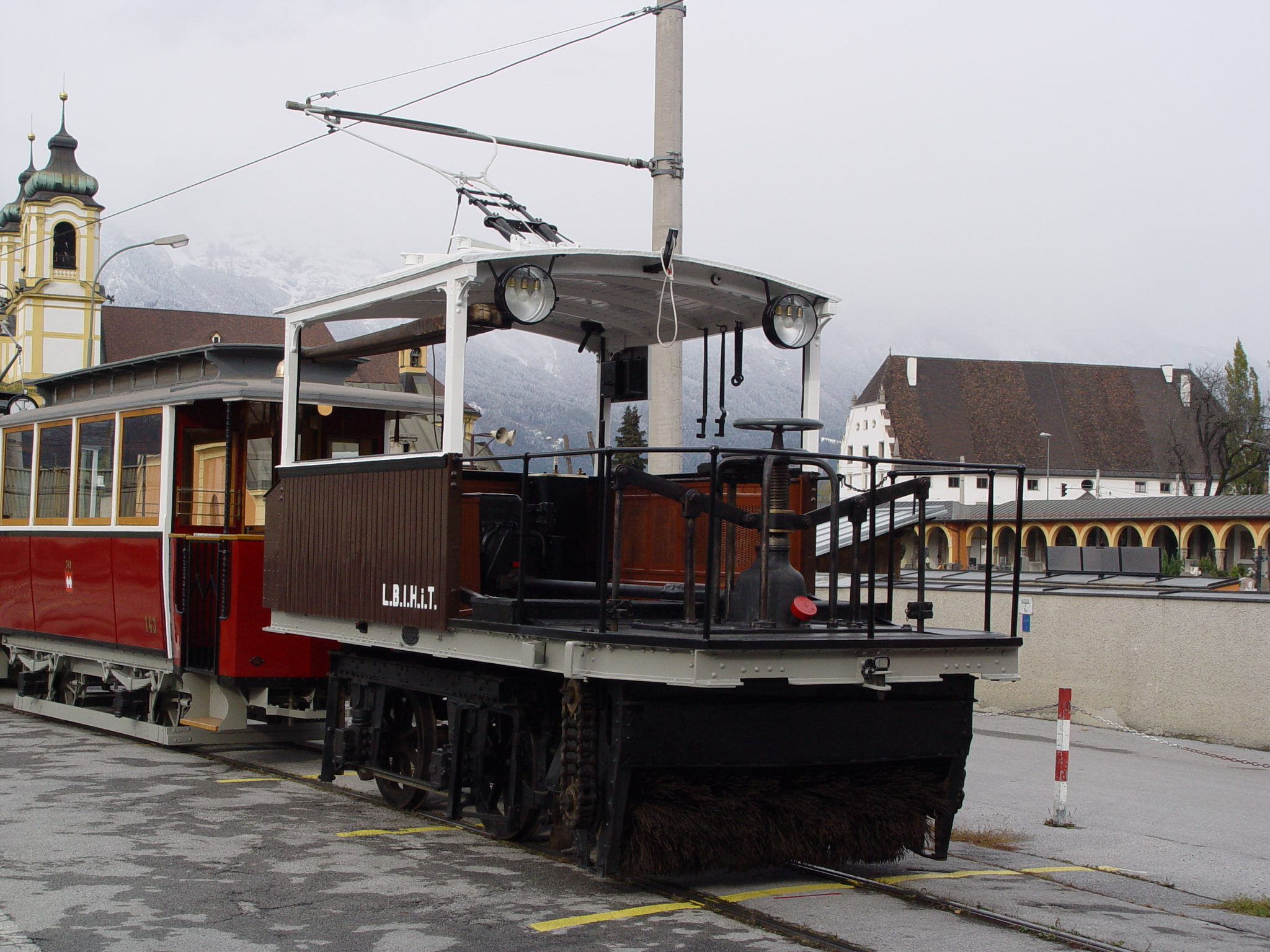
Innsbrucker Schneekehre SK 100 (1909)
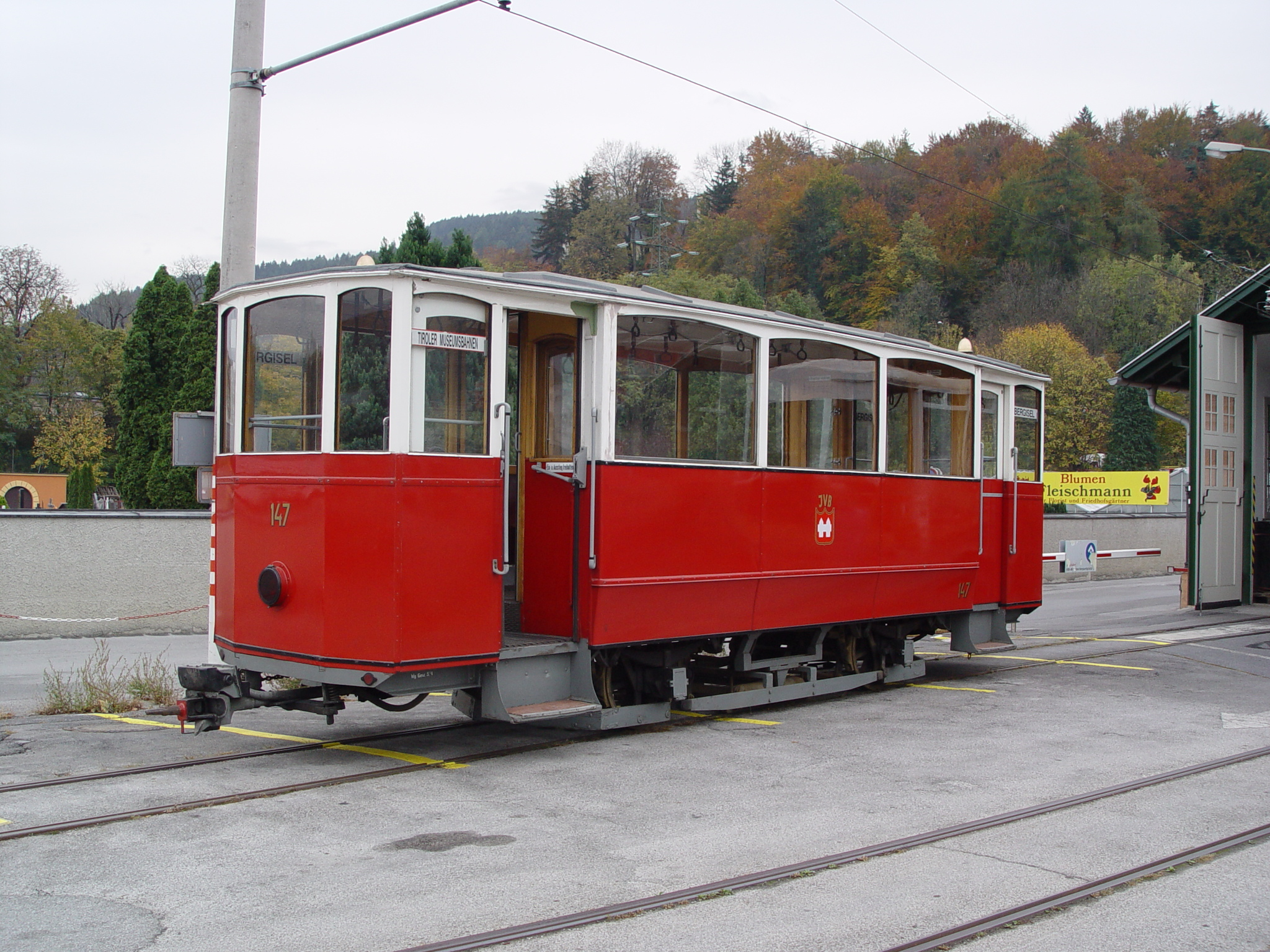
Beiwagen der Meraner Straßenbahn (1908)
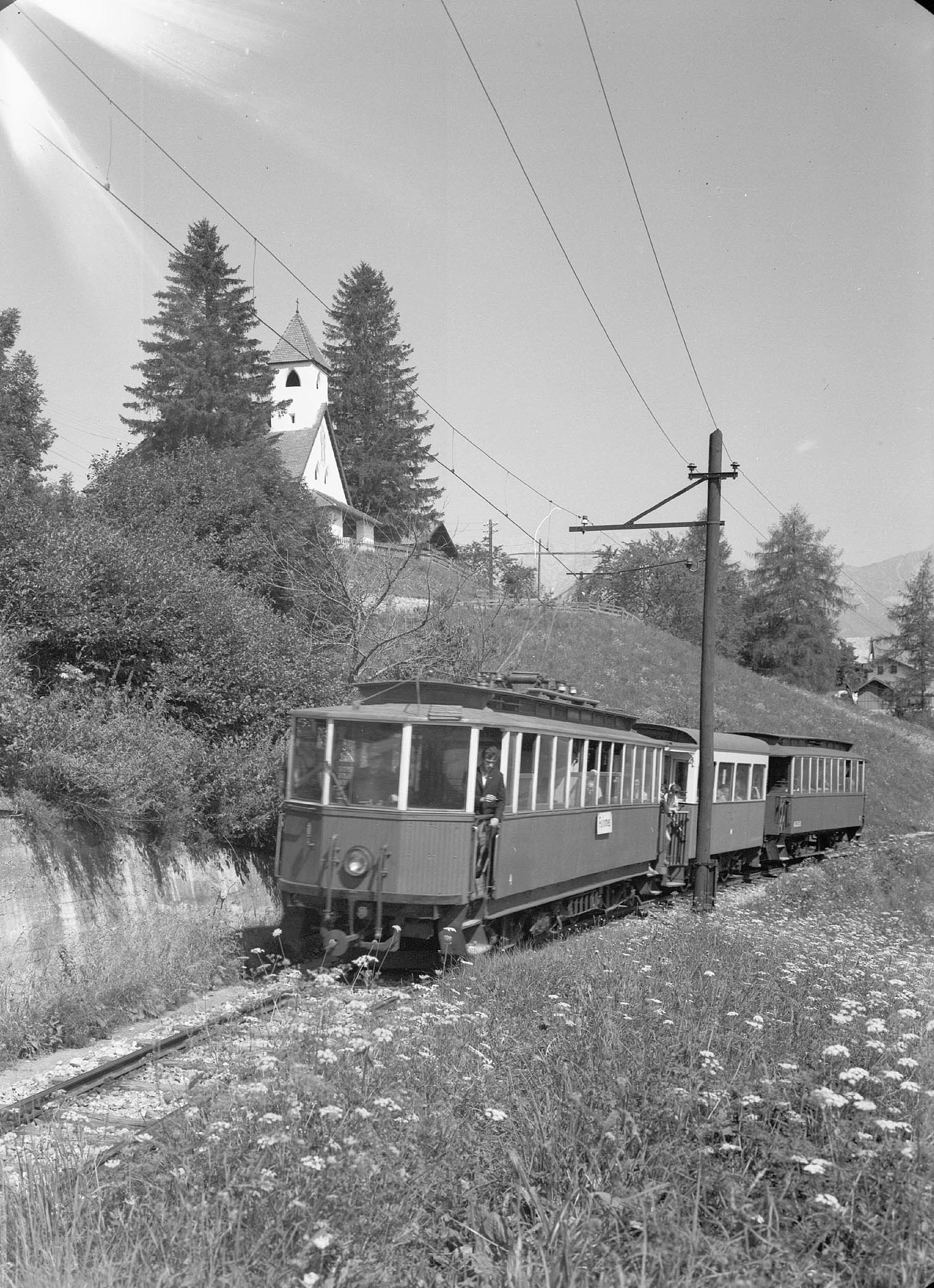
Die Triebwagen der Stubaitalbahn (1904)
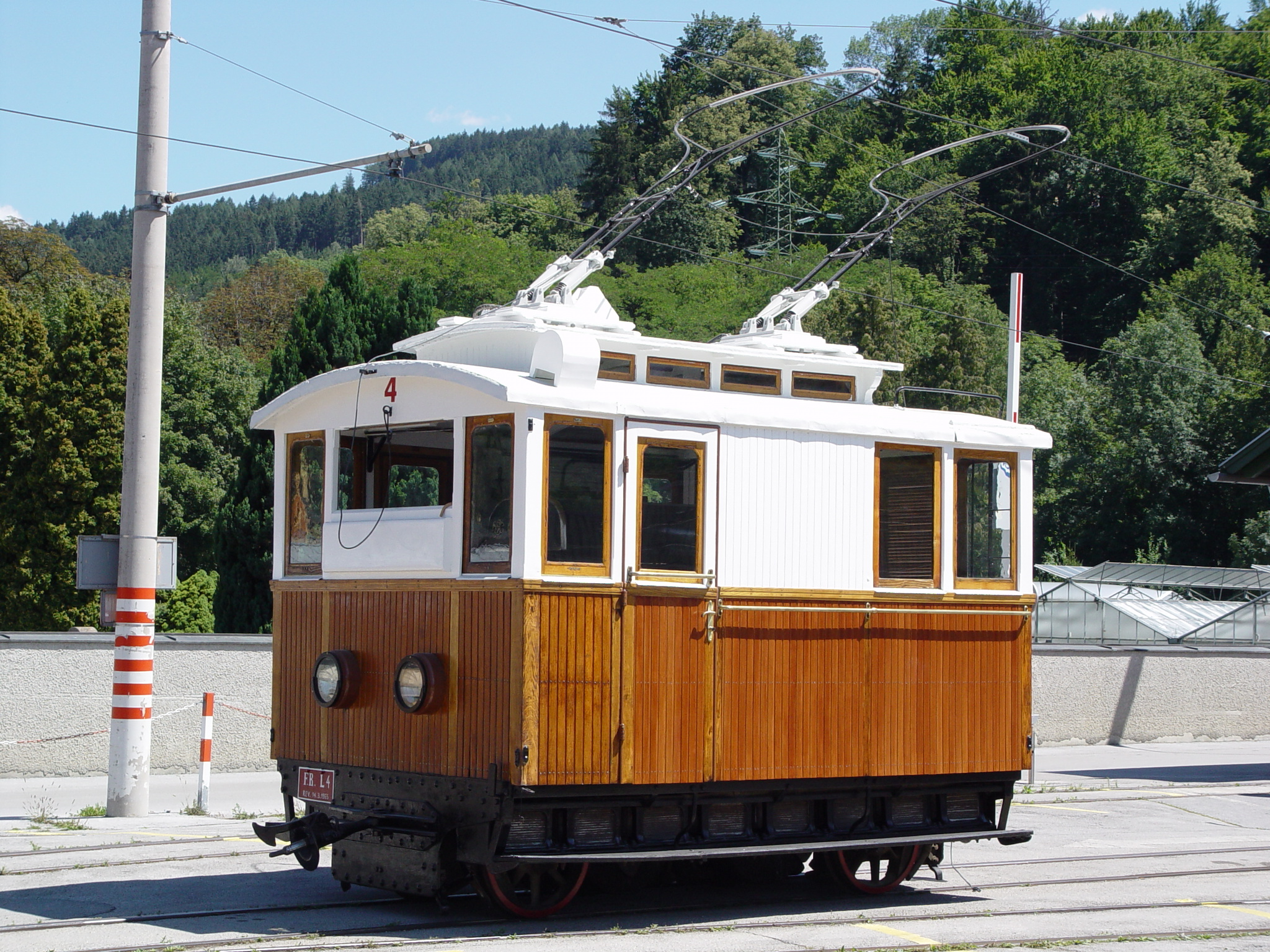
Zahnradloks der Rittnerbahn (1907)
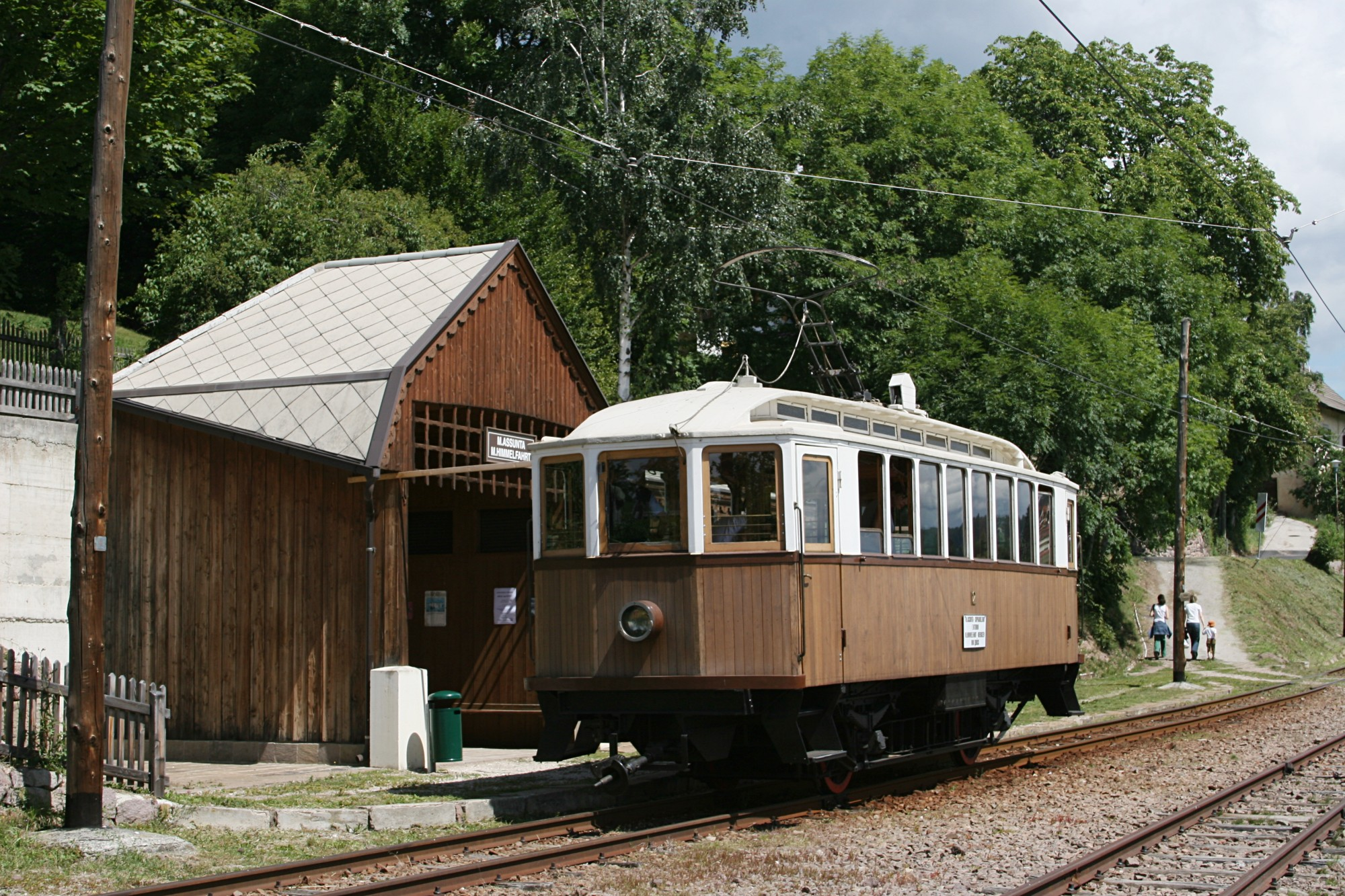
Zweiachsiger Triebwagen der Rittnerbahn (1907)
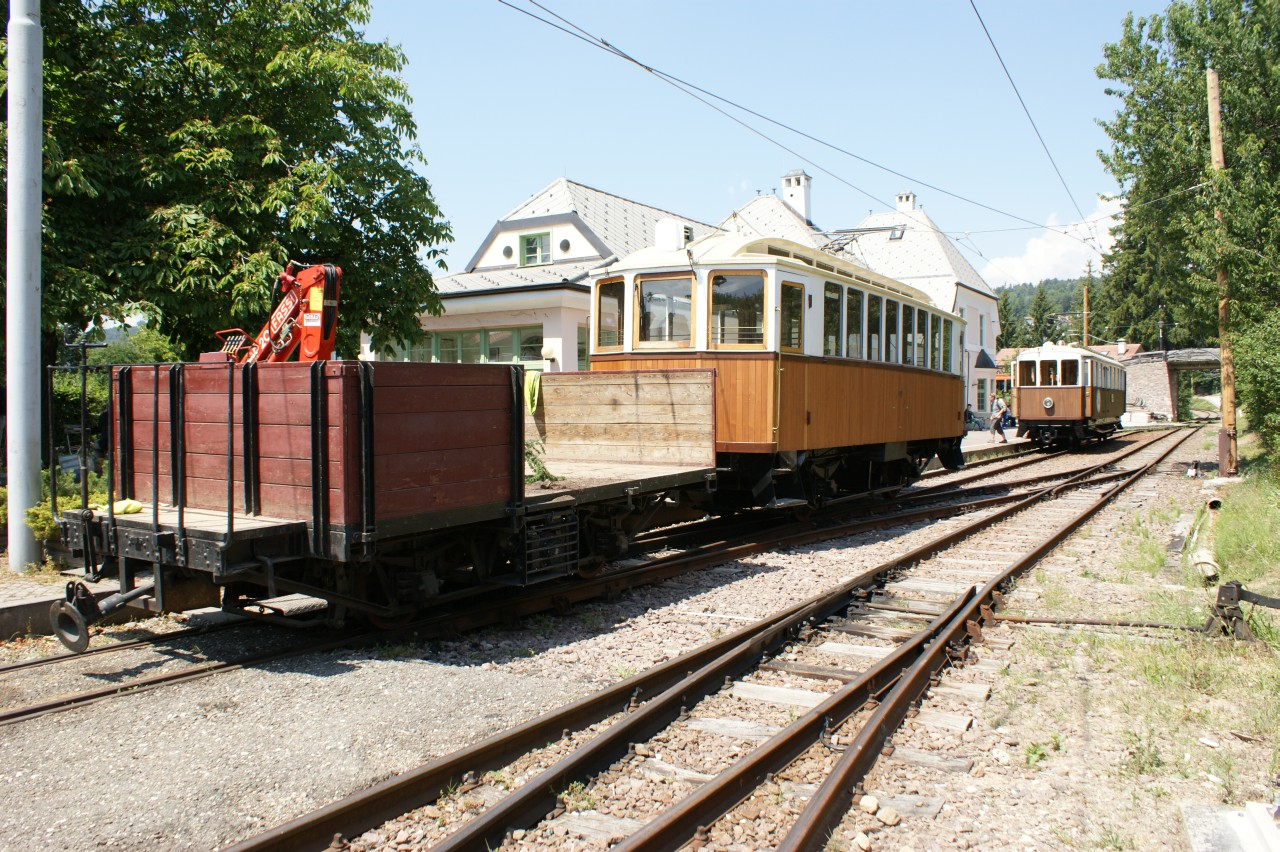
Offene Güterwagen der Rittnerbahn (1907)
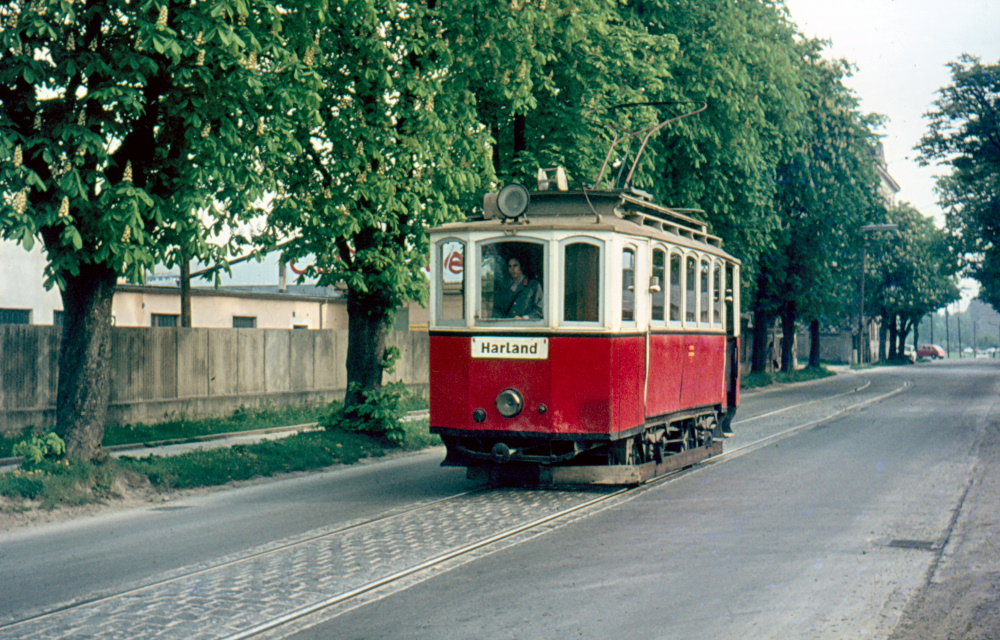
Triebwagen der St. Pöltner Straßenbahn (1911)
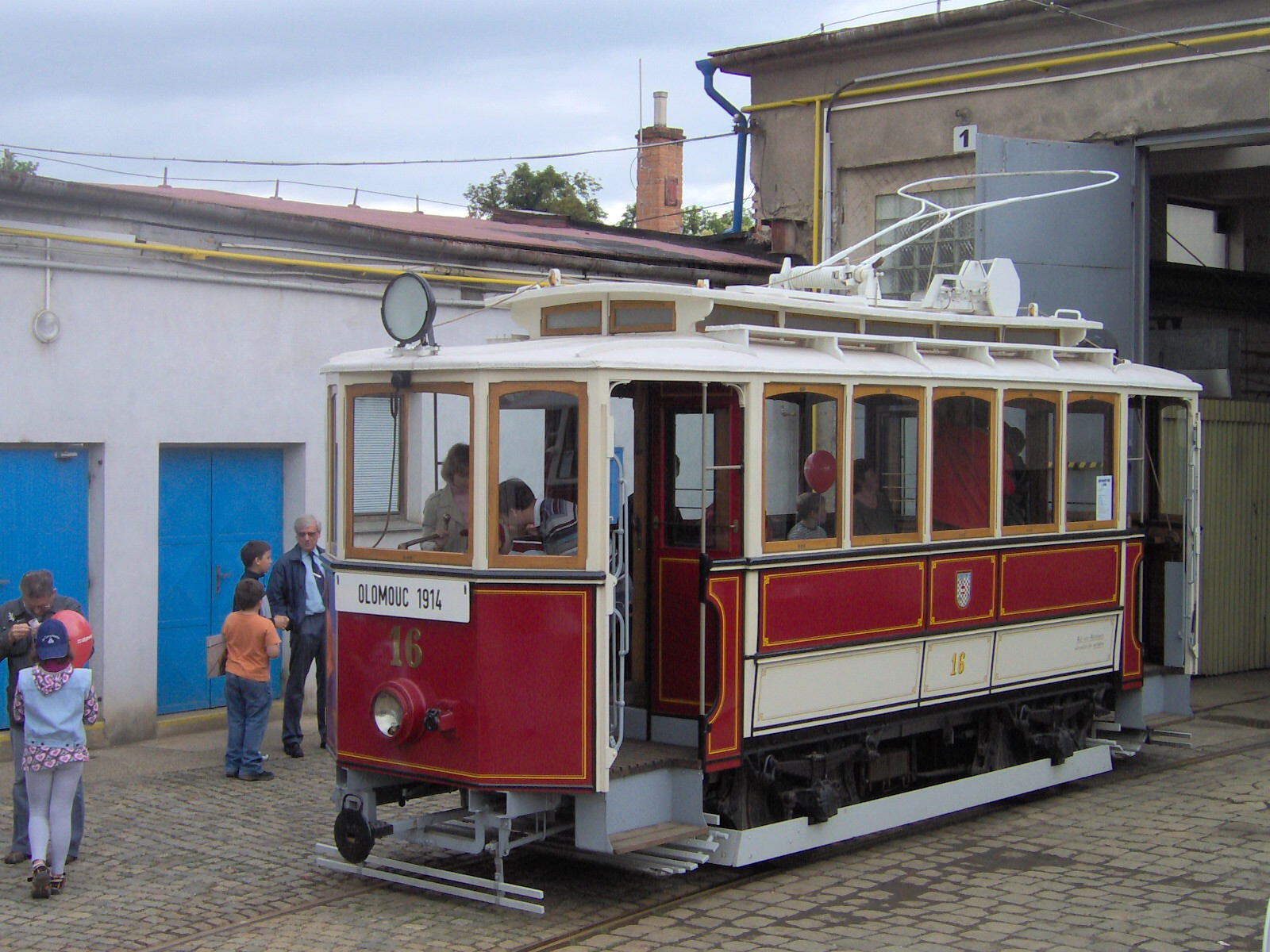
Triebwagen 16 der Straßenbahn Olmütz (1912)
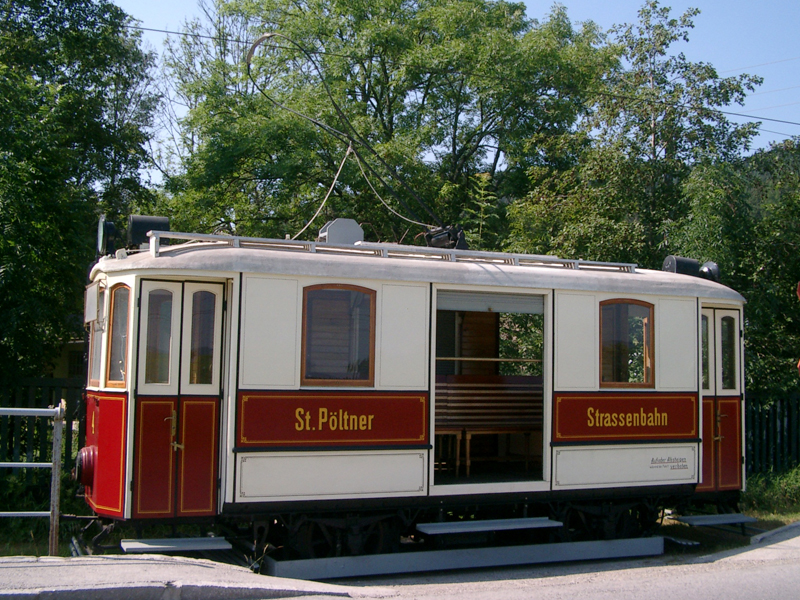
Postpakettriebwagen Nr. 4 (1914) der St. Pöltner Straßenbahn
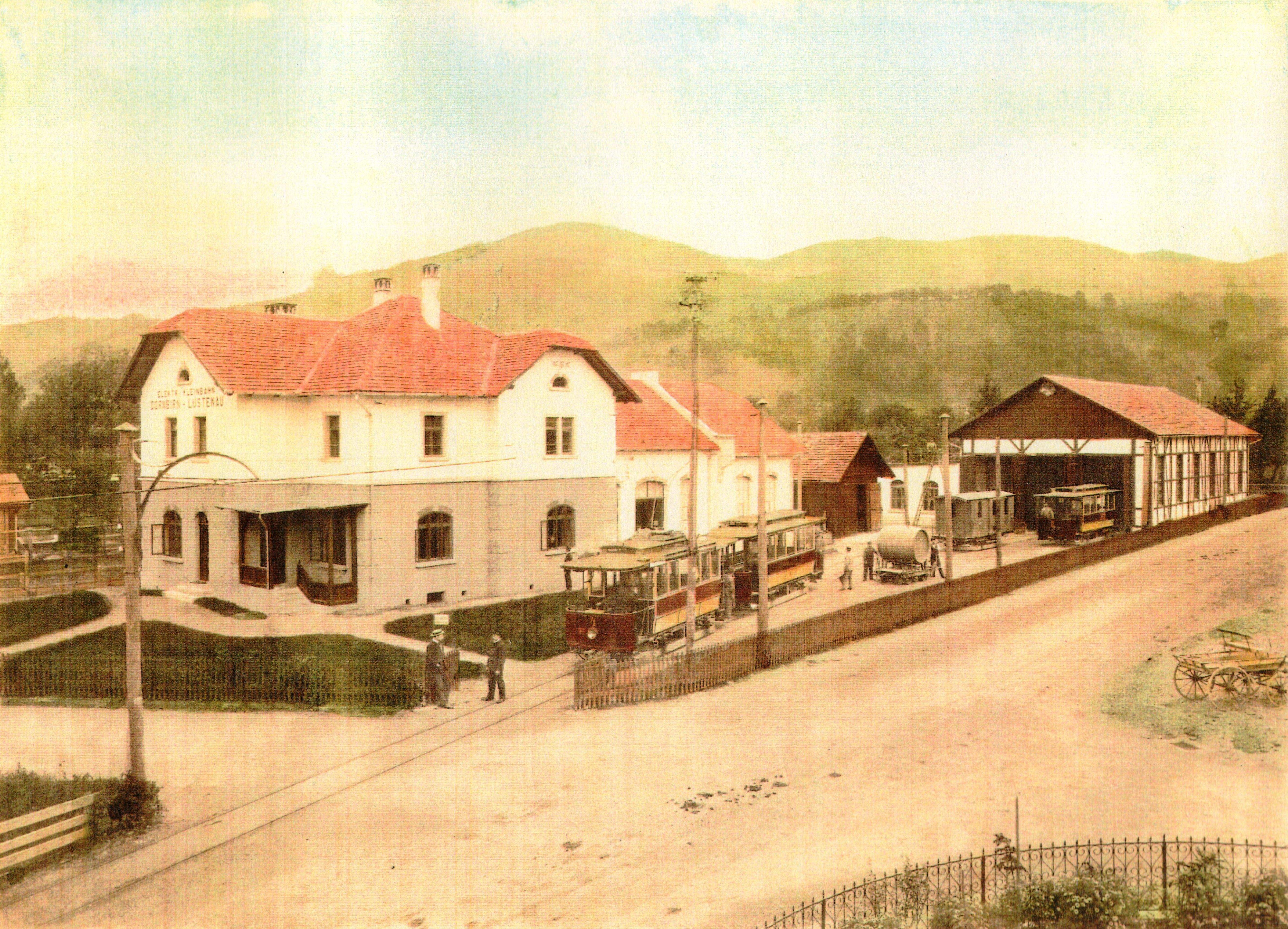
Wagenpark der Elektrischen Bahn Dornbirn-Lustenau (1902)
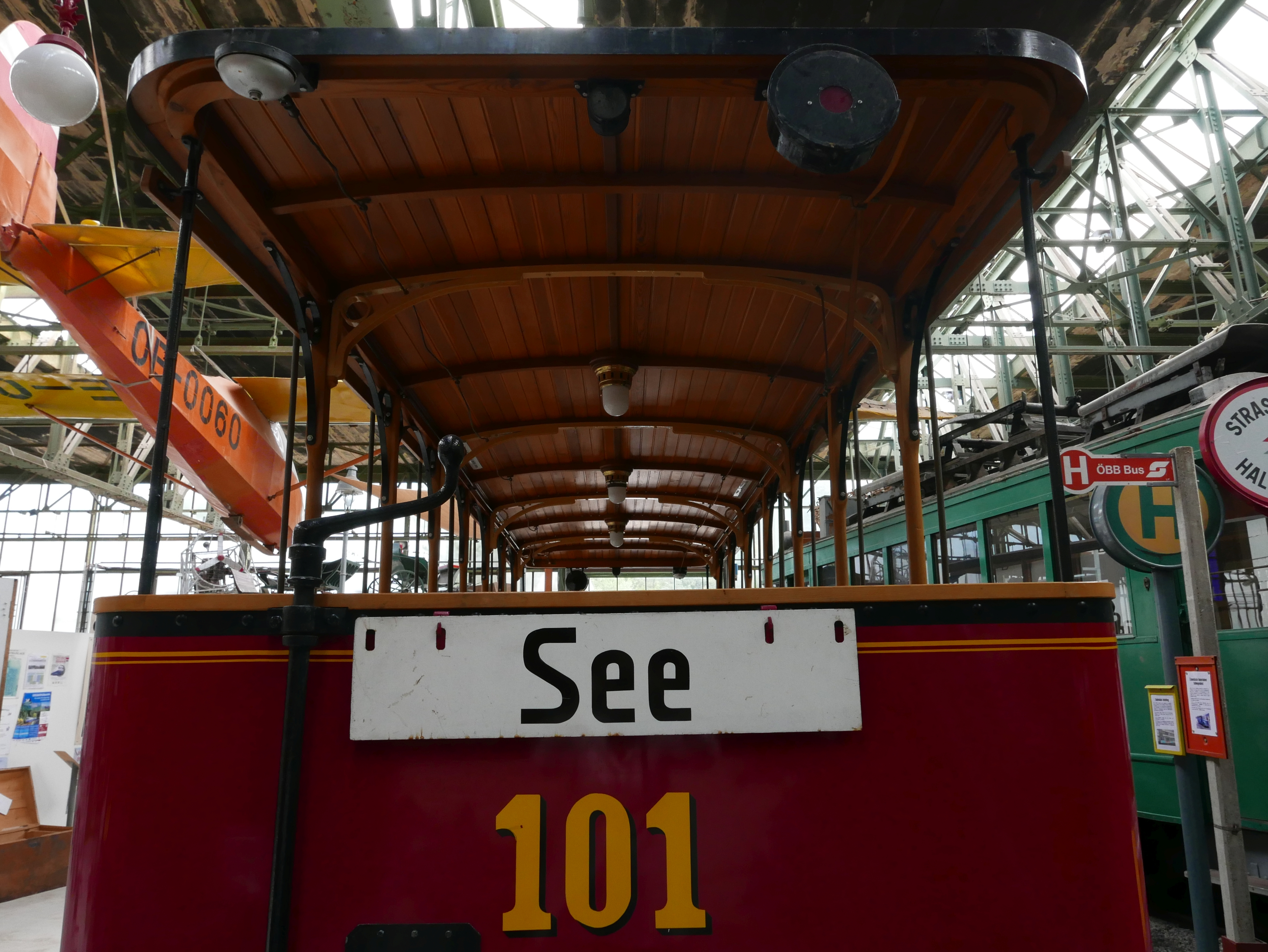
Die Sommerbeiwagen der Straßenbahn Klagenfurt (1926)
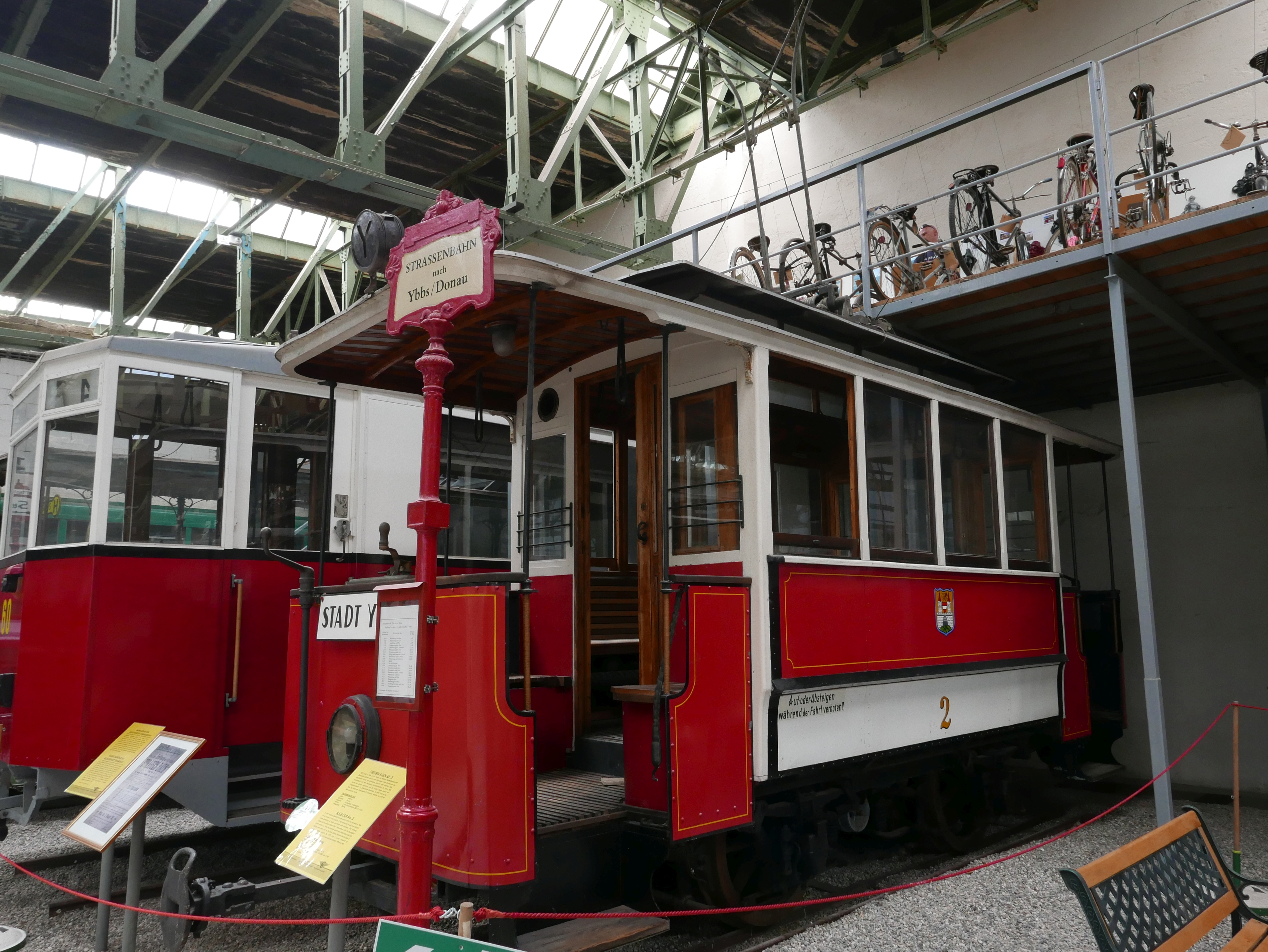
Triebwagen der Straßenbahn Ybbs (1907)
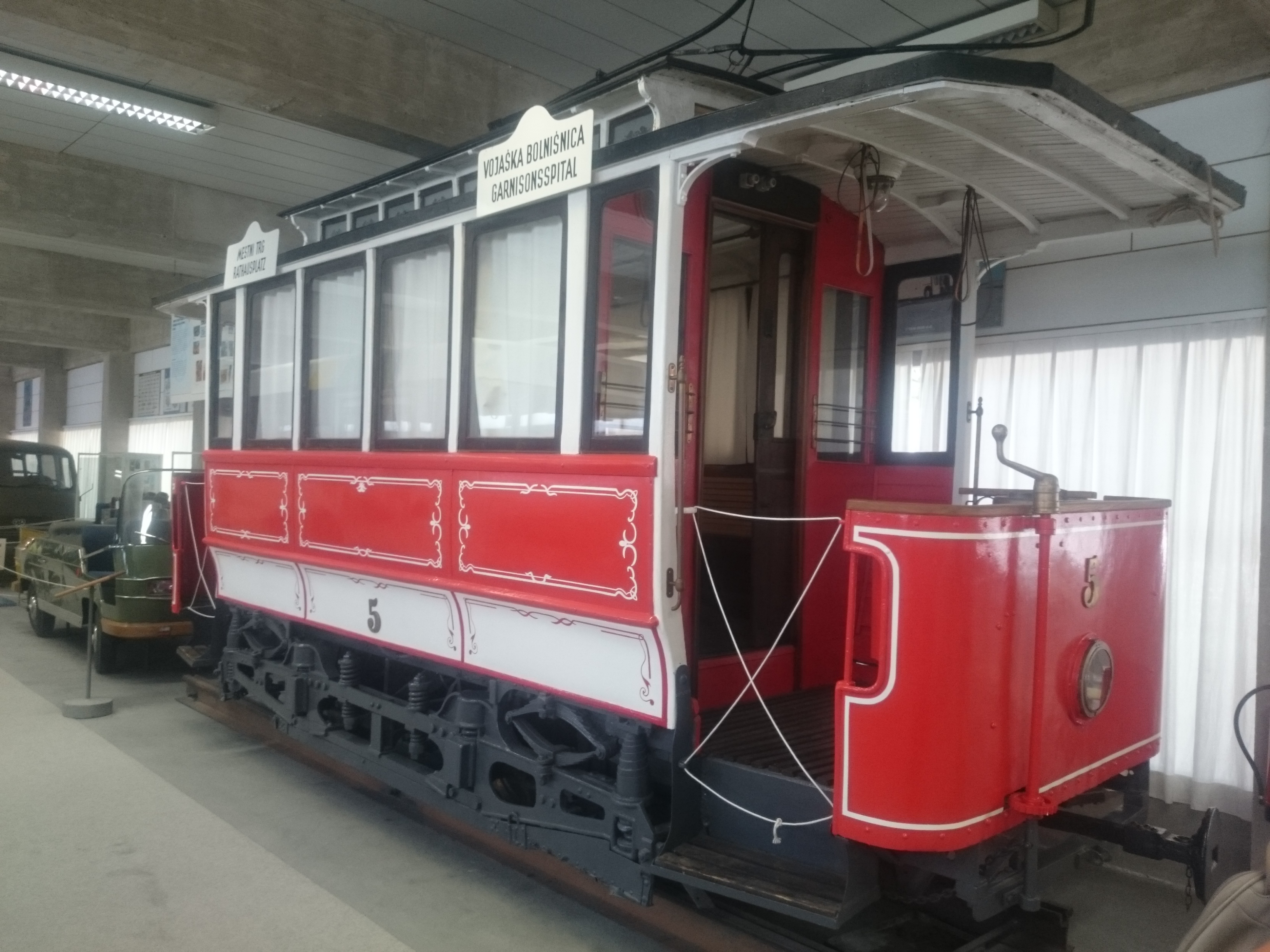
Wagen 5 der Straßenbahn Laibach (1901)
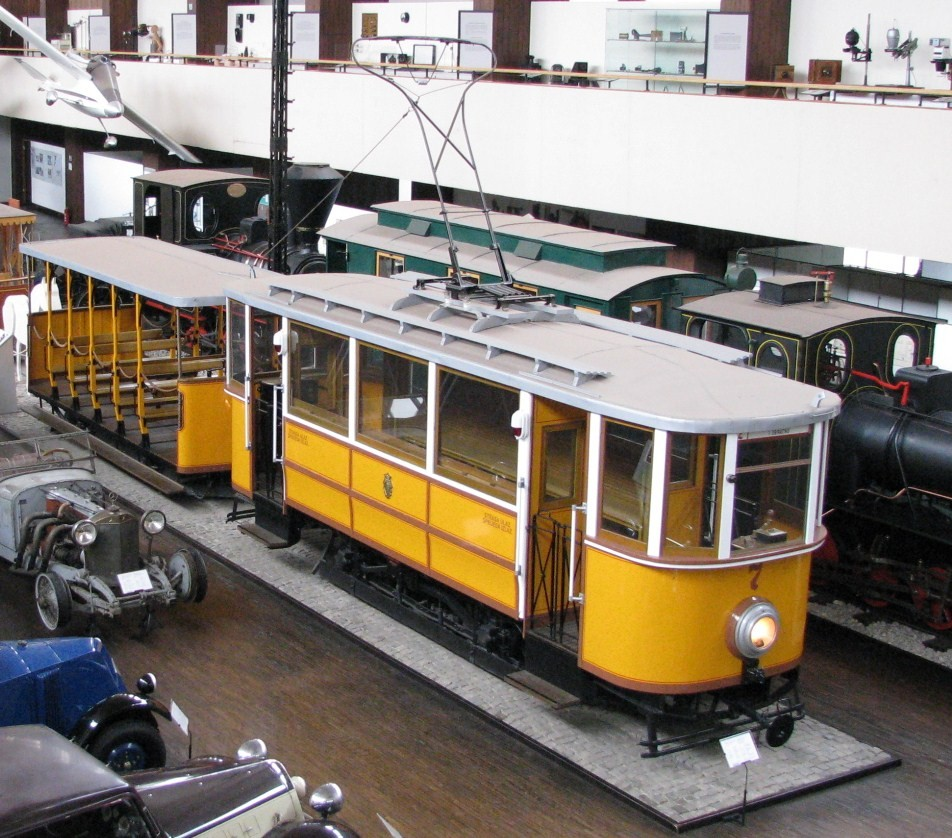
Triebwagen und Sommerbeiwagen der Straßenbahn Dubrovnik (1912)
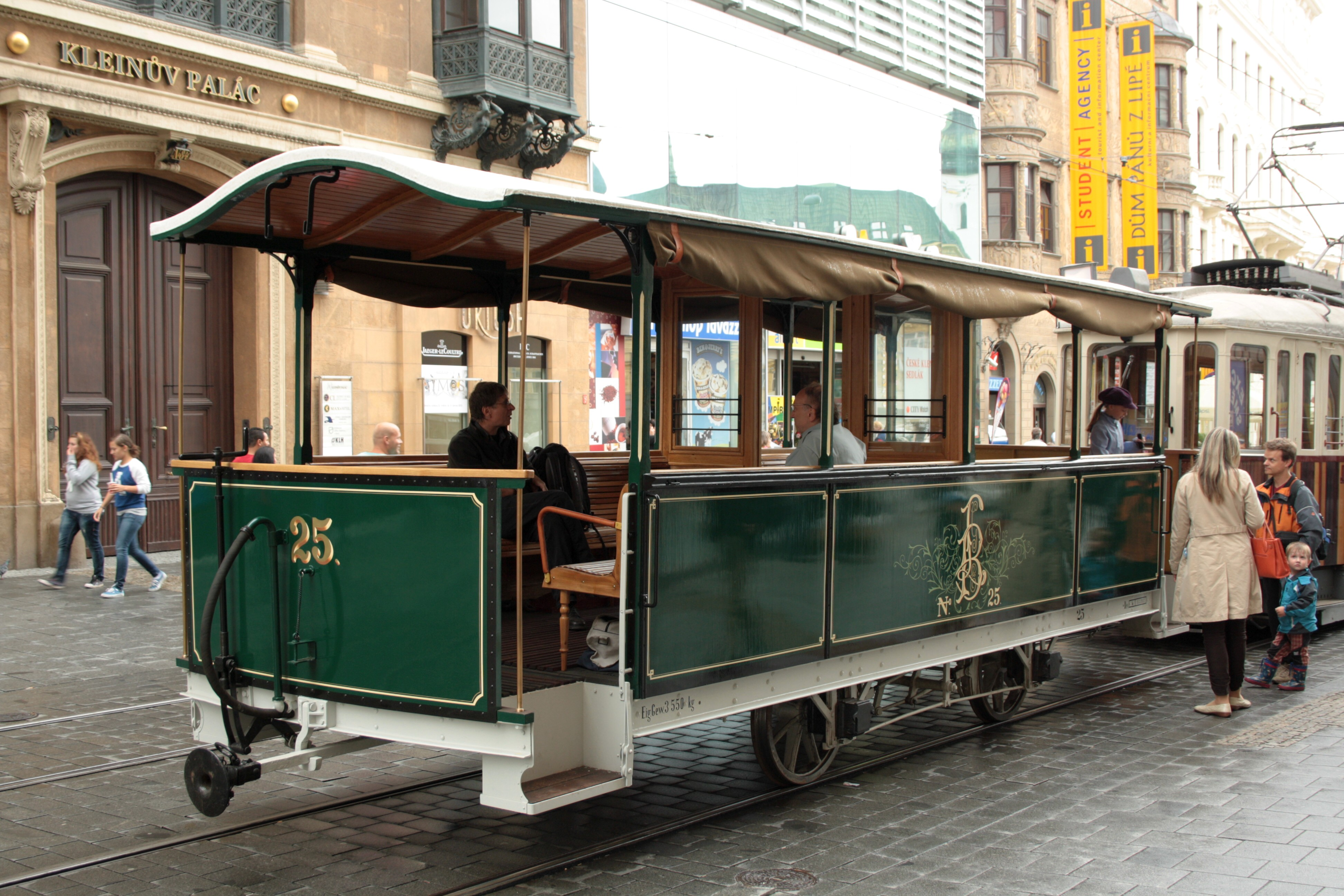
Sommerwagen Nr. 25 der Brünner Dampf-Straßenbahn (1890)
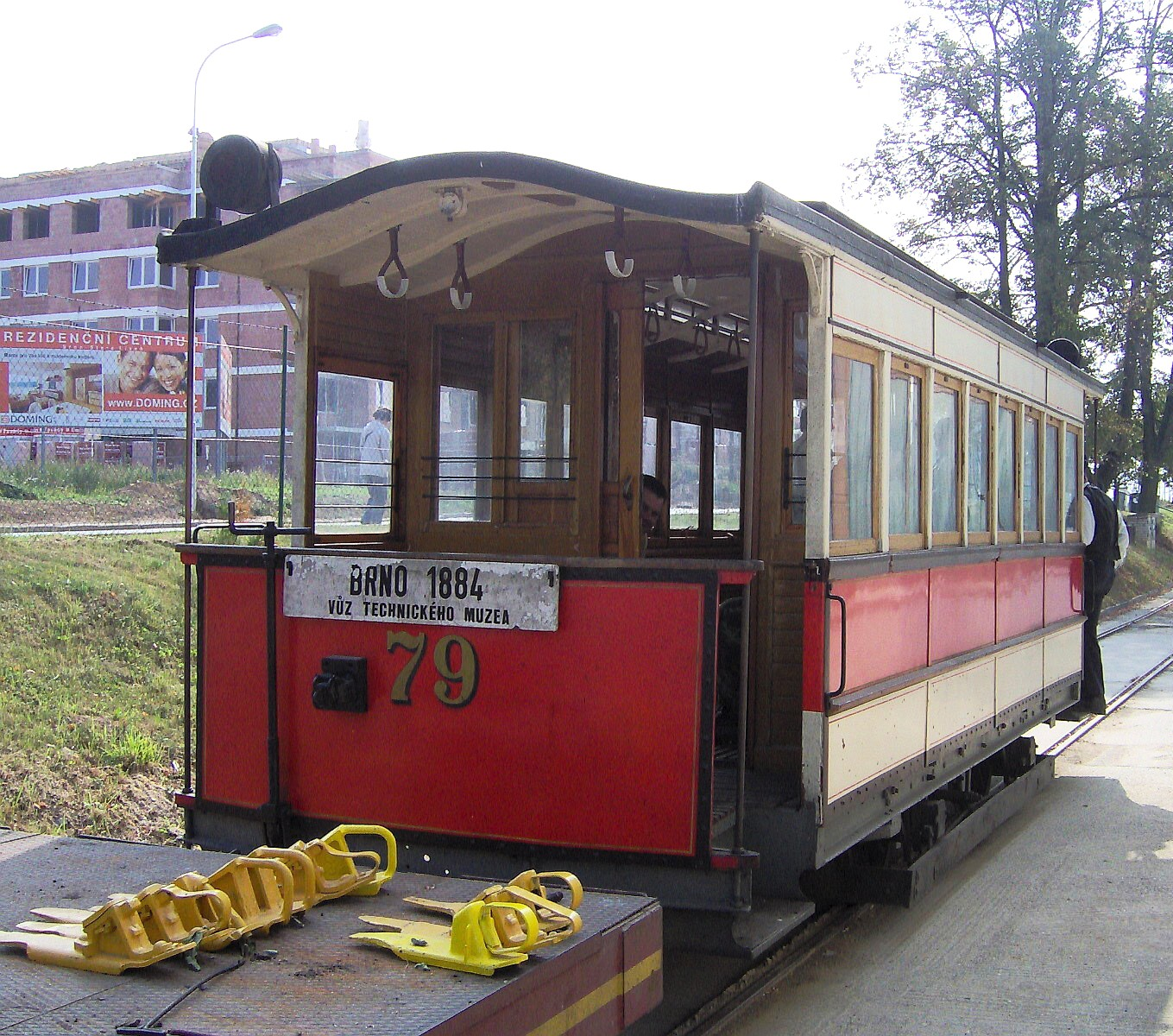
Dampftramway-Wagen Nr. 79 der Brünner Straßenbahn (1884)
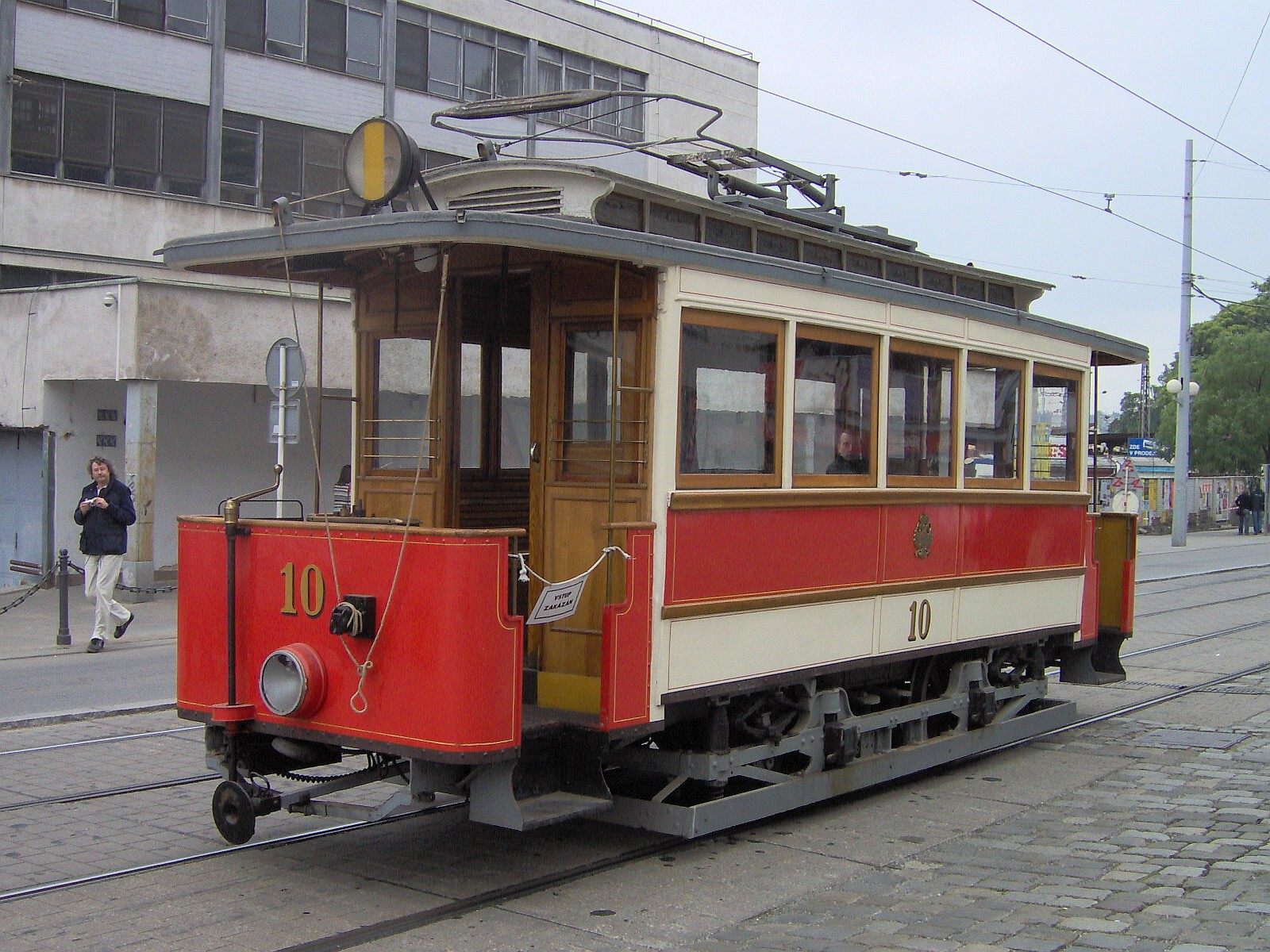
Triebwagen 10 der Straßenbahn Brünn (1899)
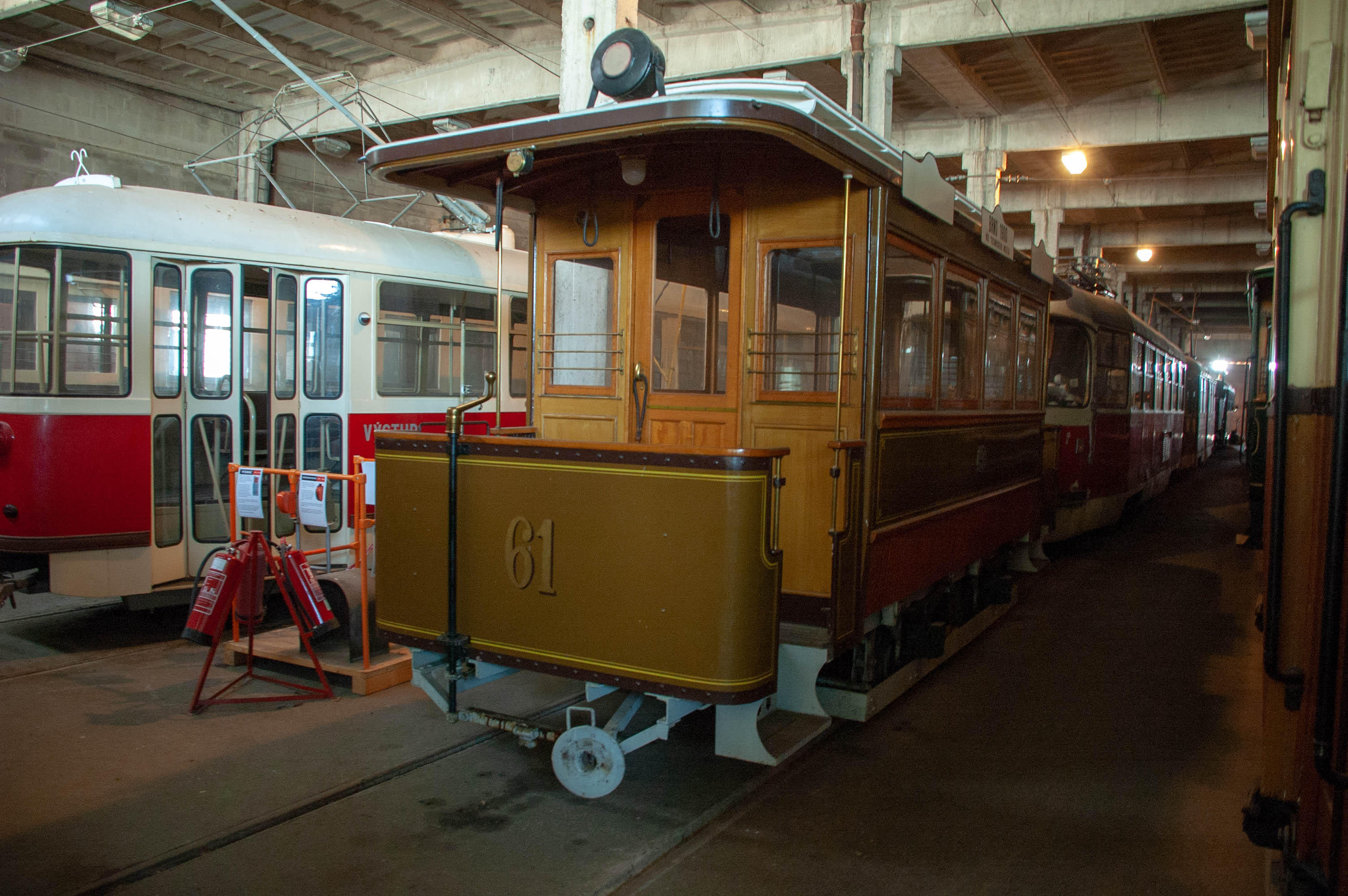
Brünner Beiwagen 61 (1899)
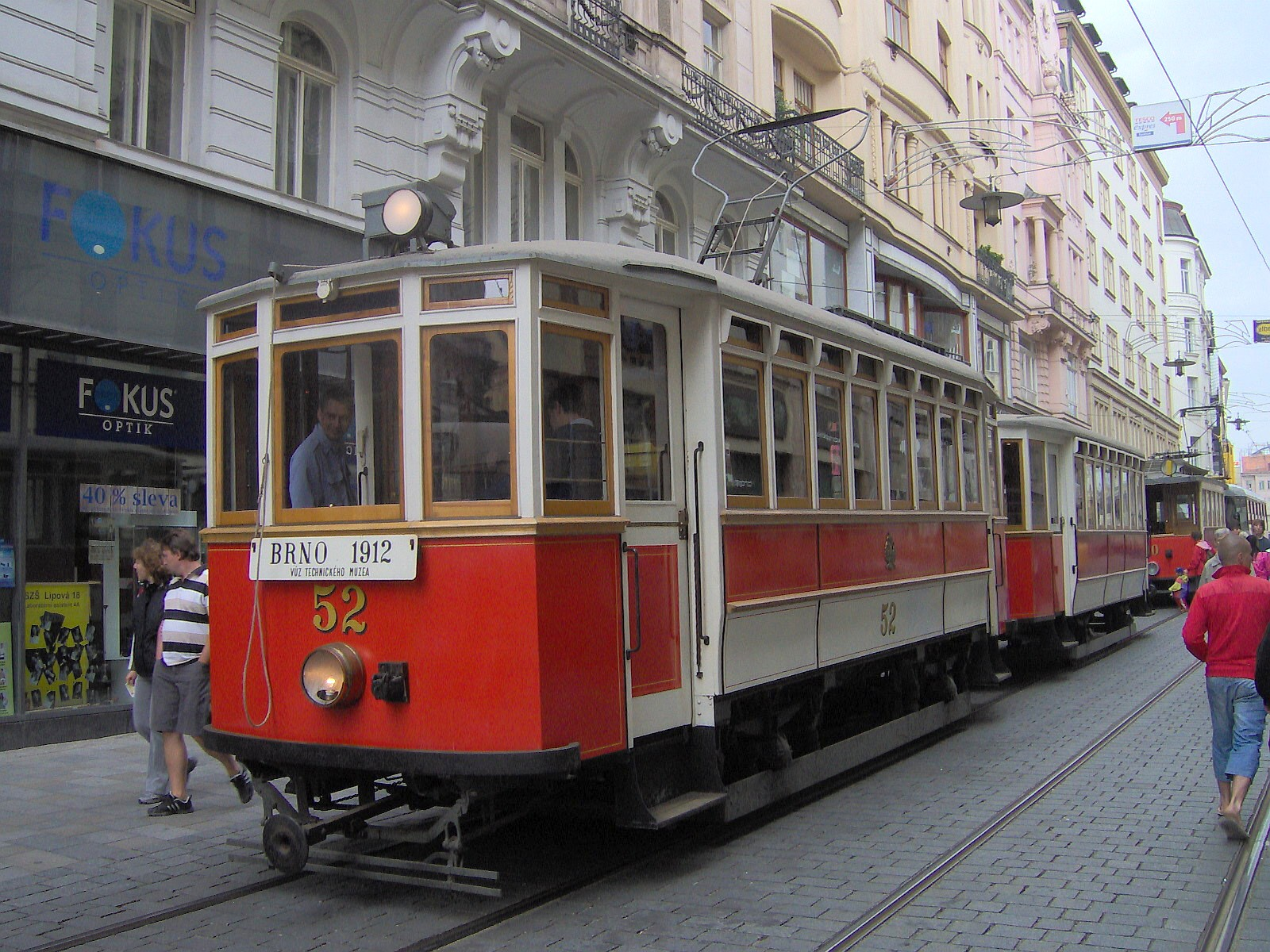
Triebwagen 52 der Brünner Straßenbahn (1912)
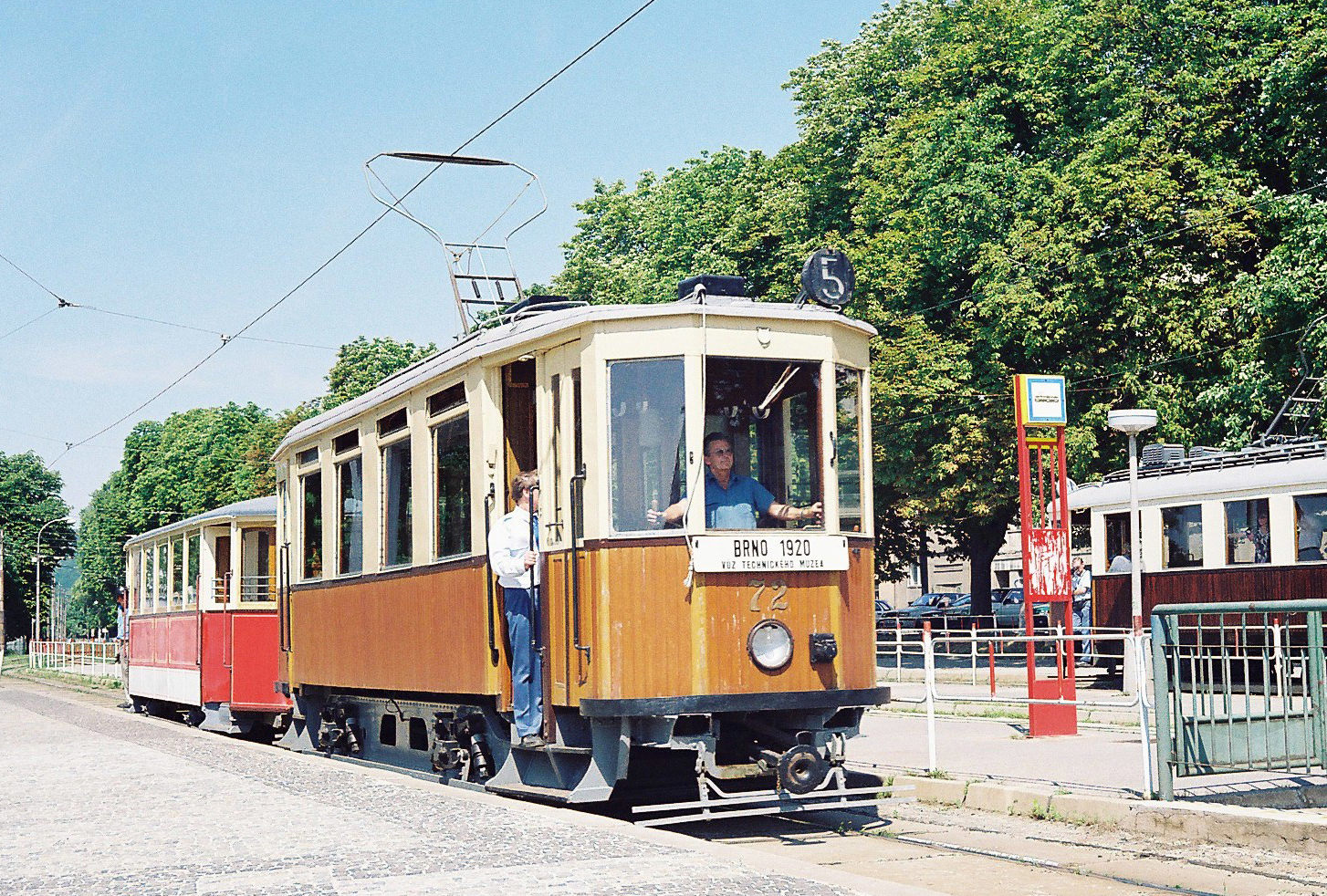
Der Brünner Triebwagen 72 (1920), ähnlich Wiener Type K
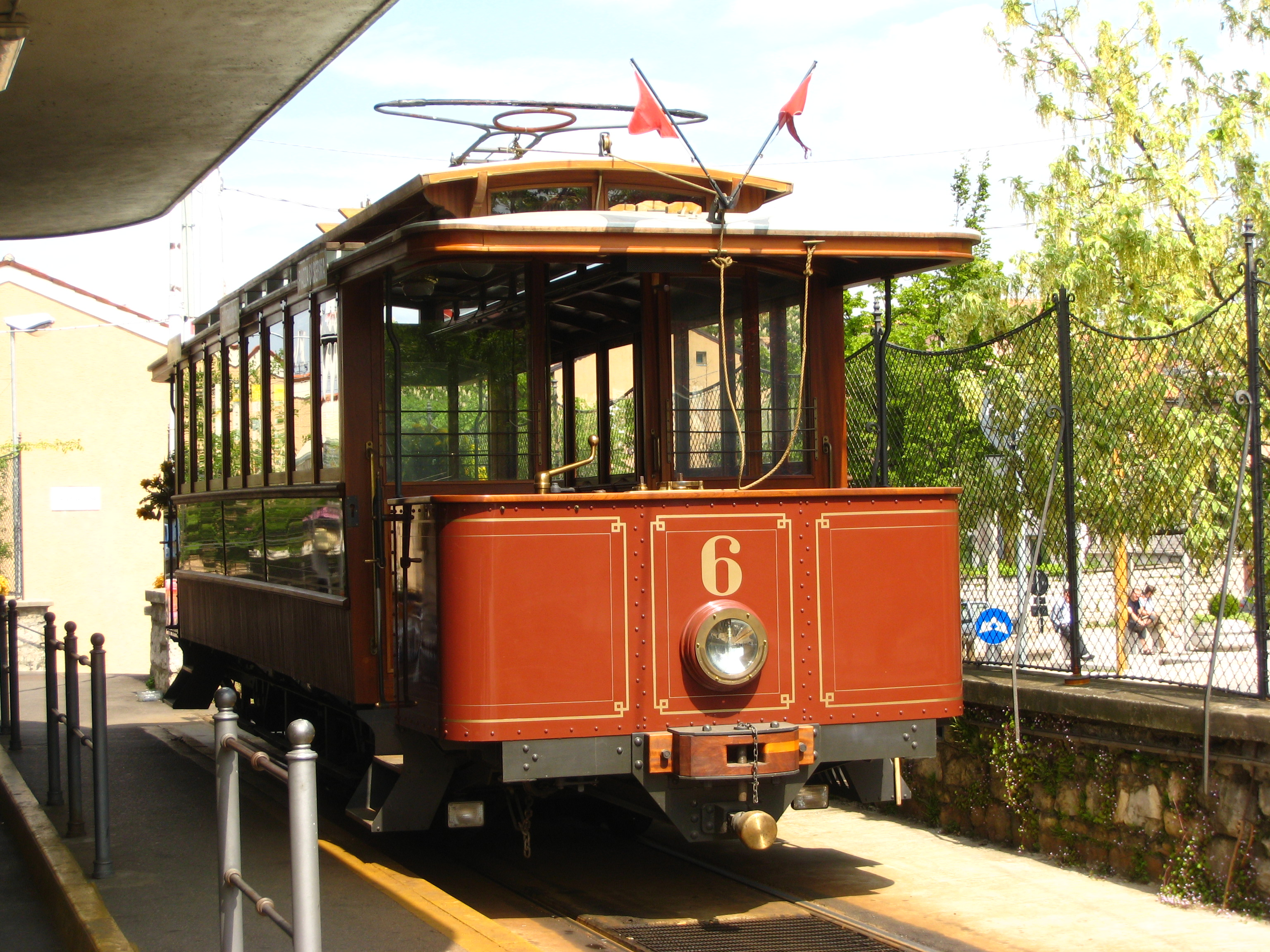
Triebwagen 6 der Straßenbahn Triest-Opicina (1902)
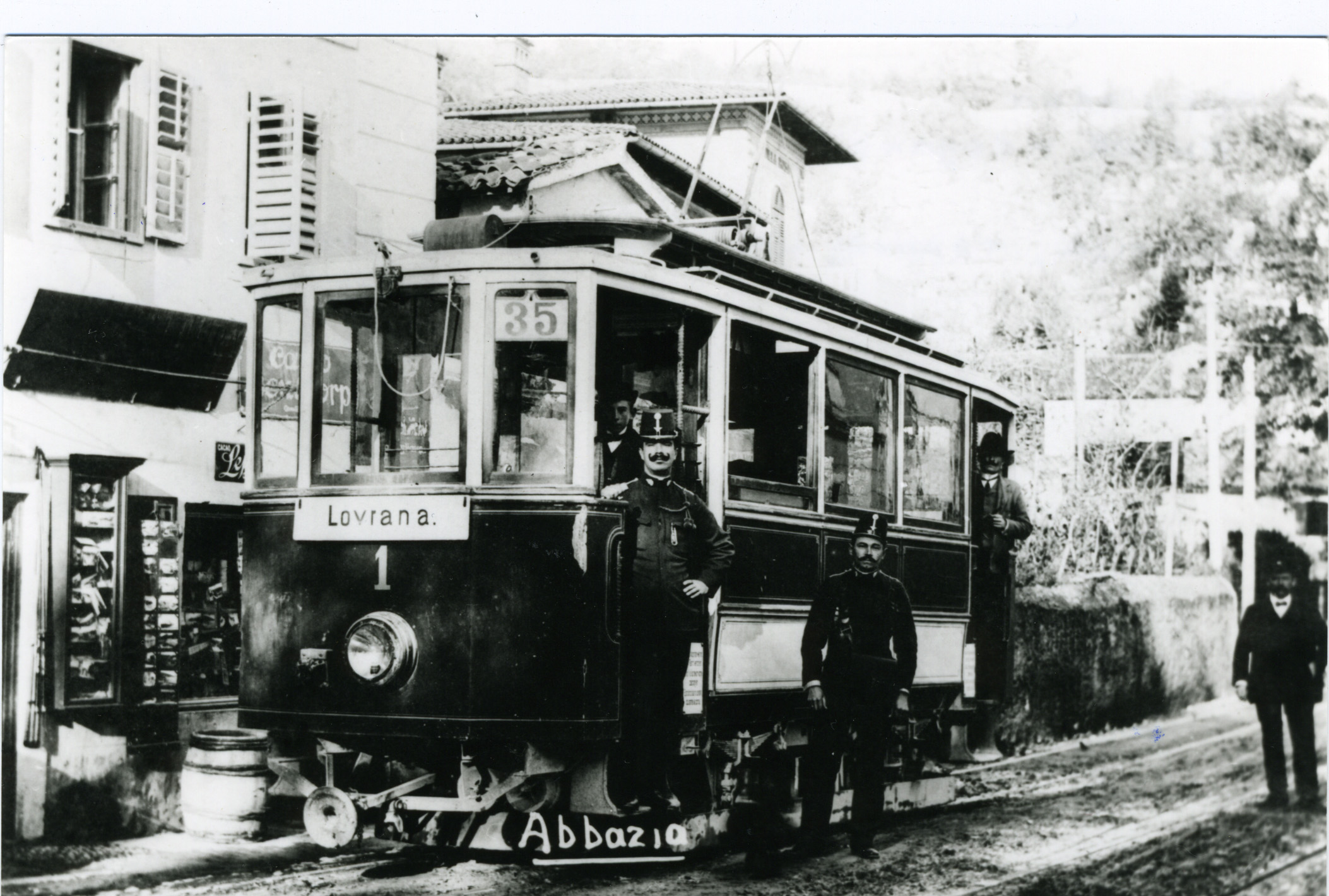
Triebwagen 1 der Straßenbahn Abbazia (1908)
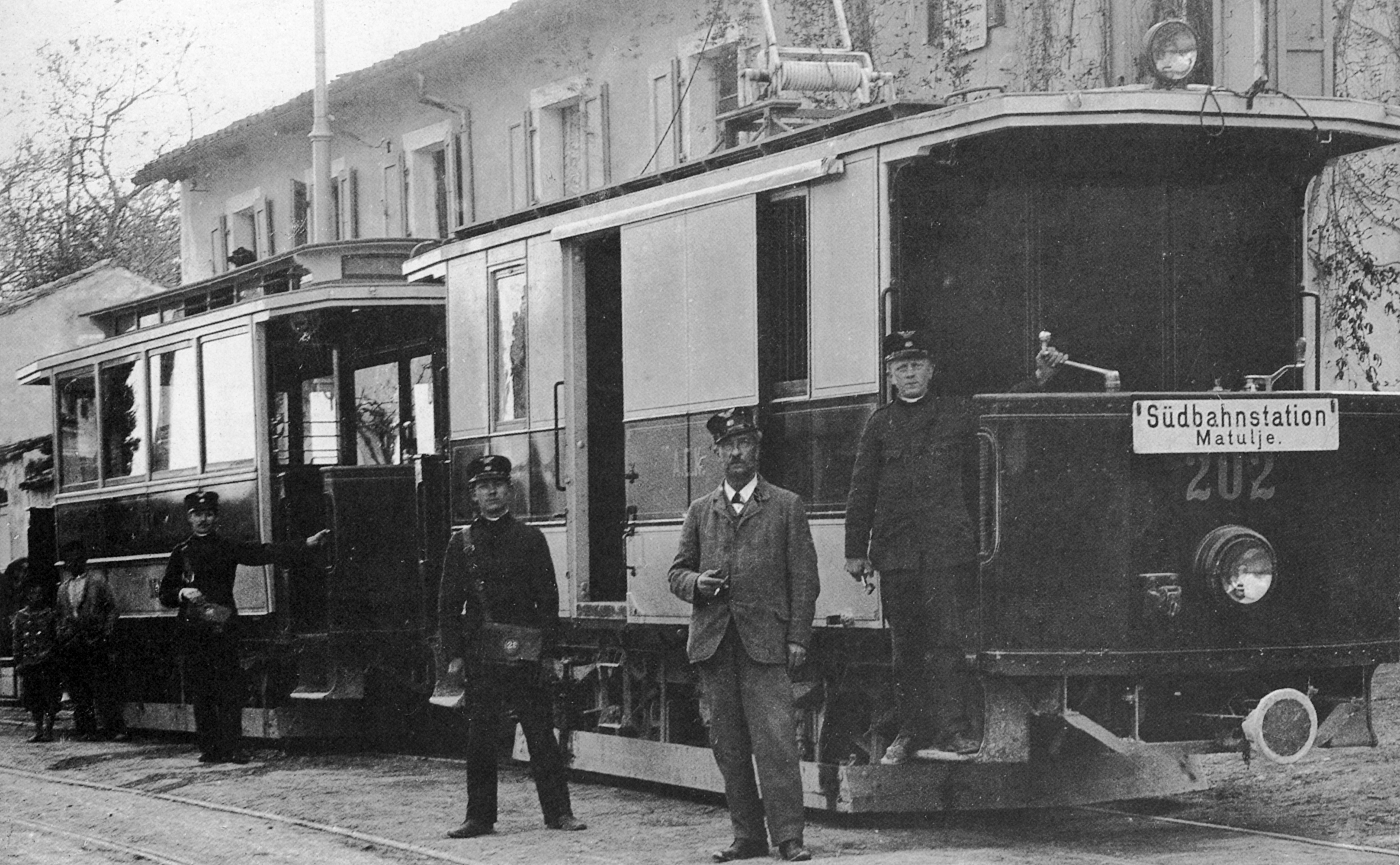
Gepäck- und Posttriebwagen 202 der Straßenbahn Abbazia (1908)
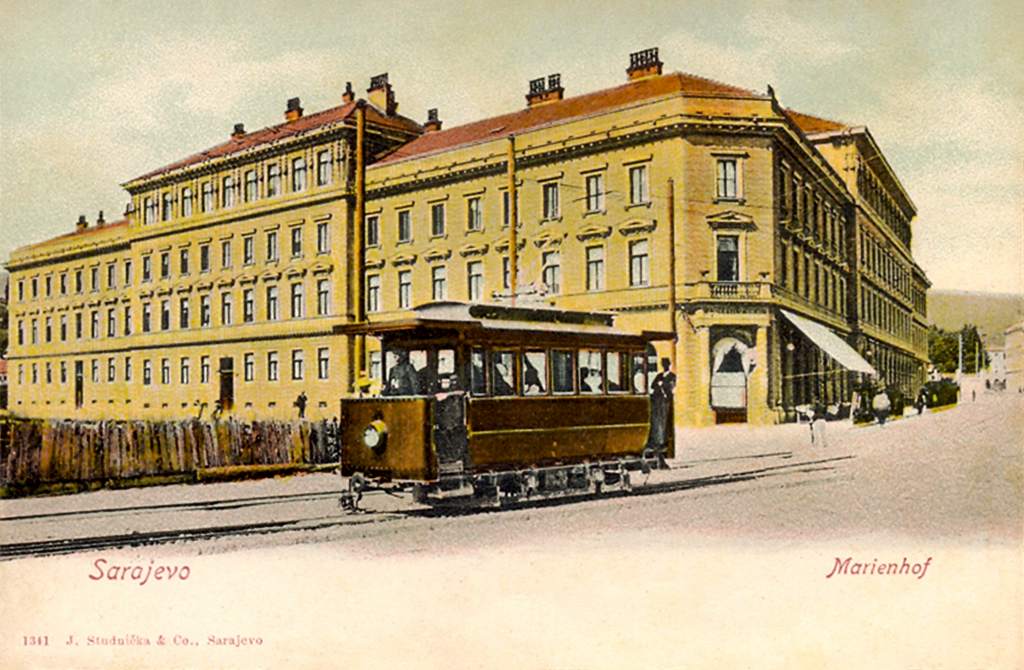
Triebwagen der Straßenbahn Sarajewo (1895)
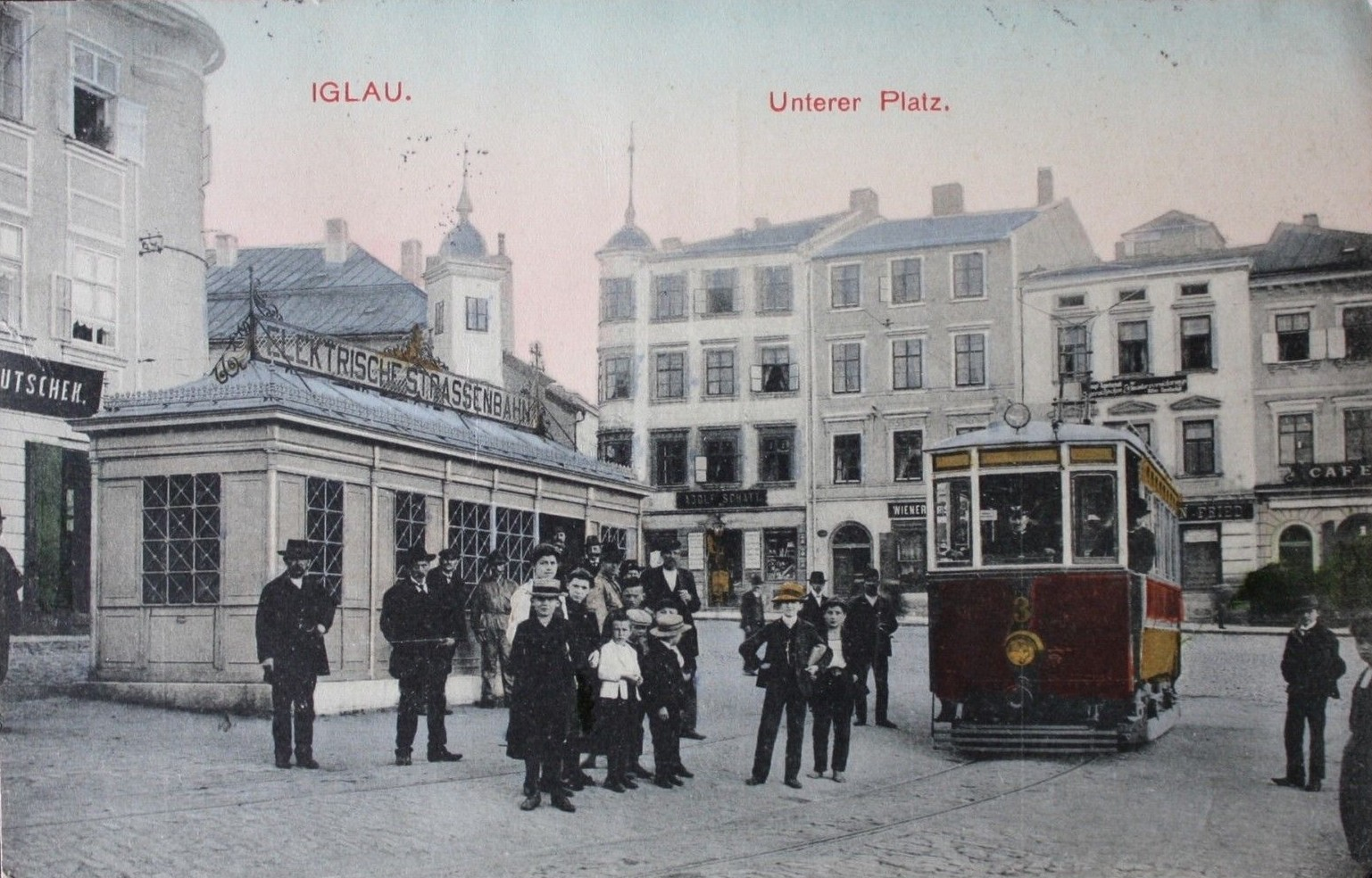
Triebwagen der Straßenbahn Iglau (1909)
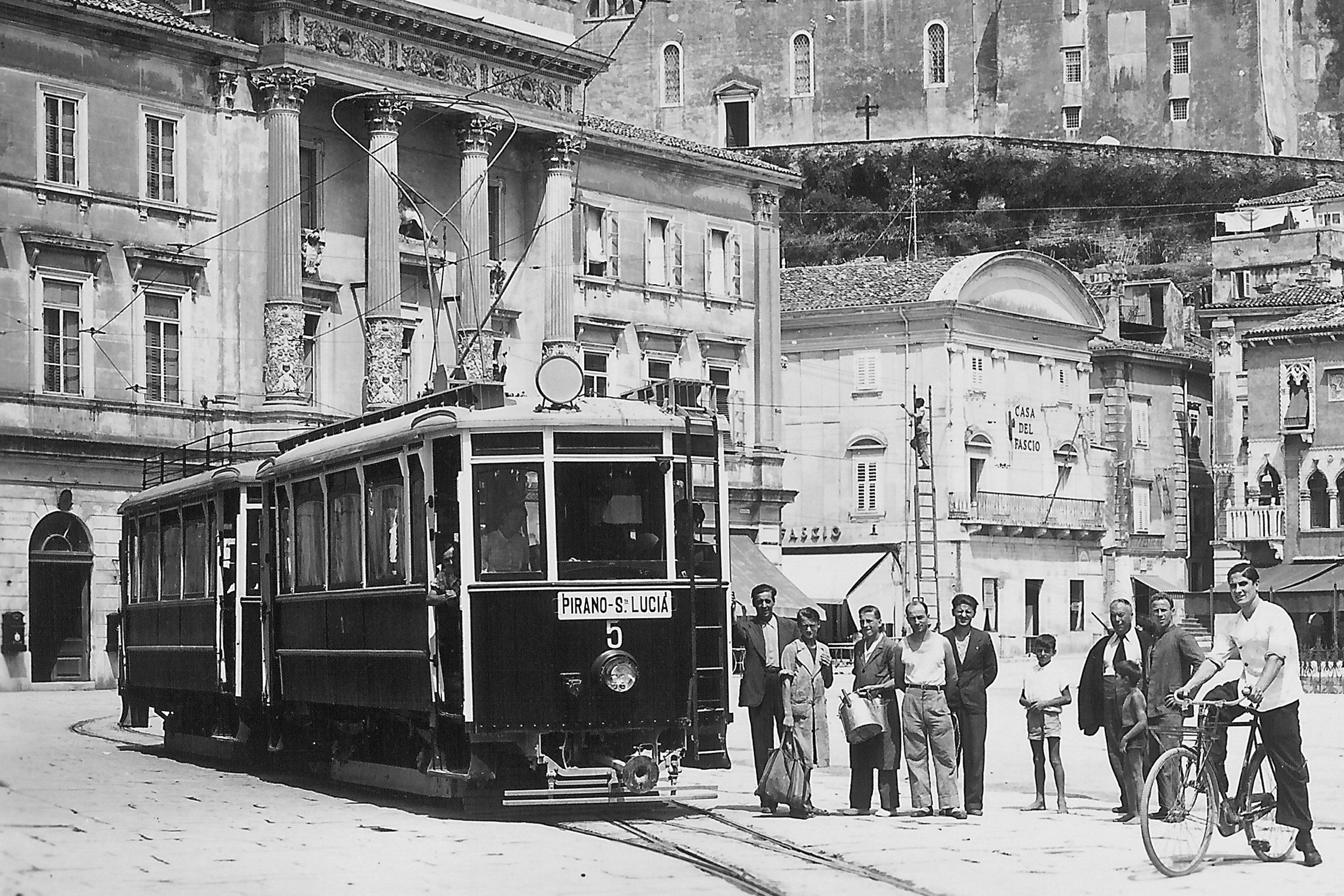
Trieb- und Beiwagen der Straßenbahn Pirano - Portorose (1912)
Triebwagen der Gablonzer Elektrischen Straßenbahn (erste Serie, 1900)
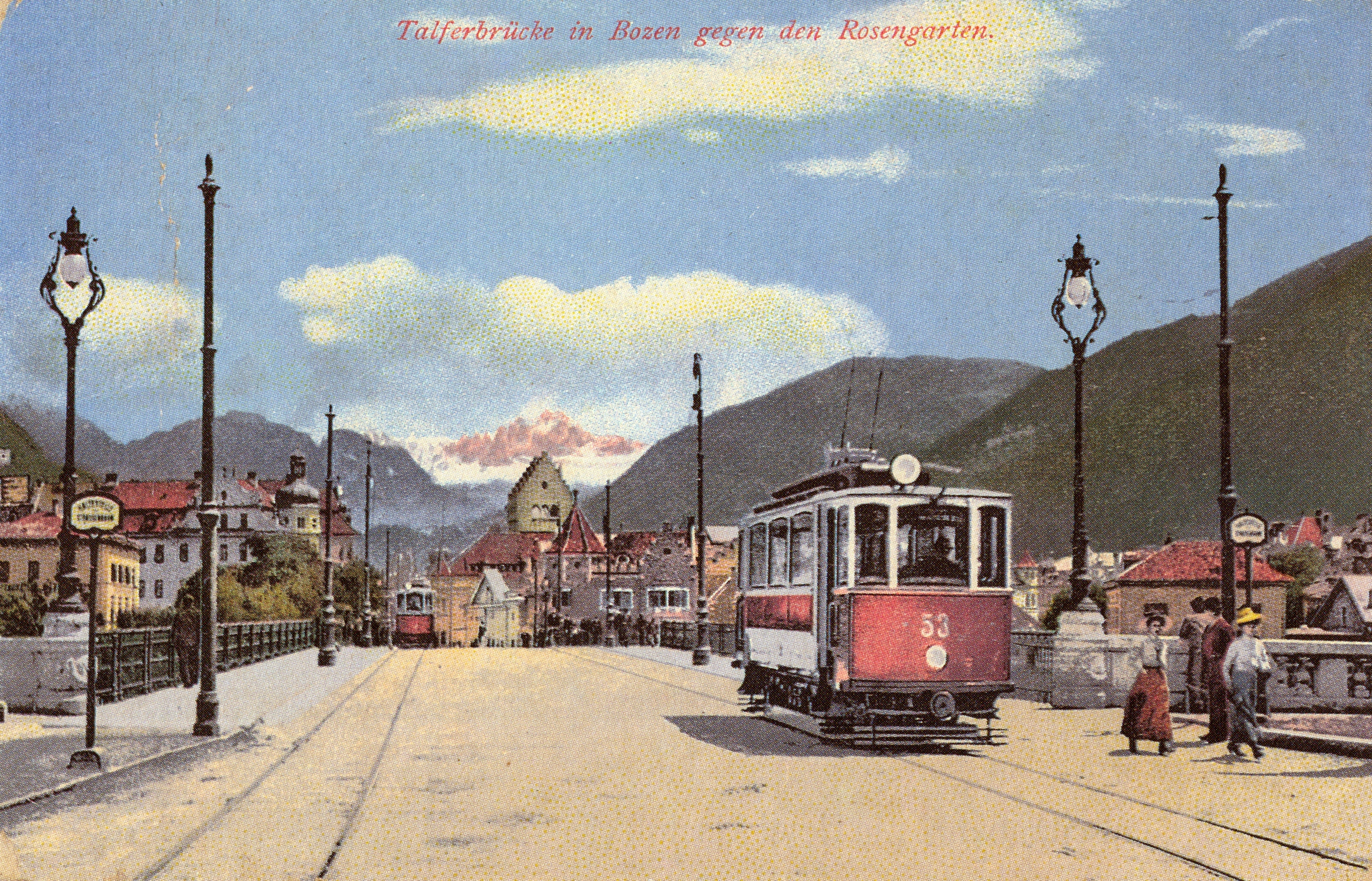
Triebwagen der Straßenbahn Bozen (1910), Wagen dieses Typs wurden u. A. auch nach Meran und Czernowitz geliefert
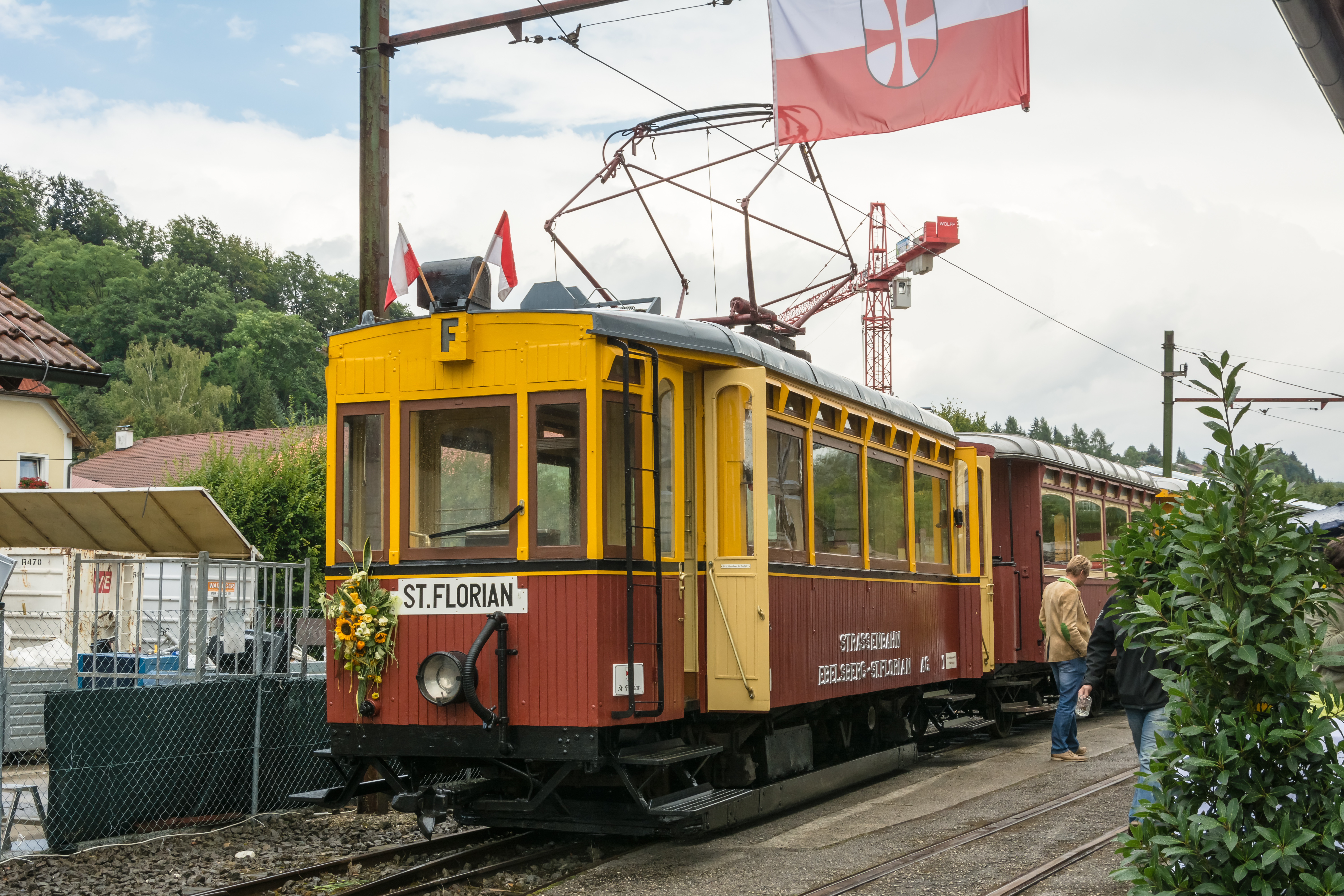
Triebwagen EM1 der Florianerbahn (1913), gleichartige Fahrzeuge liefen auch auf der Attergaubahn
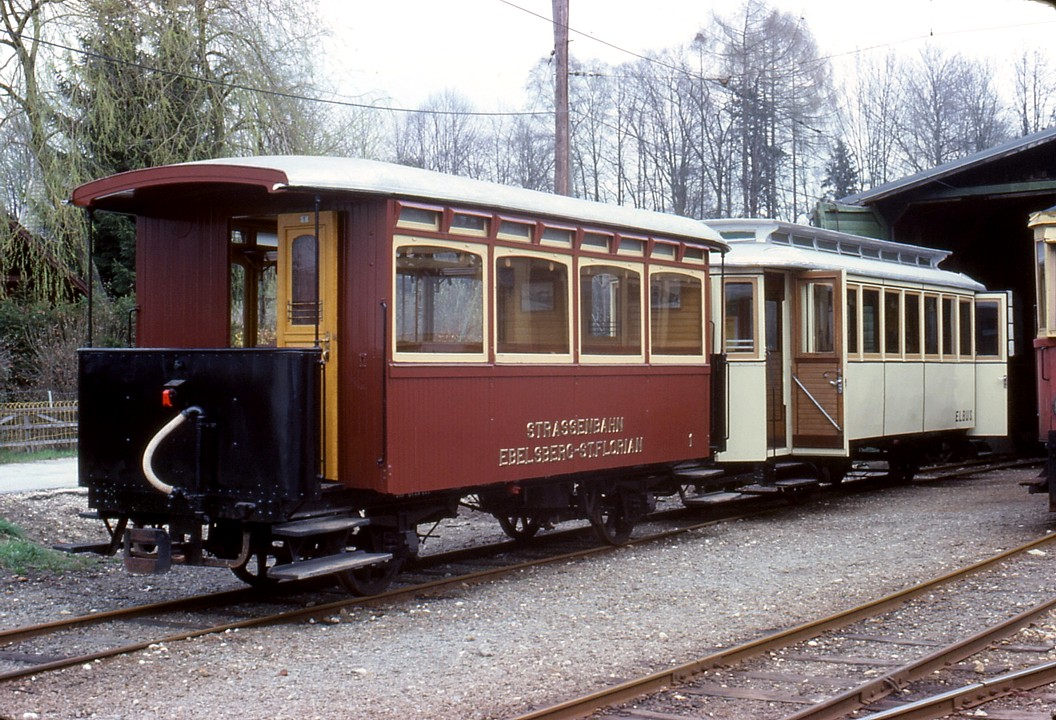
Beiwagen der Florianerbahn (1913) und ehemaliger Triebwagen der Straßenbahn Unterach-See am Mondsee (1907)
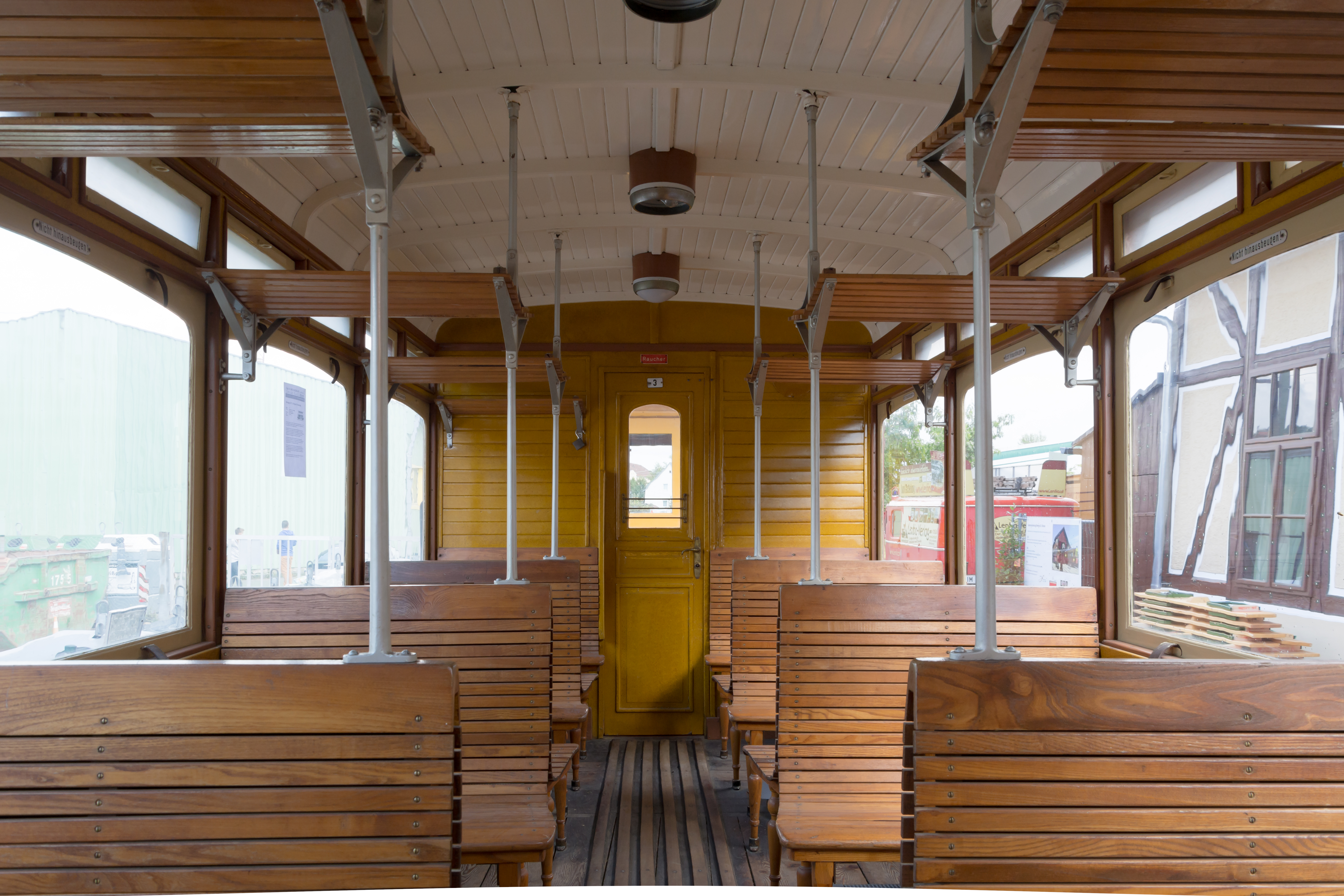
Innenraum des Florianerbahn-Beiwagens EP3 (1913)
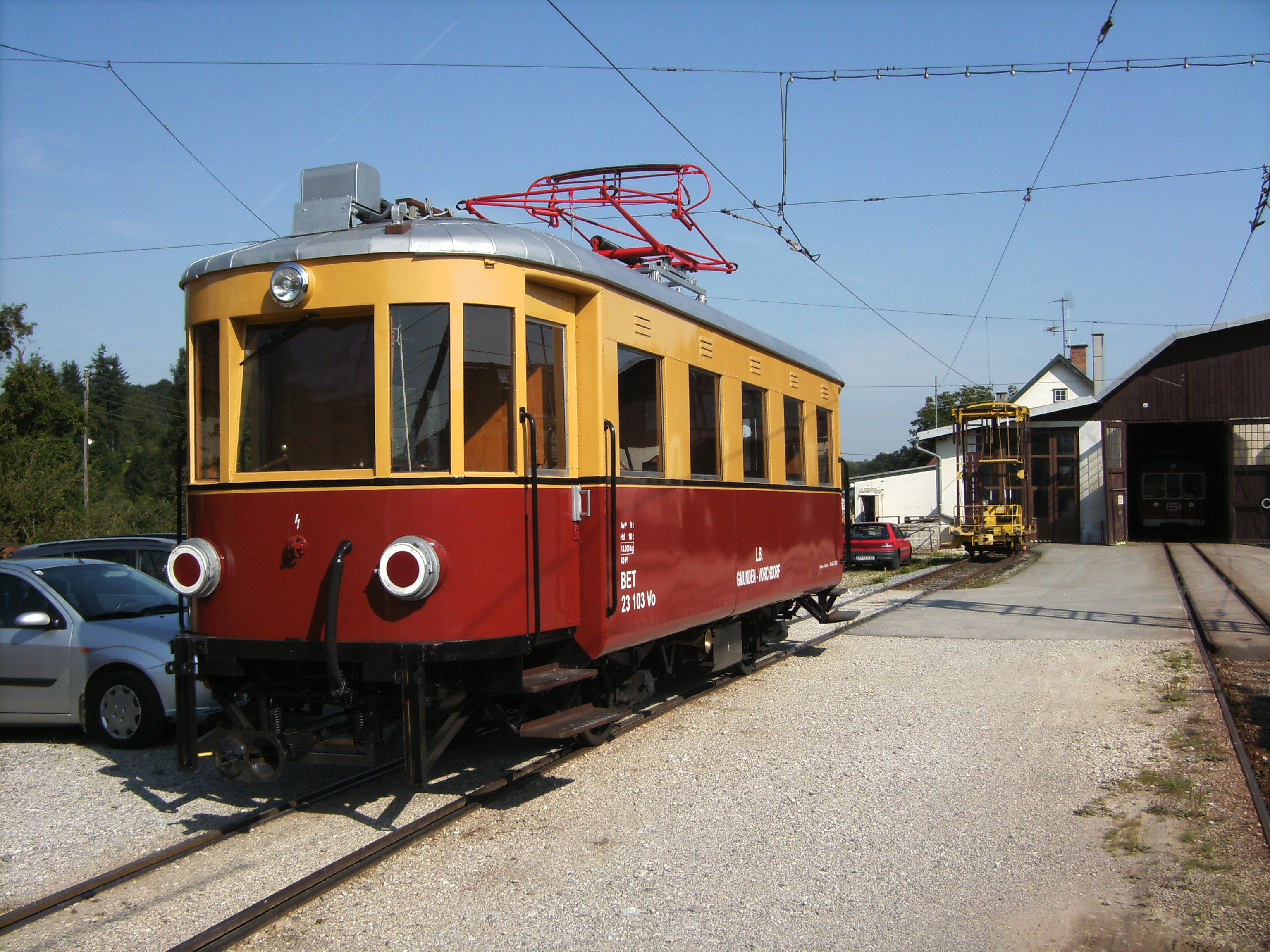
Triebwagen ET 23.103 der Traunseebahn (1921)
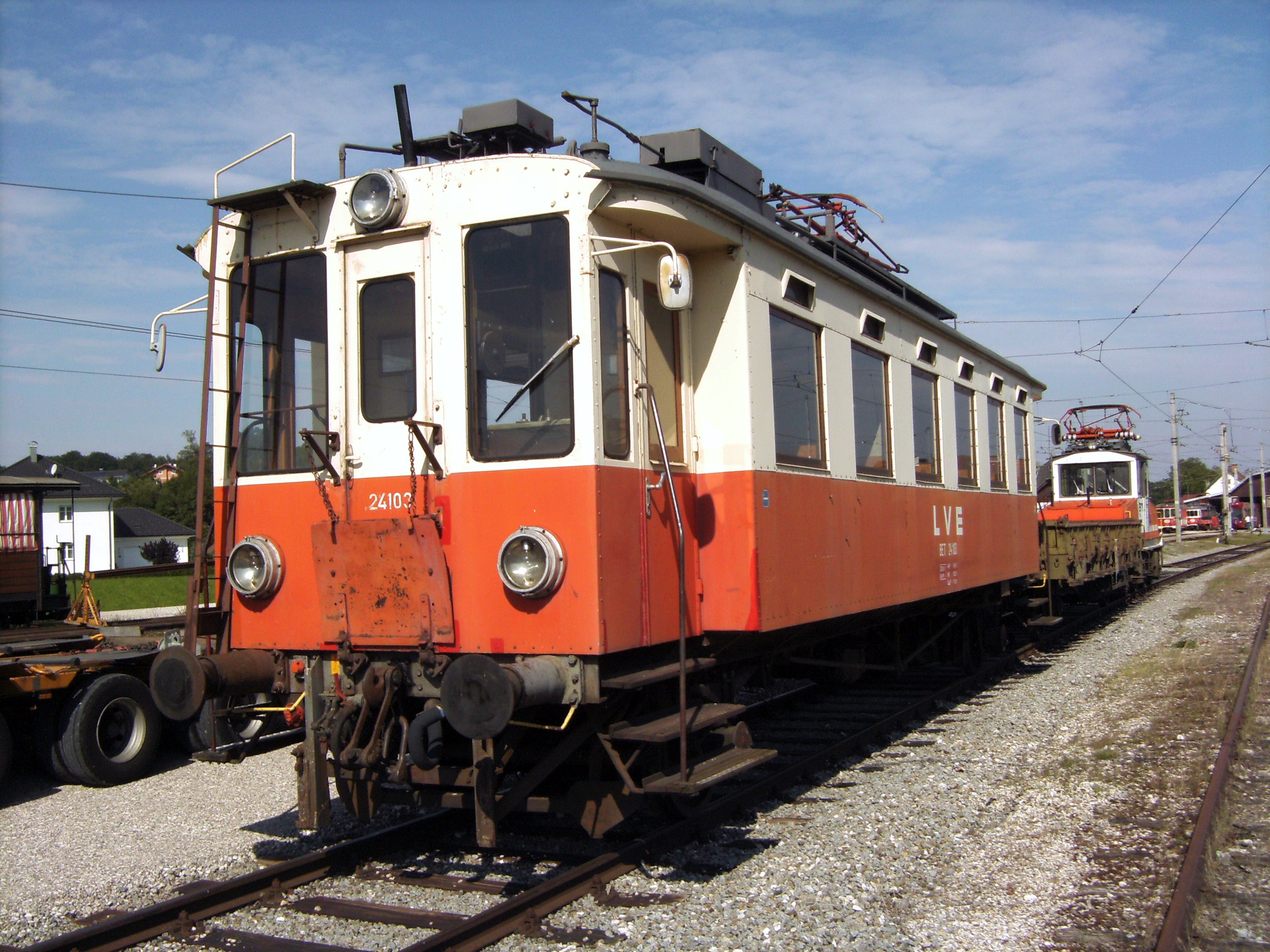
Triebwagen der Linzer Lokalbahn (1912)
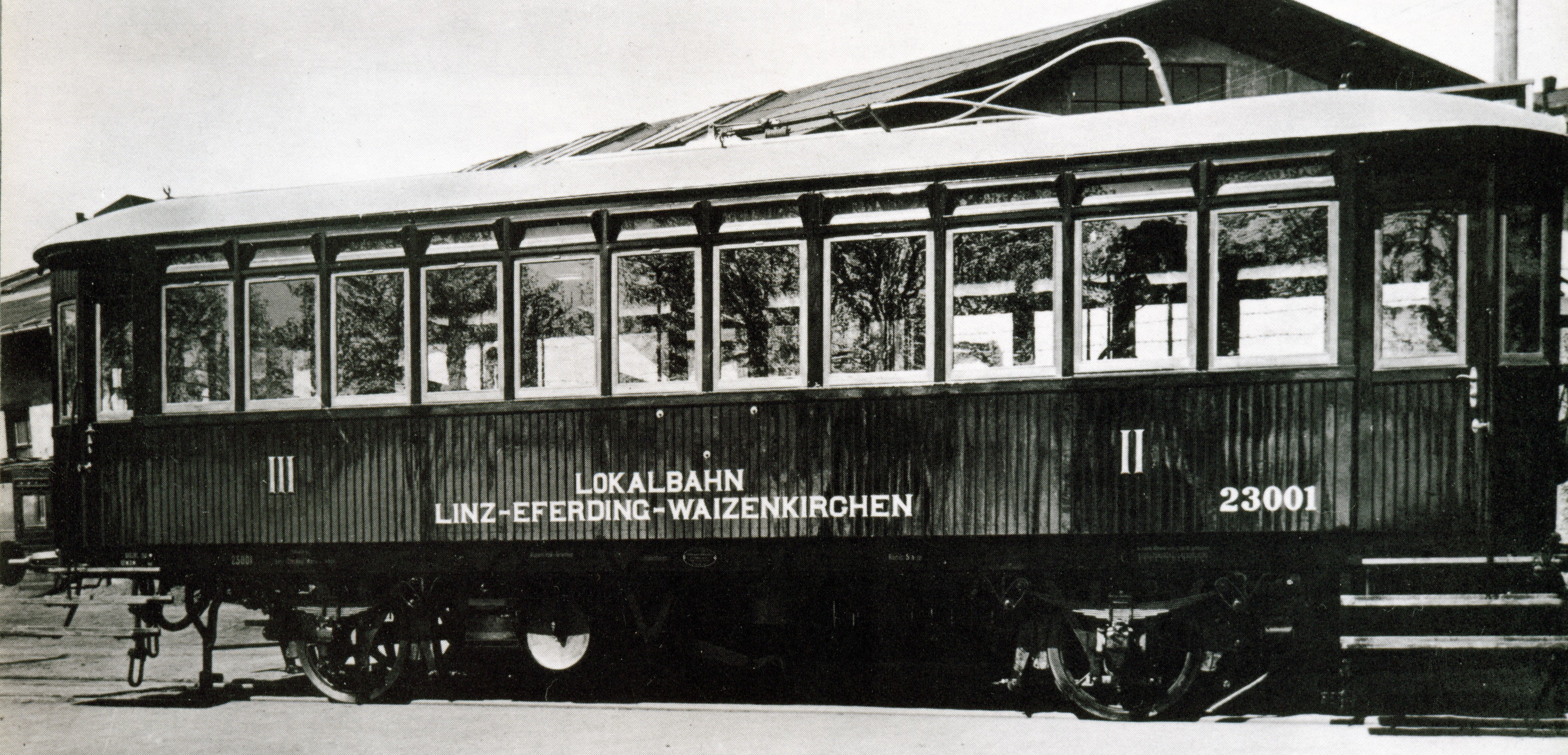
Nachgelieferten Triebwagen ET 23 001 der Linzer Lokalbahn (1921)
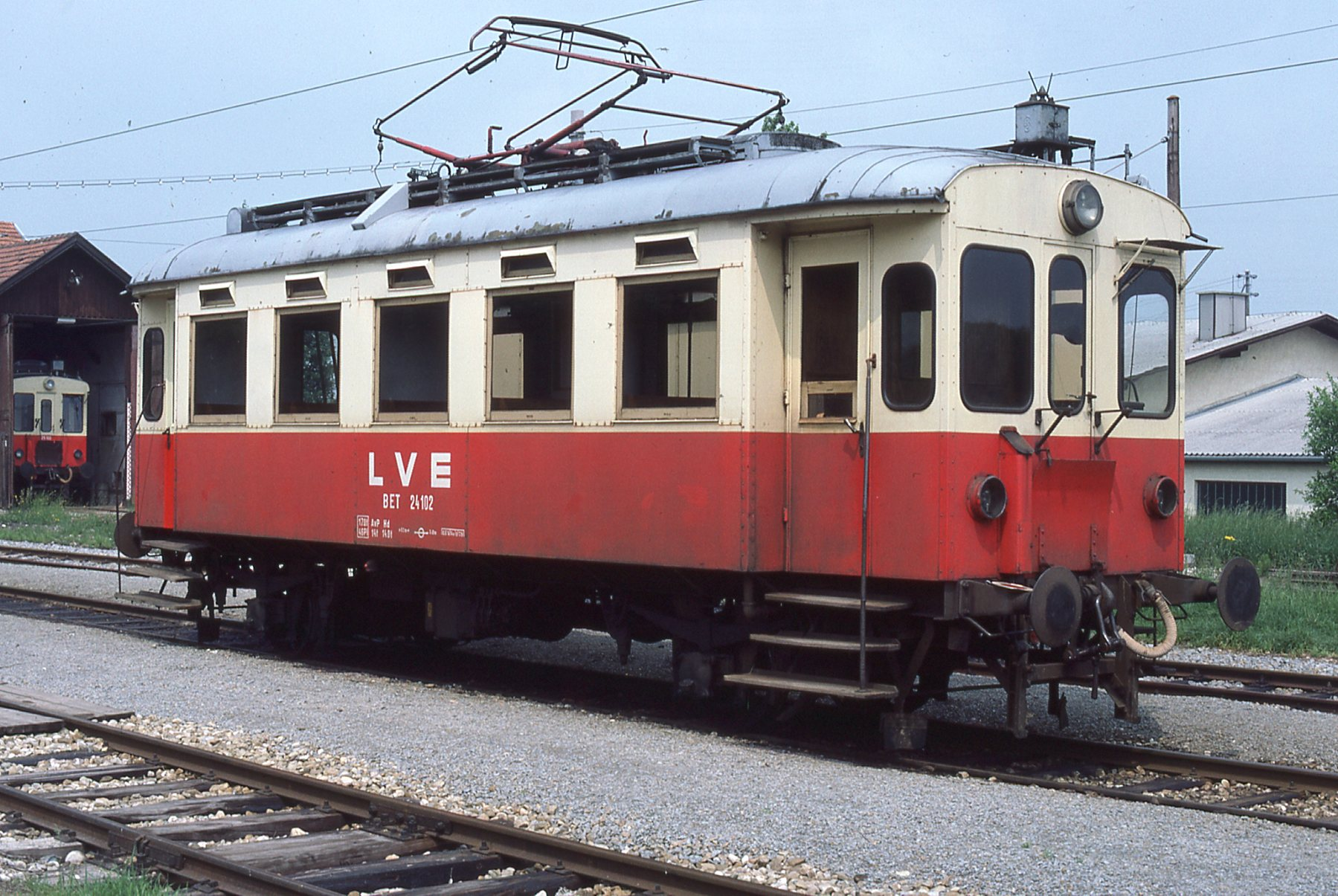
Triebwagen ET 24.102 der Lokalbahn Lambach-Vorchdorf (1931)
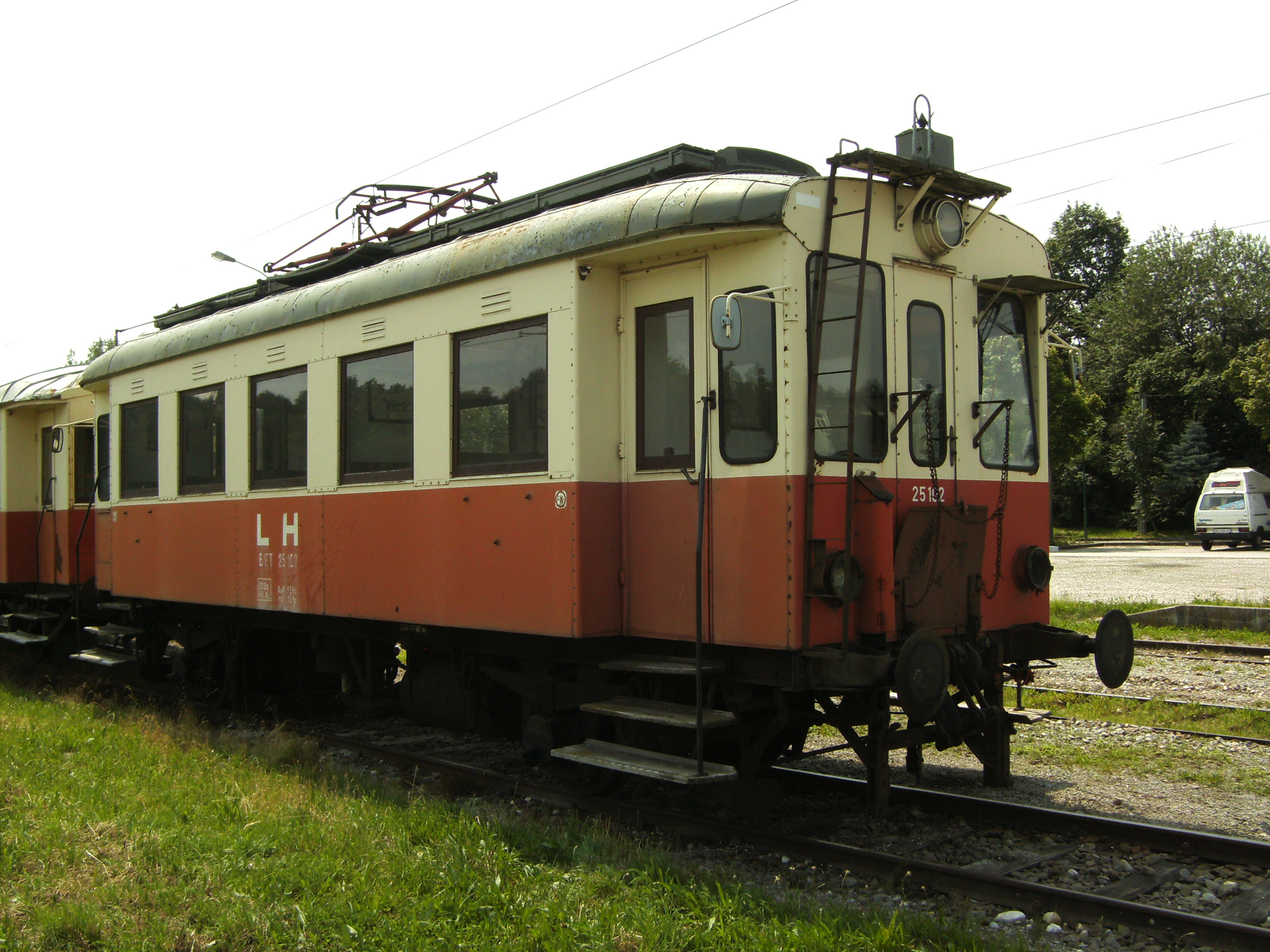
Triebwagen ET 25.102 der Haager Lies (1933)
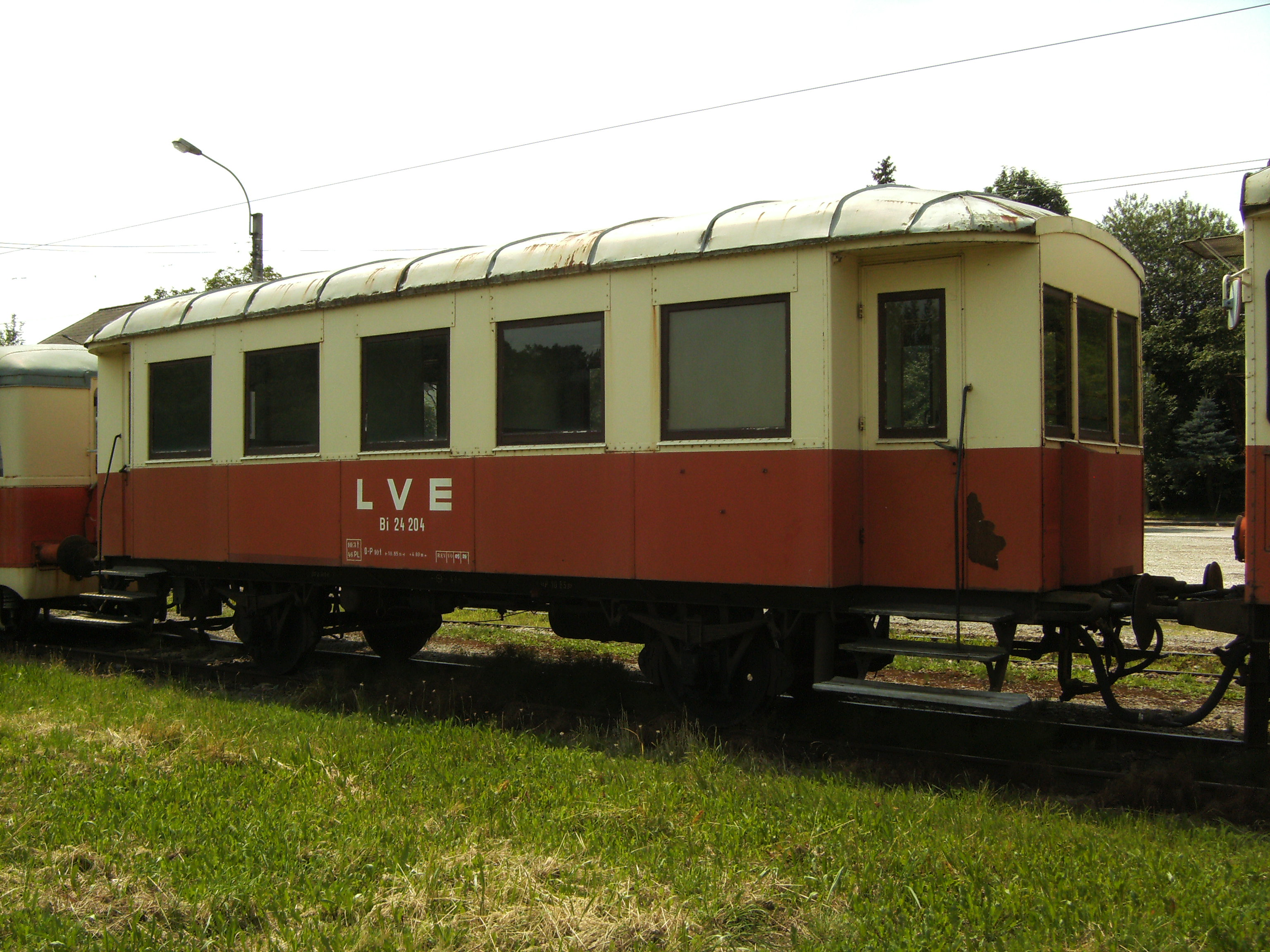
Beiwagen Bi 24.204 von Stern & Hafferl, ursprünglich Montafonerbahn (1905)
Triebwagen kkStB 20.0 der Montafonerbahn (1905)
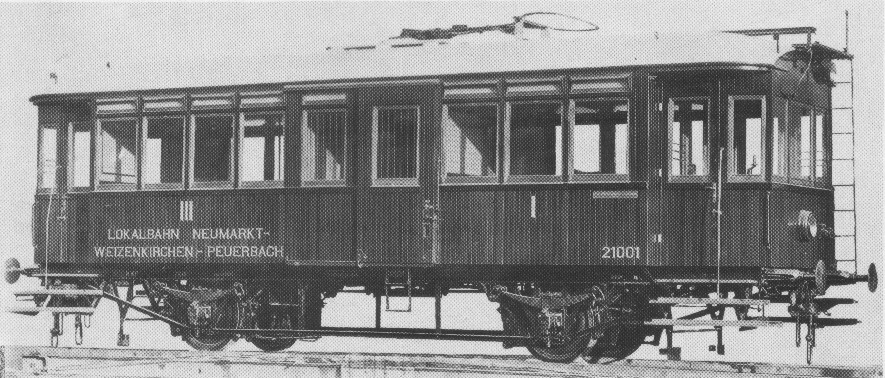
Triebwagen kkStB 21 001 der Lokalbahn NWP (1908)
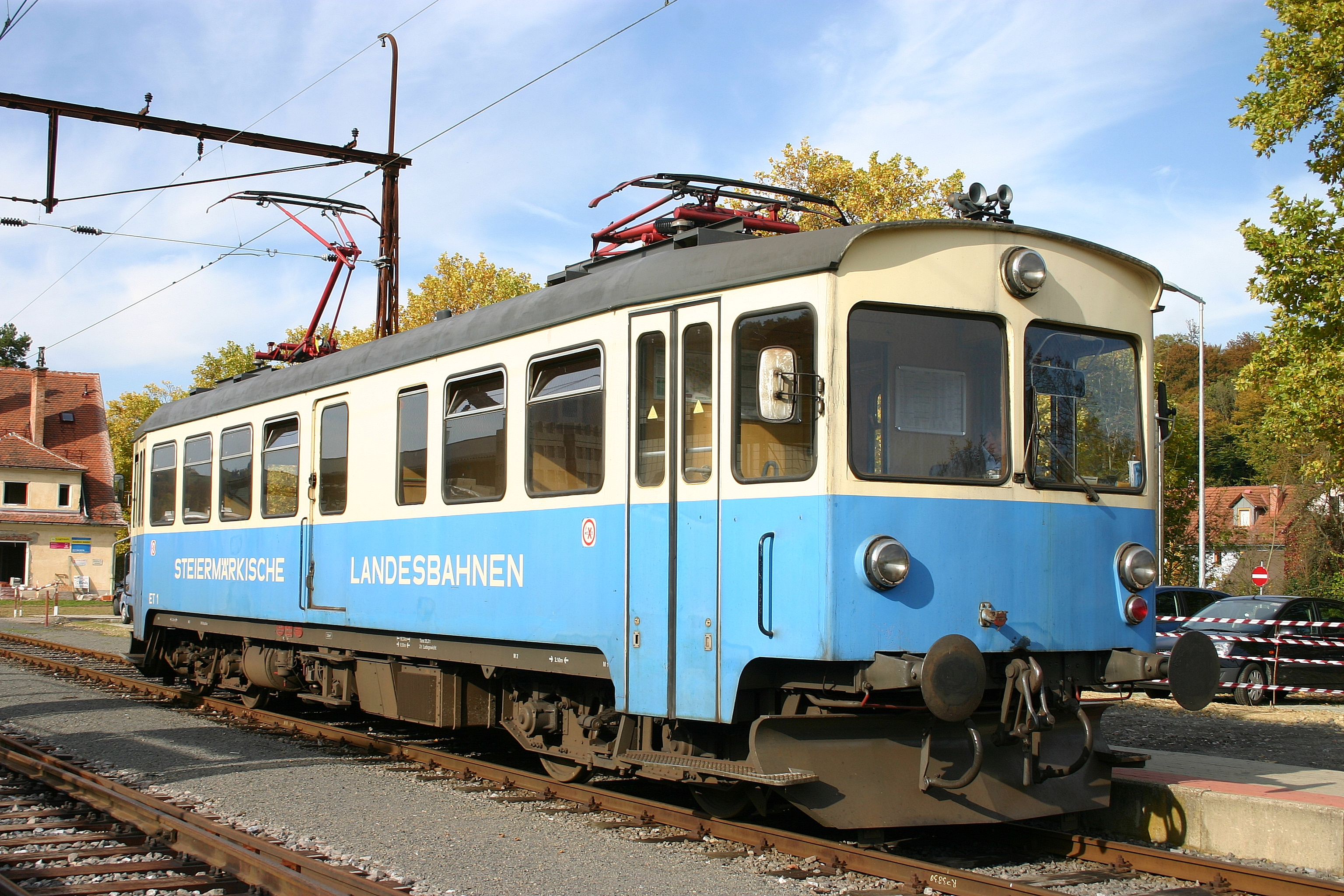
Der ET 1 der Landesbahn Feldbach - Bad Gleichenberg (1930)
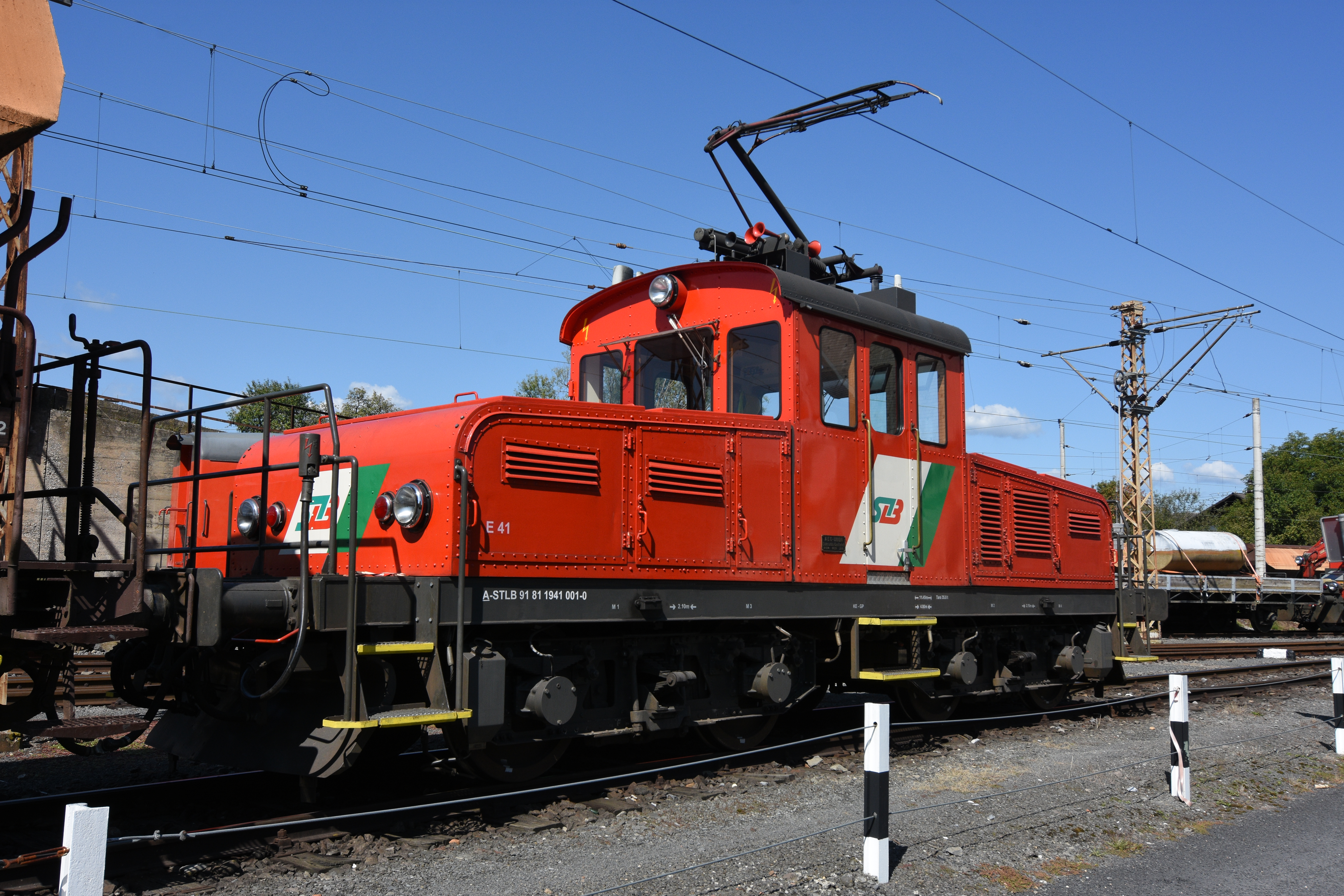
Die E41 der Gleichenberger Bahn (1931)
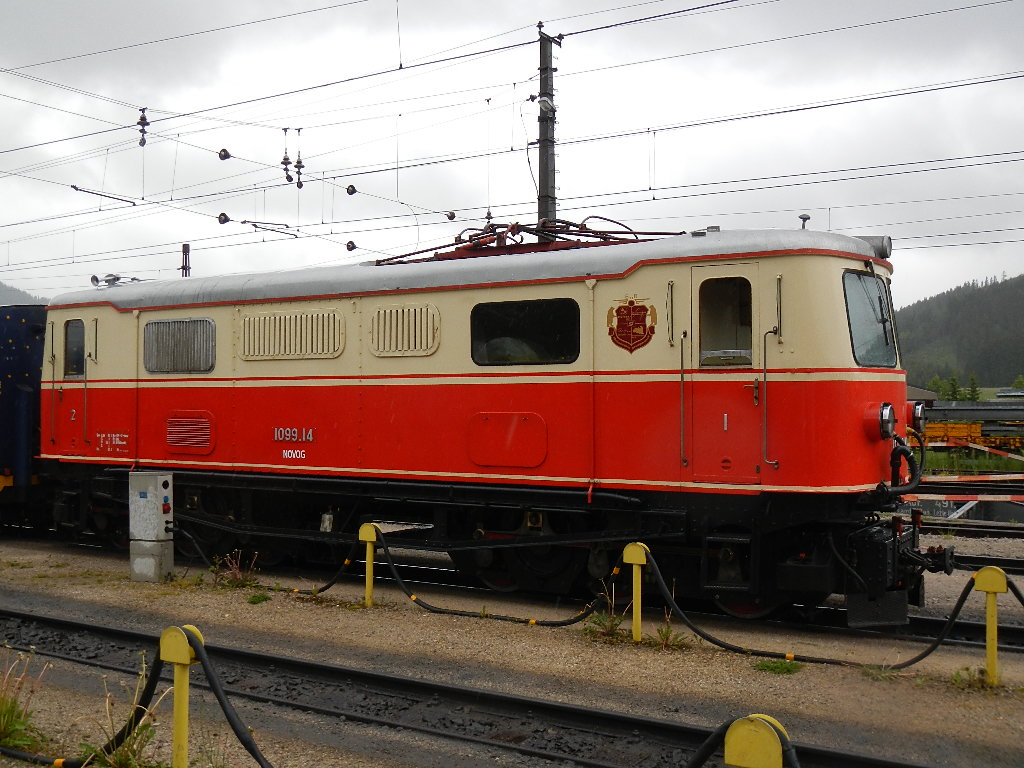
Lokomotive 1099.14 (NÖLB E 14) der Mariazellerbahn (1911)
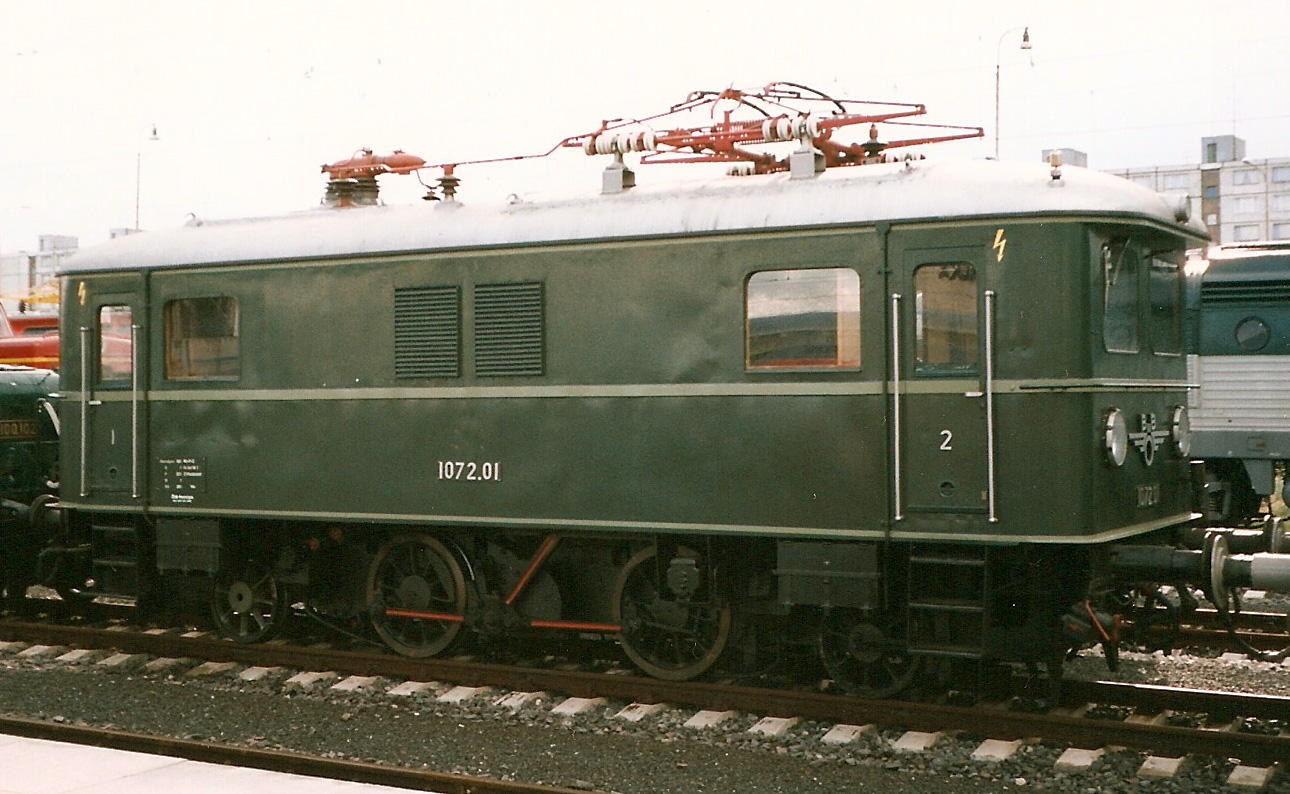
Wechselstromlokomotiven der Pressburgerbahn, später ÖBB 1072 (1914–1916)
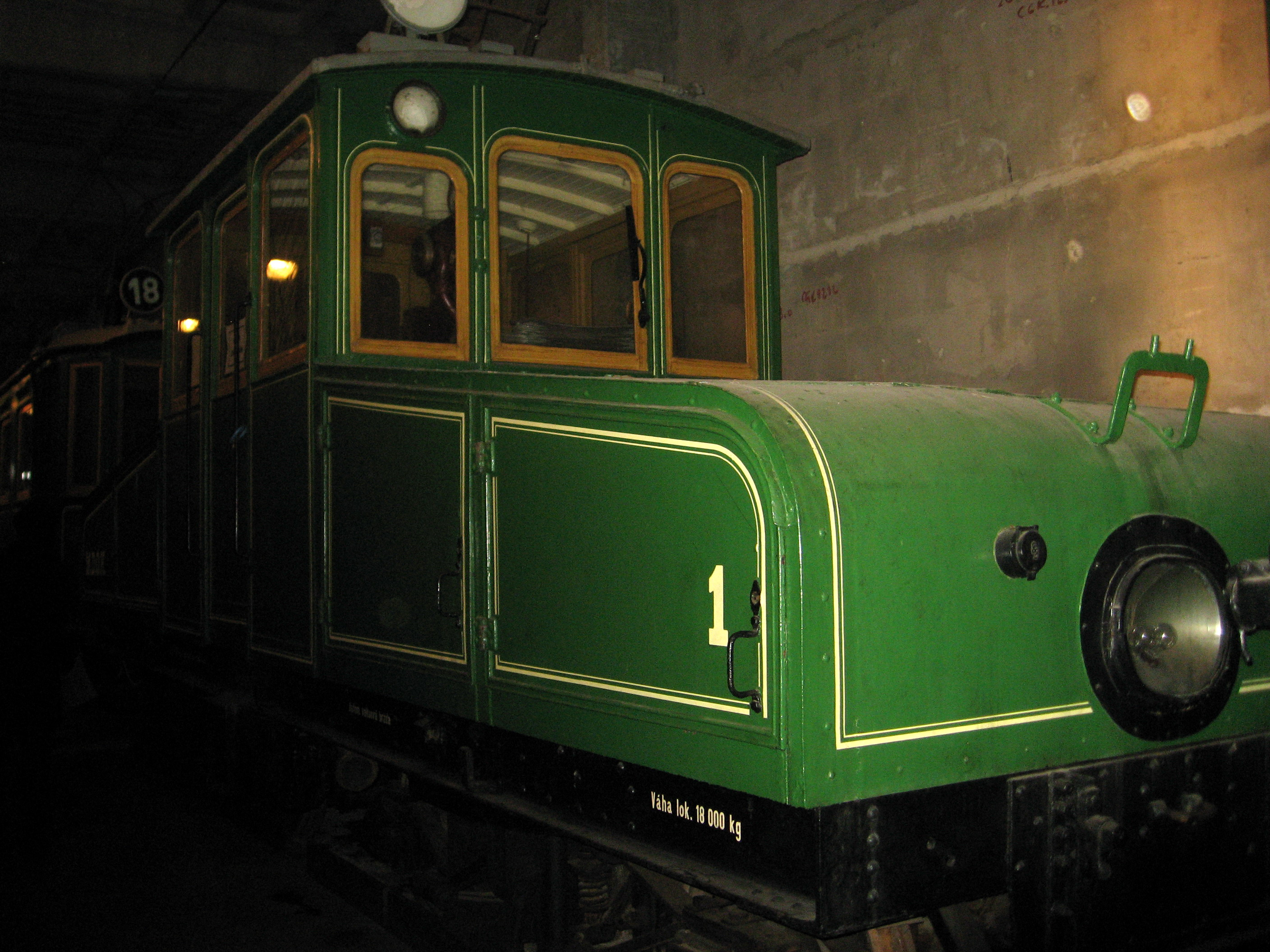
Lok 1 der Lokalbahn Mährisch Ostrau-Karvin (1908) mit Diamond-Drehgestellen
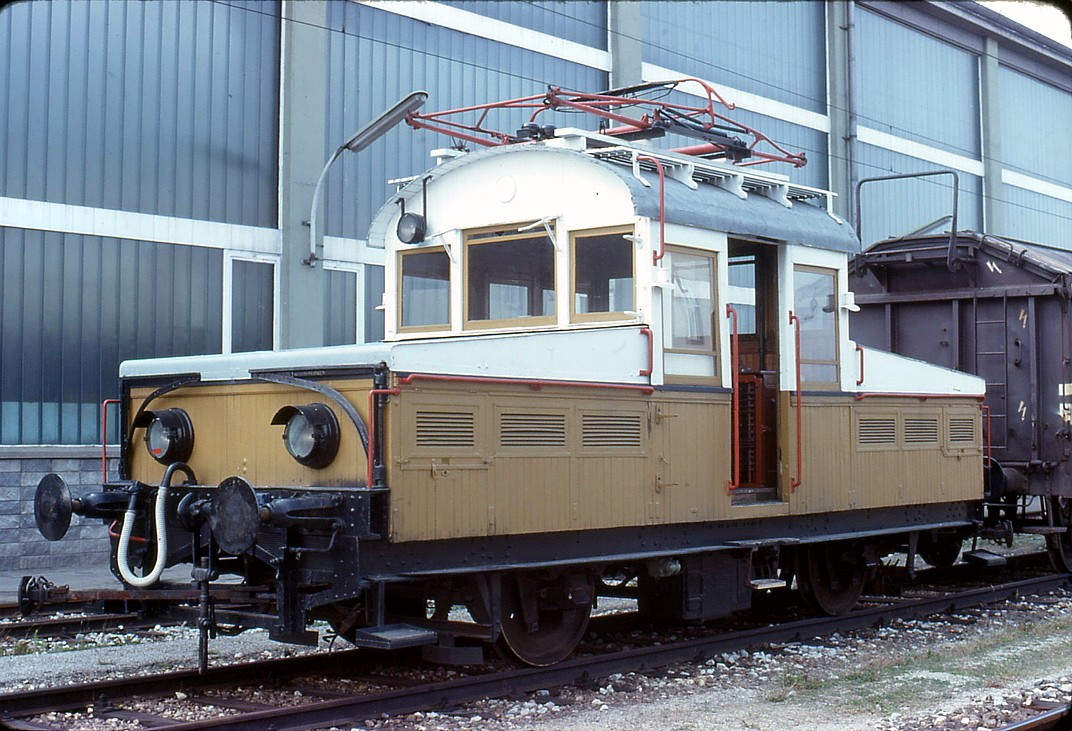
Gleichstrom- & Akkumulator-Lokomotive Reihe Eg der Pressburgerbahn (1913)
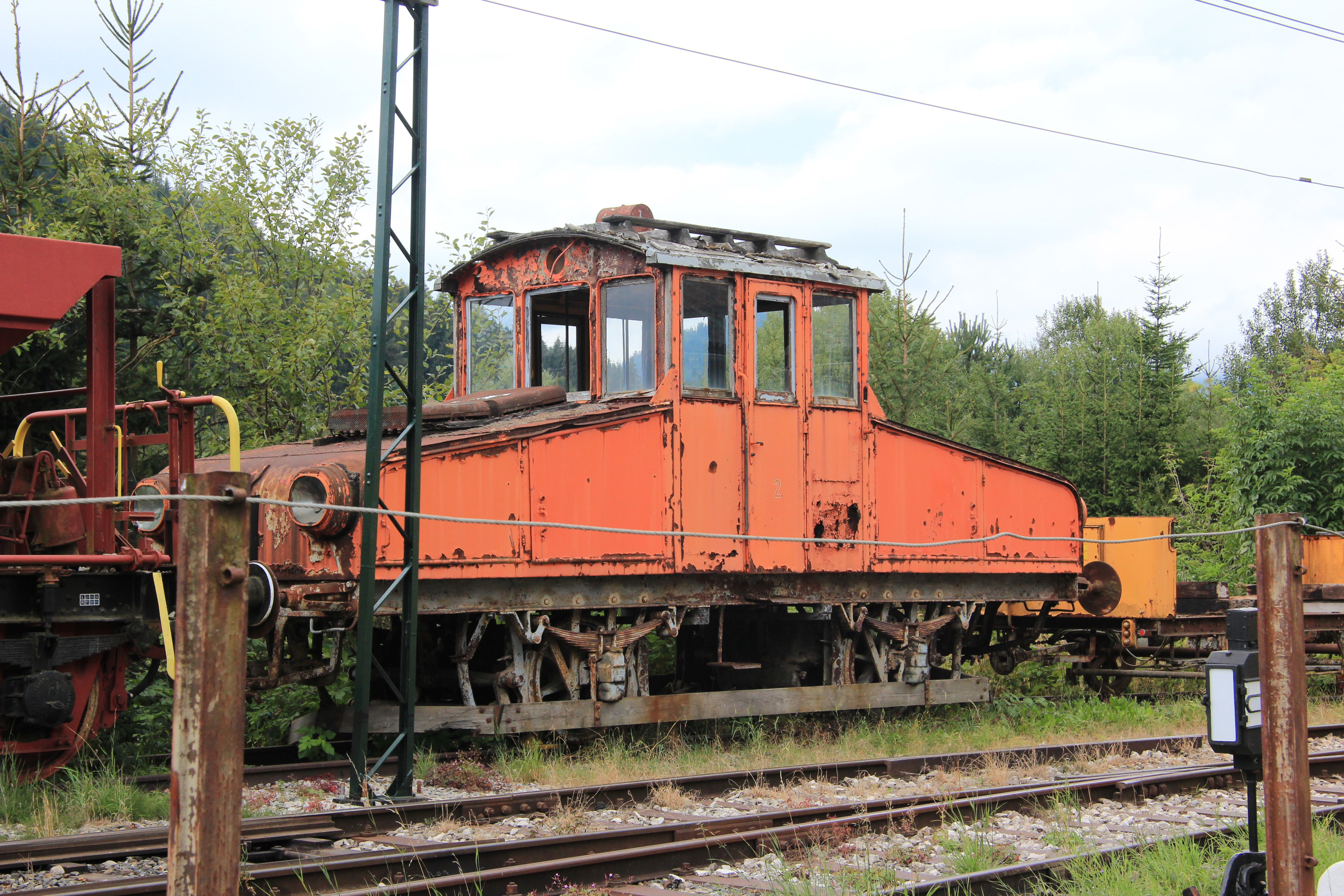
Güterzugslok der St. Pöltner Straßenbahn (1911)
Lok 1 „Liesl“ der Linzer Lokalbahn (1912)
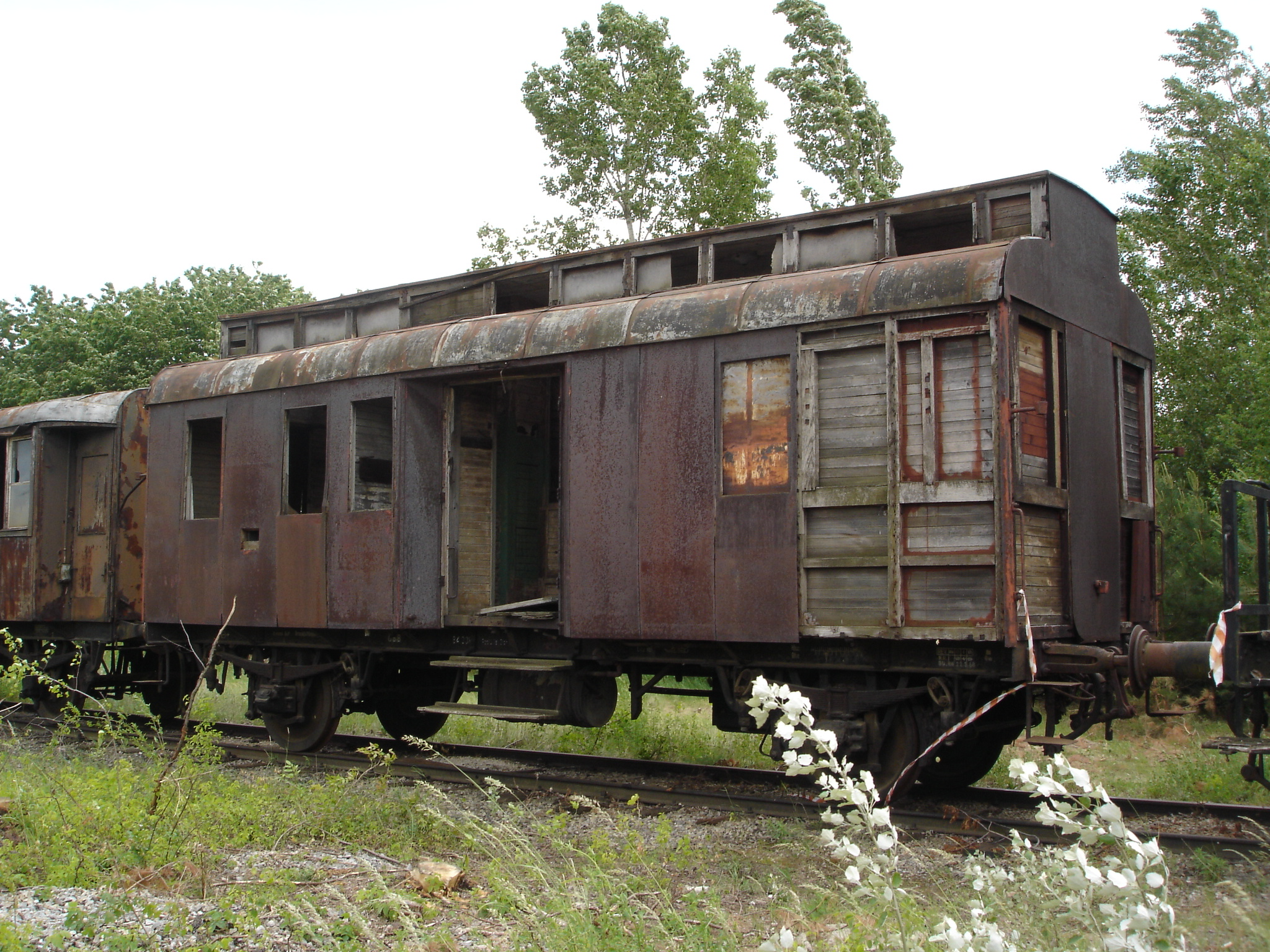
Postwaggon DÖStB F 84231 (1918)
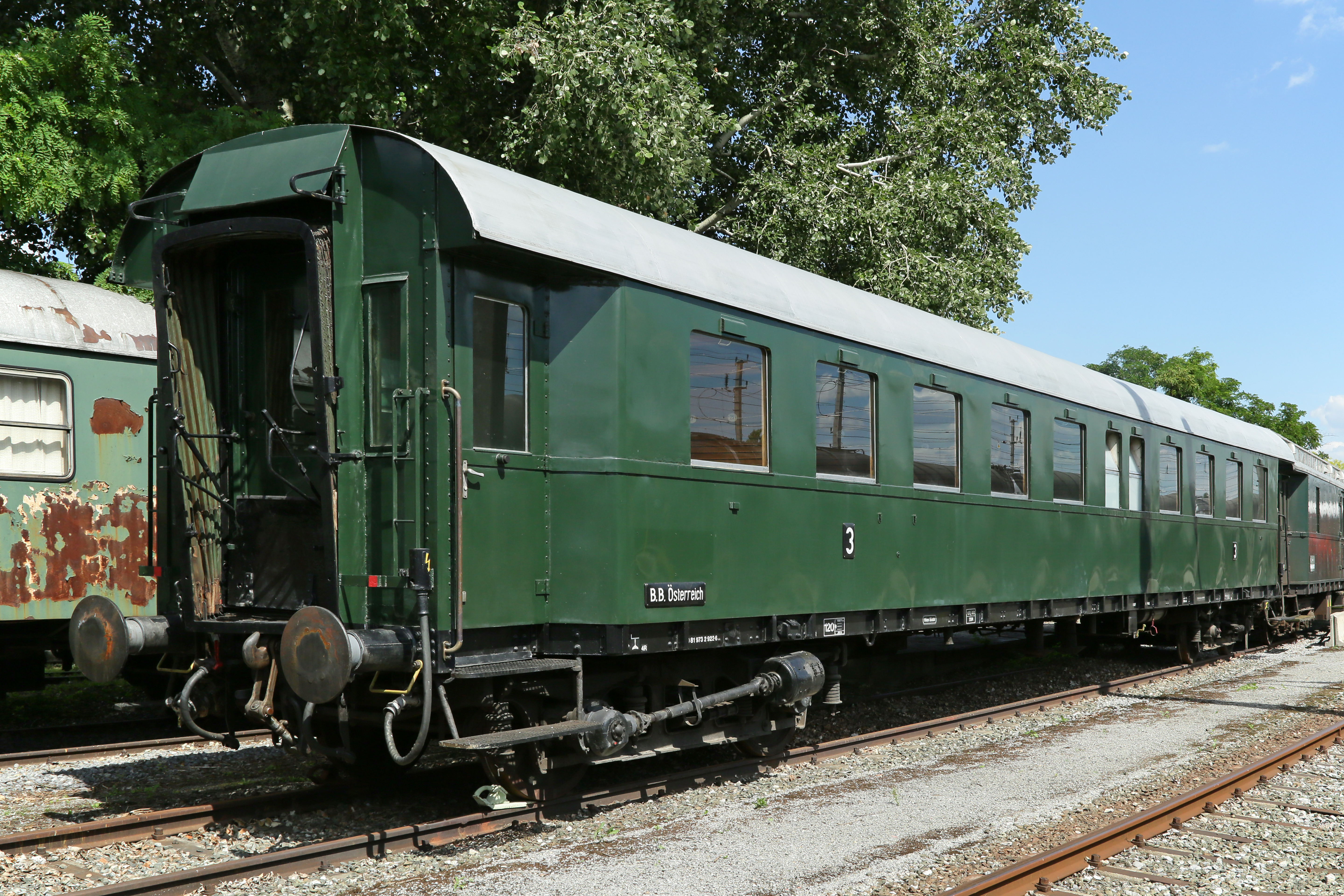
Personenwagen Type N28 der BBÖ
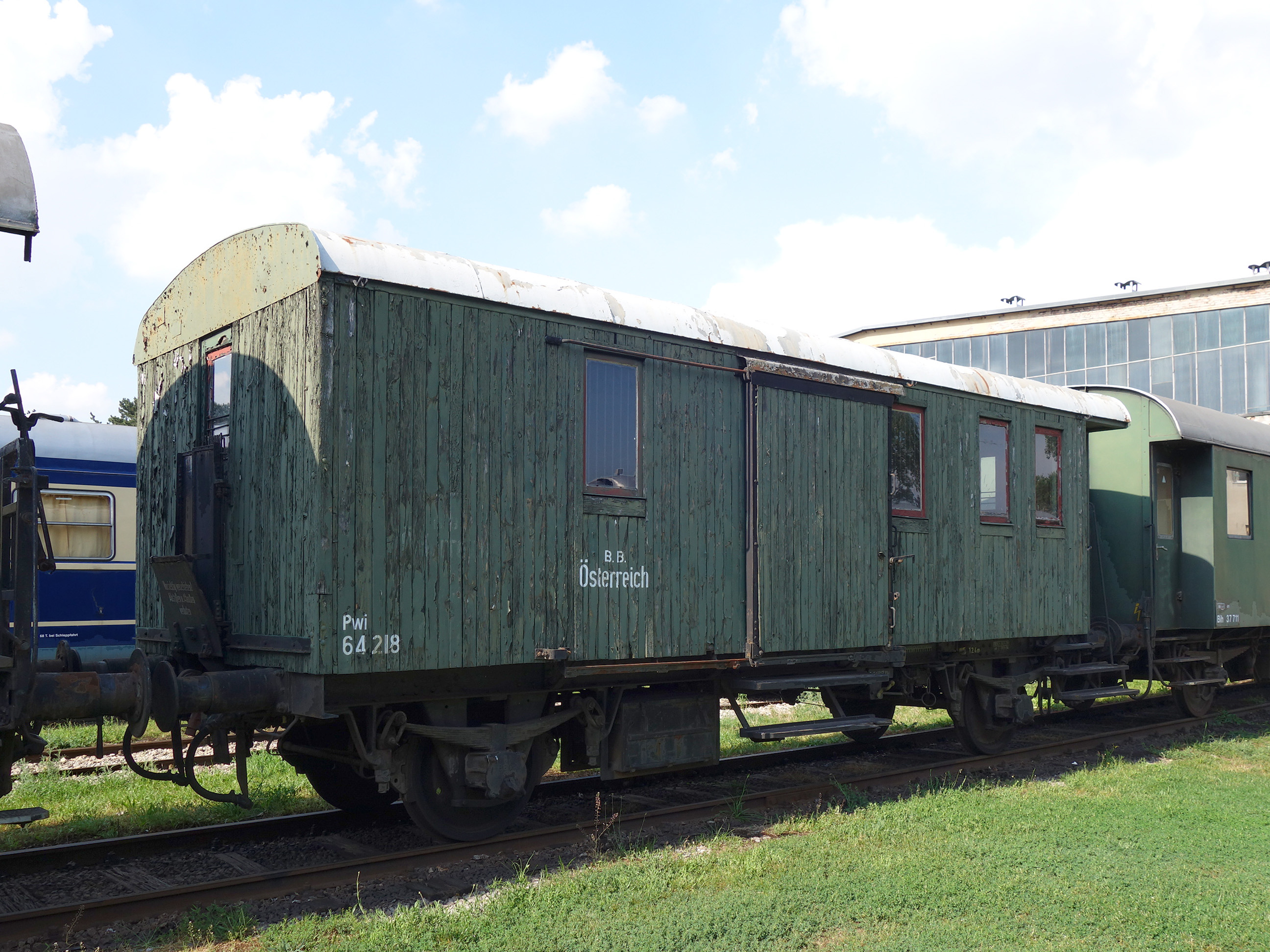
Dienstwagen ÖBB Di 64218 (1929)
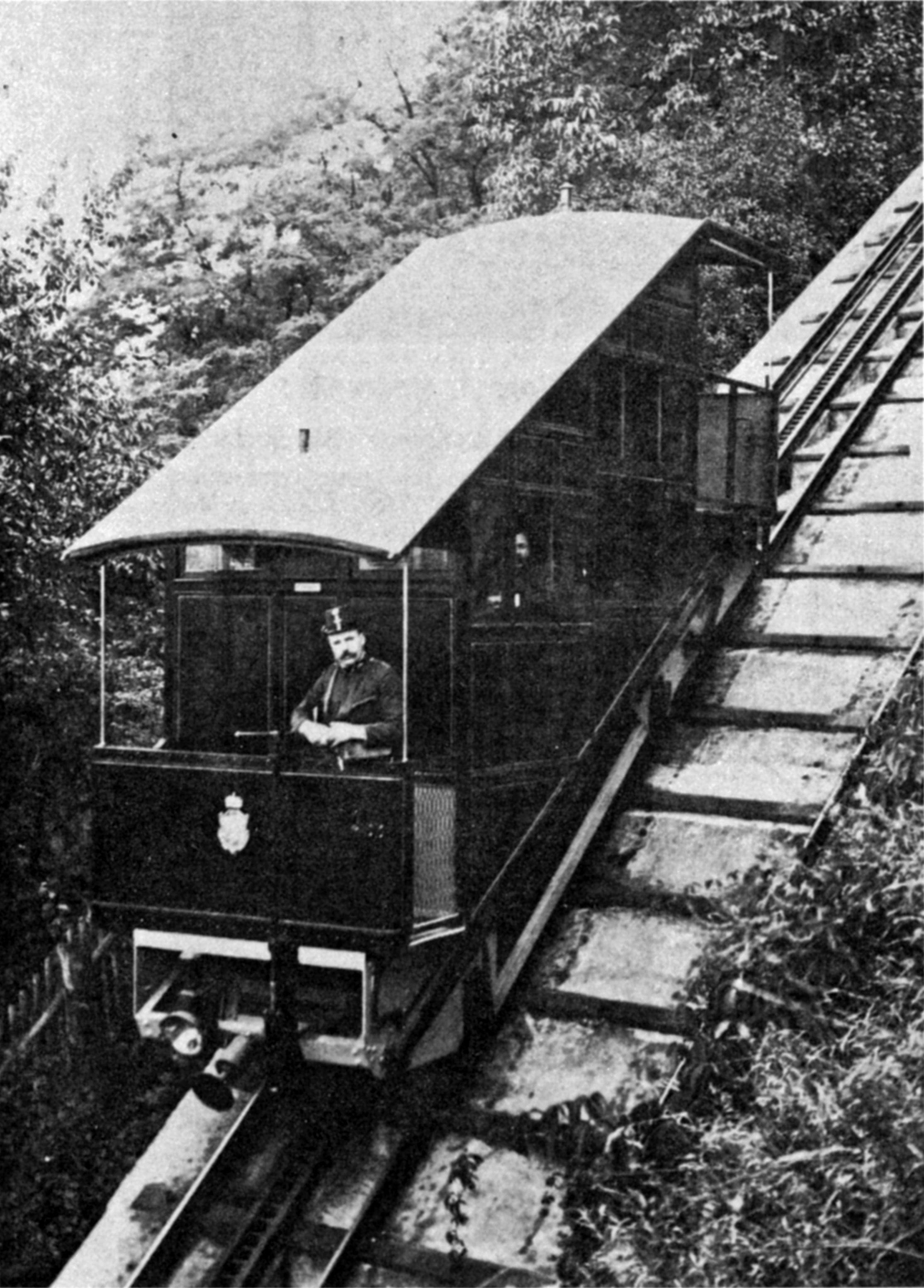
Wagen der Grazer Schlossbergbahn (1894)
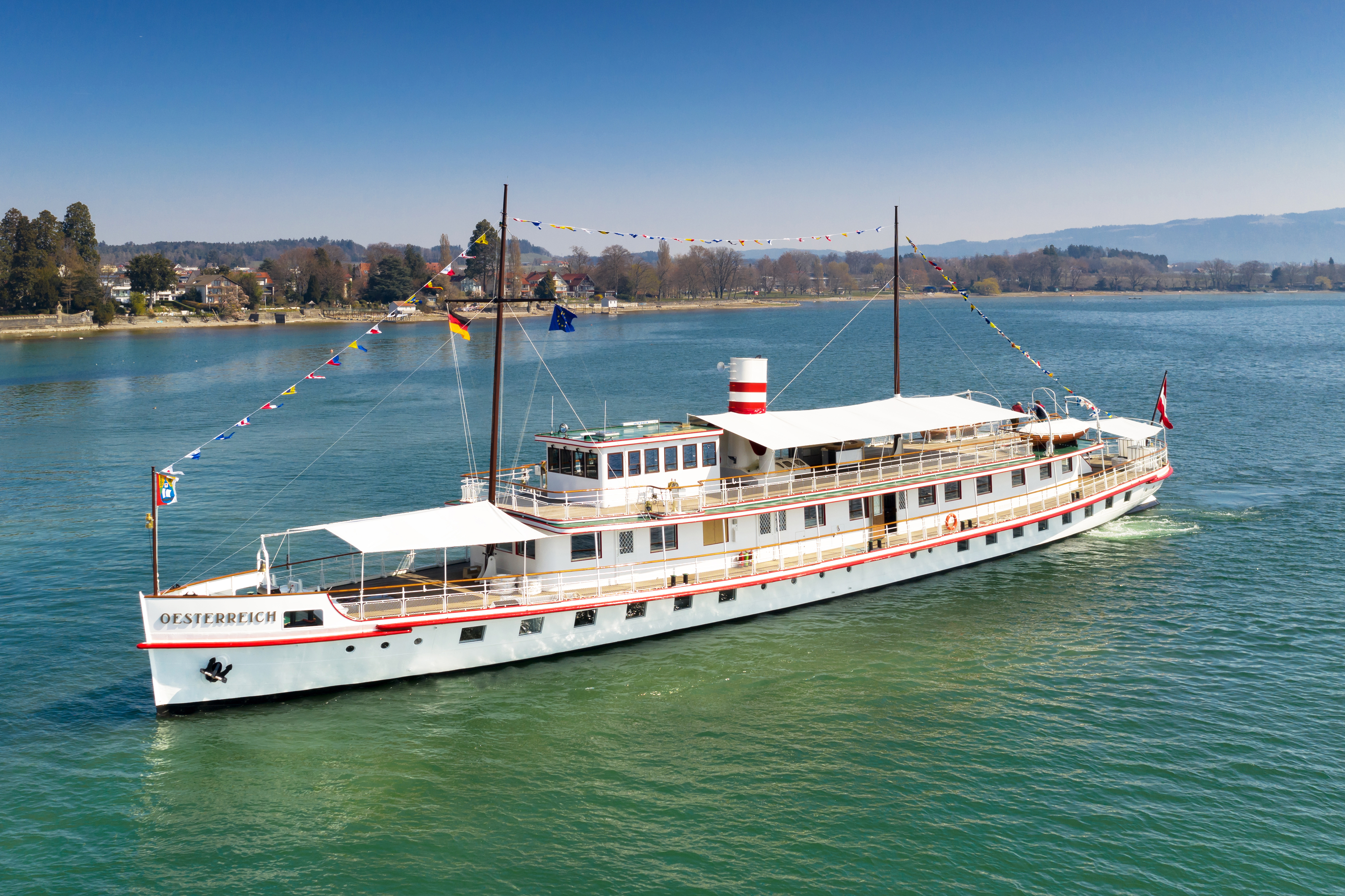
Motore für die MS Oesterreich am Bodensee (1928)
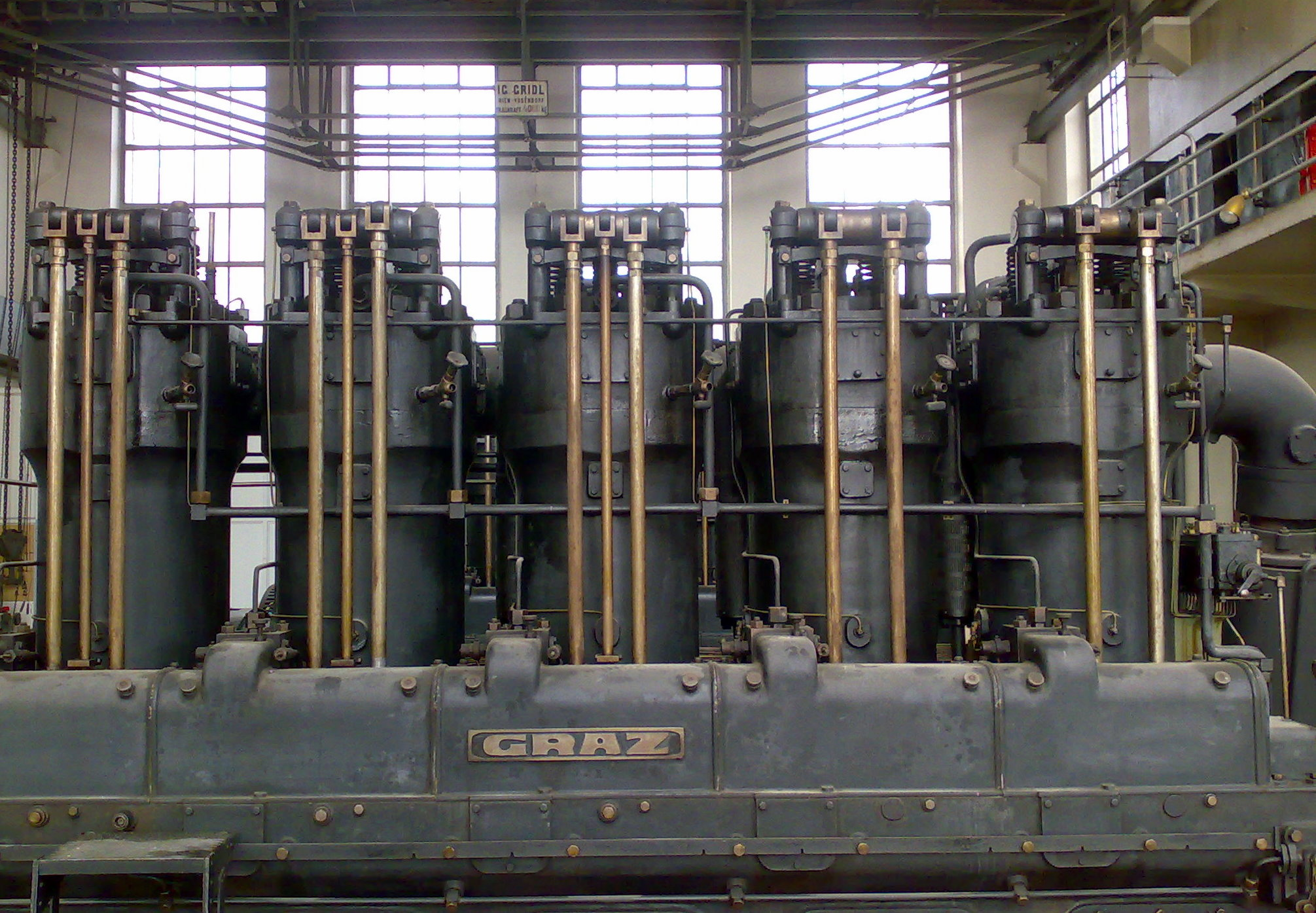
Fünfzylinder-Dieselmotor des Senders Bisamberg (500 PS)
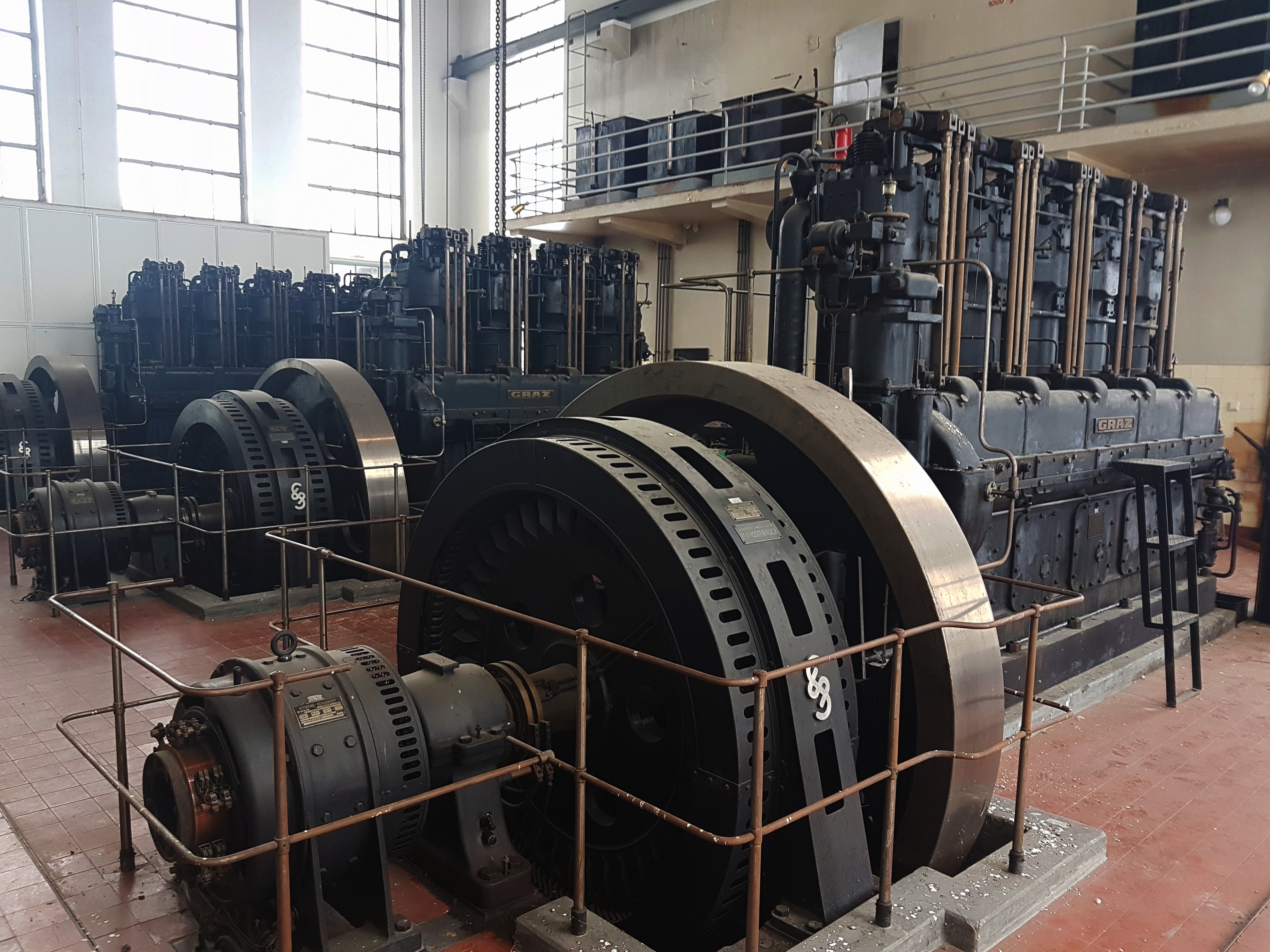
Dieselmotore des Senders Bisamberg, Bauart „Graz-Hesselman“ (1932)
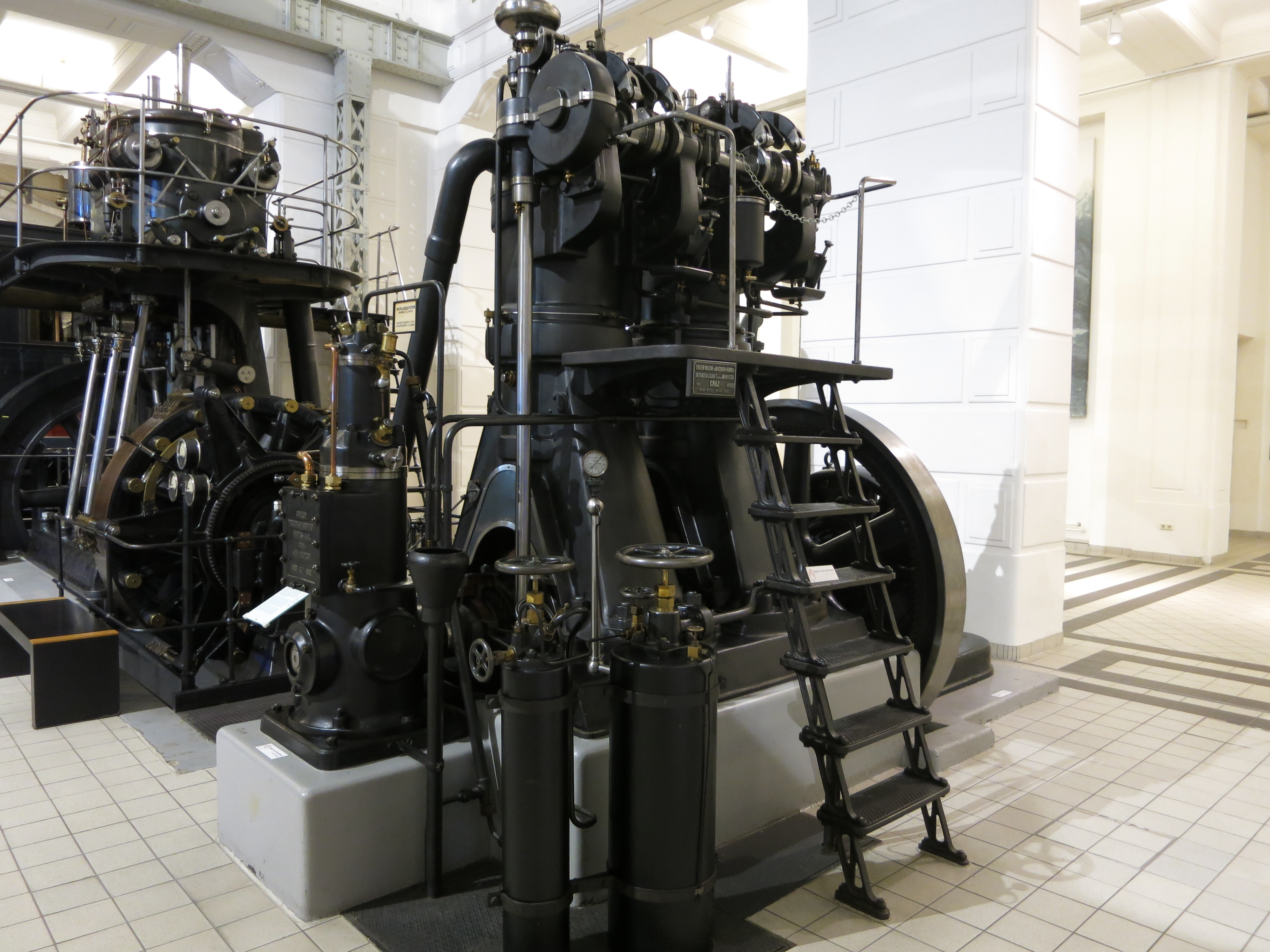
Wärmemotor „Patent Diesel“, Fabriks-Nr. 561 (1915) im Technischen Museum Wien, Leistung 58 kW, anwerfen durch Pressluft